# Abtei Chanteuges

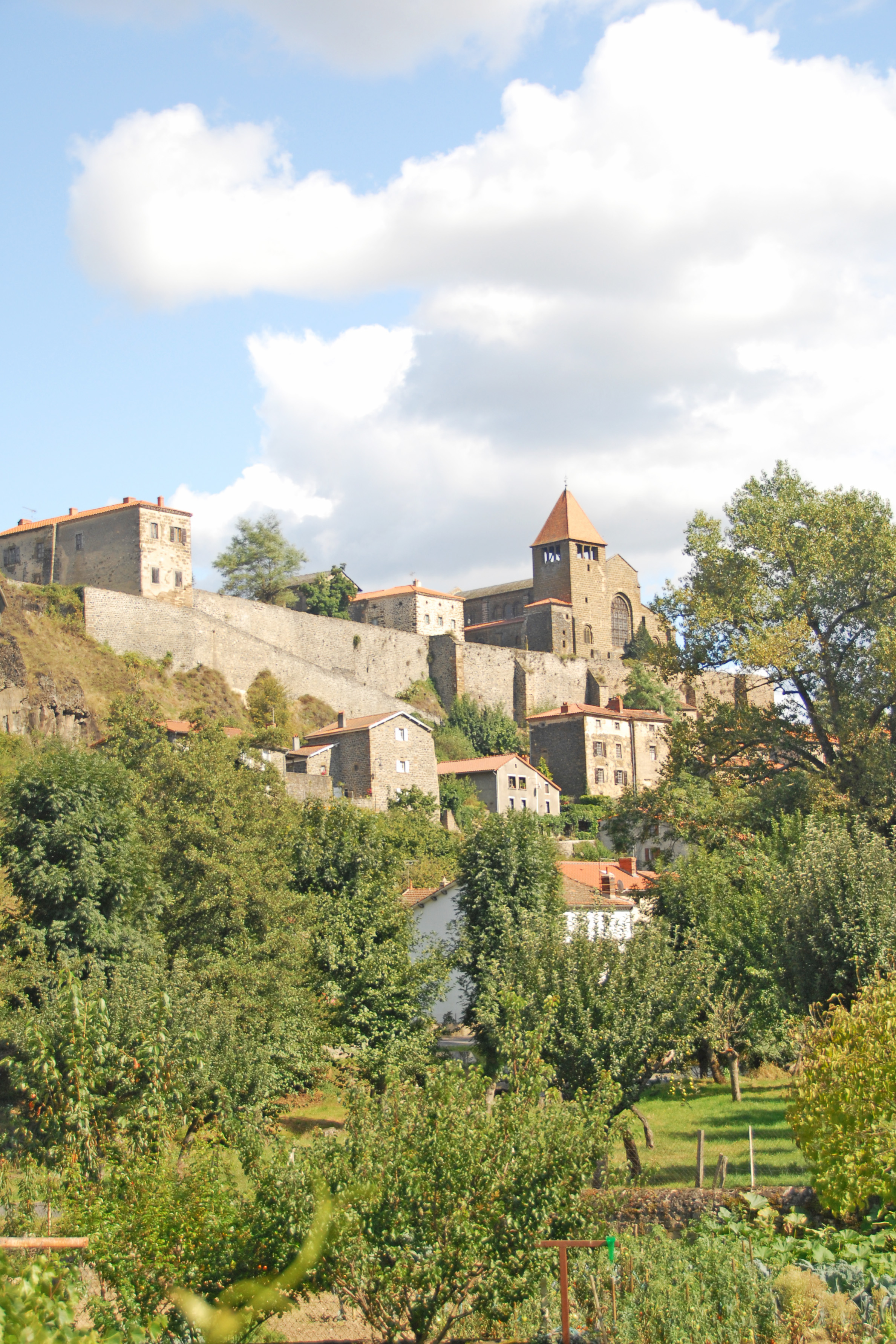
Priorat und Unterdorf, von NW

Die ehemalige Abtei Chanteuges, das spätere Priorat, steht an der schmalsten Stelle eines schlanken Felssporns, hoch über den Flüssen Allier und Desges, die ihn umfließen und die sich nördlich davon vereinigen. Das Dorf Chanteuges, dessen wenige ländliche Häuschen sich um den Basaltrücken gruppieren, liegt im Département Haute-Loire in der Région Auvergne etwa 30 Kilometer westlich der Hauptstadt Le Puy-en-Velay. Es besteht aus dem älteren Oberdorf La Vialle in Verlängerung des Klosters auf dem Basaltplateau und dem Unterdorf.
Der erste Eindruck, den die Bauten zusammen mit den sie umschließenden hoch aufragenden Wehrmauern vermitteln, ist der einer stattlichen Burgfeste. Diesen Umstand verdanken sie der Zeit um die Mitte des 12. Jahrhunderts, in der das Kloster unter Gewaltanwendung in weltliche Hände geraten war, geplündert und in eine Festung umgebaut wurde.
Die ehemals durch die Abtei und vom späteren Priorat genutzte Kirche stammt aus der zweiten Hälfte des 12. Jahrhunderts. Sie wurde auf den Grundmauern eines Vorgängerbauwerks aus dem 11. Jahrhundert in fast gleichen Dimensionen errichtet. Von diesem stammen das Chorhaupt und Teile des vorderen Langhauses. Es ist eine dreischiffige und vierjochige romanische Kirche, mit einem basilikalen Aufriss und mit durchfensterten Obergaden.
Auf der Nordseite der Kirche sind in geringem Abstand zu ihrer Nordwand beachtliche Reste der Konventsgebäude des Klosters erhalten, die sich um den noch gut erkennbaren Kreuzgang gruppieren. Die seine Nord- und Südgalerie umschließenden zweigeschossigen Gebäude sind noch weitgehend erhalten, die an der Westgalerie jedoch nur teilweise. Zwischen Kirche und Südgalerie, die nicht mehr existiert, gab es vermutlich keine oder nur eingeschossige Gebäude.
Ein kunsthistorisches Kleinod stellt die gotische Kapelle Sainte-Anne und ihr Skulpturenschmuck dar. Sie wird auch Kapelle des Abtes genannt und steht in der nordöstlichen Ecke des Klosters, angebaut an die Nordgalerie des Kreuzgangs.

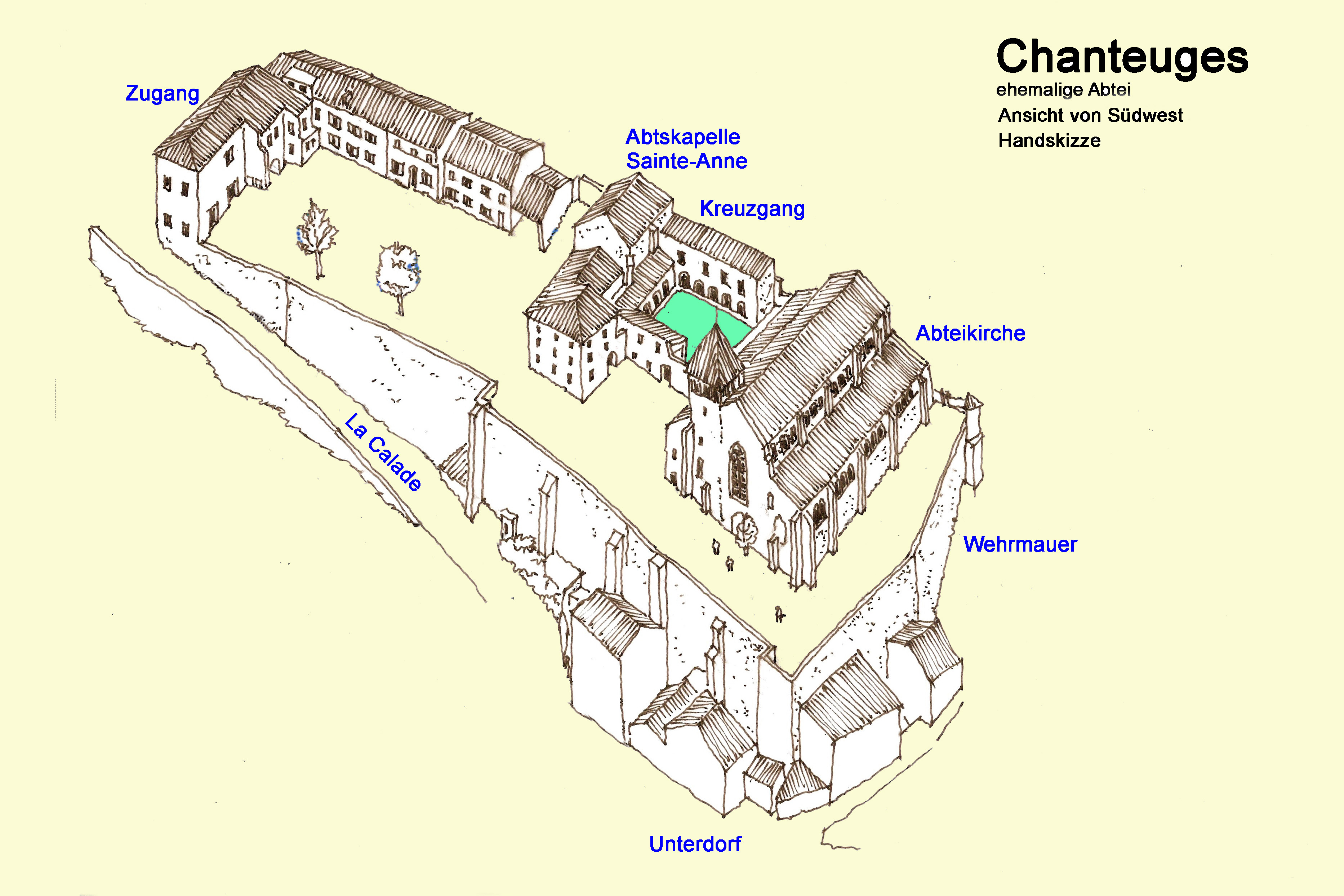
Chanteuges, Ansicht von SW, Handskizze

## Geschichte
Der steilwandige hohe Felsrücken zwischen den beiden Flüssen war seit jeher ein natürlicher Ort der Zuflucht und Verteidigung. Auf ihm ist die Anwesenheit von Menschen seit dem Neolithikum nachgewiesen. Der Name Chanteuges geht auf gallische Ursprünge zurück. In der Epoche der Karolinger (8. bis frühes 11. Jahrhundert) war es Hauptsitz eines Vikariats (auch Vikarie). Es gab hier damals zwei Kirchen. Eine auf dem Standort der späteren Abteikirche war zunächst dem heiligen Julianus (frz. Saint-Julien) geweiht. Die andere war Pfarrkirche des Oberdorfs La Vialle.
Claudius (frz. Claude), ein mächtiger Lehnsherr, beabsichtigte in Chanteuges ein Kanonikerkapitel einzurichten, was allerdings erst sein Enkel Cunabertus (frz. Cunabert) realisierte. Dieser war damals Propst des Kapitels von Saint-Julien in Brioude. Er stiftete Ort, Kirche und ihm gehörende umliegende Ländereien zur Gründung eines Klosters, das der Ordensregel des heiligen Benedikt folgen sollte. Er unterzeichnete 936 die Stiftungsurkunde der Abtei Chanteuges, die nunmehr dem heiligen Marcellinus (Marcellus) (frz. Saint-Marcellin) gewidmet war, dem ersten Erzbischof von Embrun (gest. um 374). Von ihm besaß die Kirche Reliquien, wie auch vom heiligen Julianus (frz. Julien) von Brioude und Julianus von Antiochia.

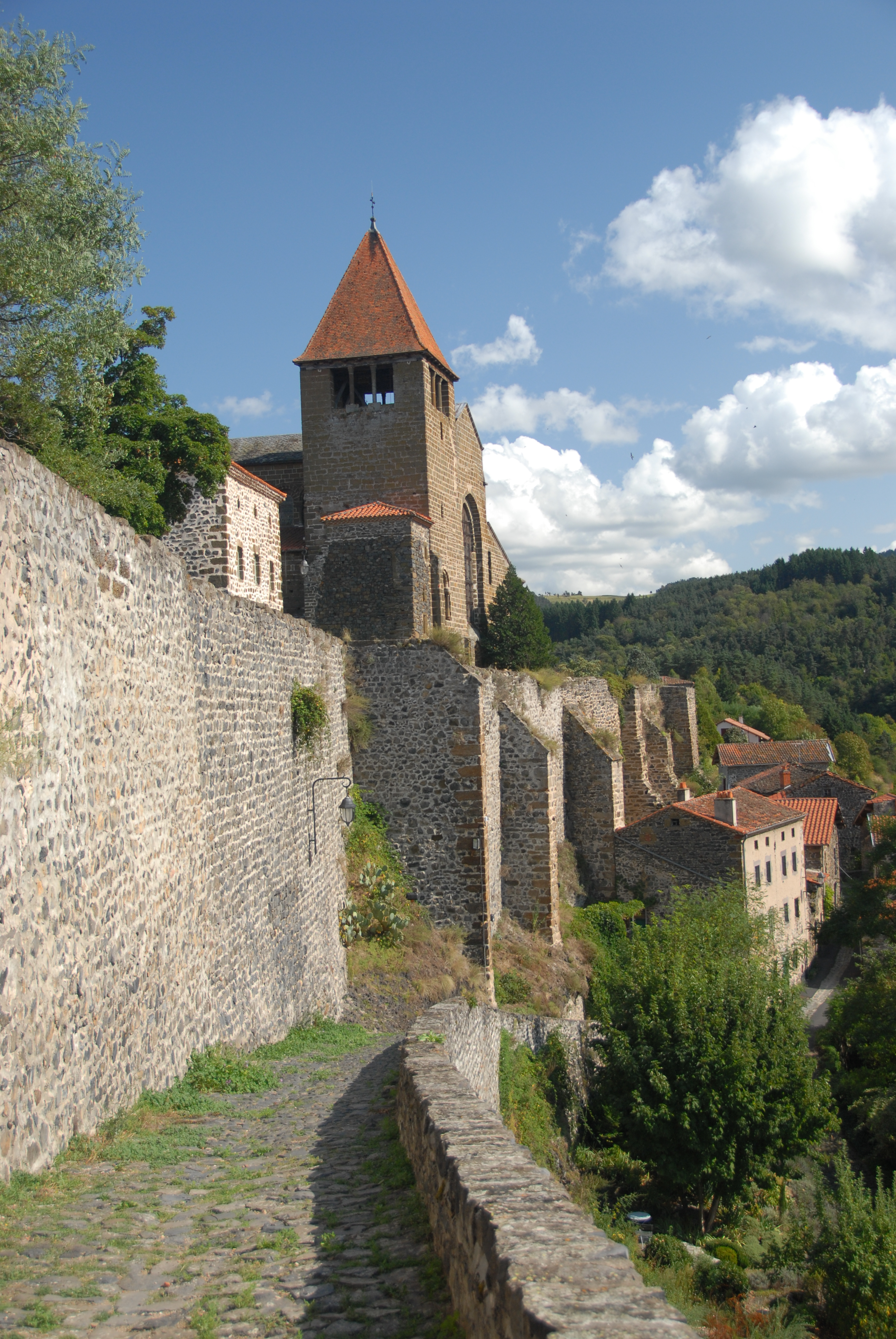
Westl. Wehrmauer mit Calades (Auffahrt vom Unterdorf)

Der romanische Vorgängerbau der heutigen Kirche entstand im 11. Jahrhundert, und sein Grundriss hatte vermutlich eine ähnliche Ausdehnung und Gliederung. Von ihm sind noch die zentrale Chorapsis und Pfeiler des Mittelschiffs im ersten Joch enthalten. Vor der Fassadenwand gab es allerdings noch eine Turmvorhalle, die sich fast bis zur nördlichen Steilwand des Plateaus erstreckte. Sie besaß eine Tribüne, die sich zum Langhaus hin öffnete.
Die Leitung des Stifts übertrug man Arnulf, dem Abt von Aurillac. Bald schon erhielt das Kloster einen eigenen Abt. Es blieb aber weiterhin in Abhängigkeit vom Kapitel von Brioude, was in einer auf 1119 datierten Bulle von Papst Calixt II. bestätigt worden ist.
Über die ersten 200 Jahre der Abteigeschichte sind fast keine Nachrichten überliefert. Man weiß aber, dass die Mönche in dieser Zeit dort gut dotiert und ohne Probleme gelebt haben.

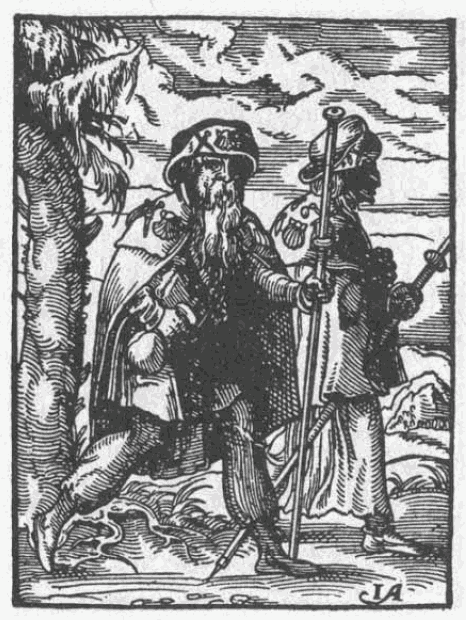
Jakobspilger, Holzschnitt von 1568

Chanteuges lag an einer der Nebenrouten der Jakobs-Pilgerwege nach Santiago de Compostela an dem Teilstück zwischen Brioude und Le Puy en Velay. An der Blütezeit der Wallfahrt in der ersten Hälfte des 12. Jahrhunderts, in der jährlich Hunderttausende nach Süden zogen, konnte die Abtei jedoch nur noch kurze Zeit teilhaben.

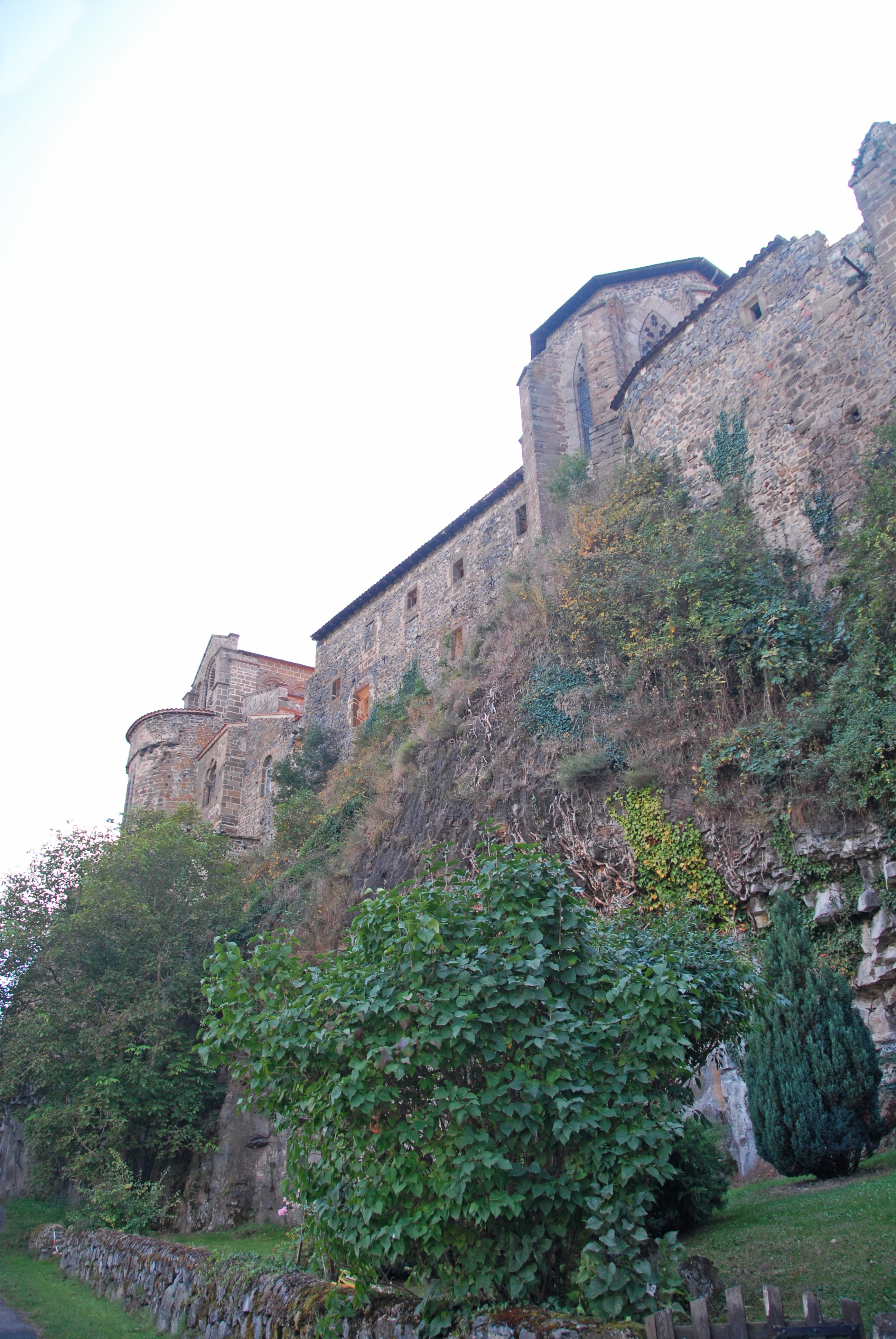
Südliche Steilwand, Chorhaupt, Kreuzgang u. Chapelle Ste.-Anne

Gegen 1130 eignete sich Ithier von Mandulphe, eine Herrschaft aus der Region, die Abtei gewaltsam an, besetzte und plünderte sie, vertrieb die Mönche und änderte die Bauten in eine Befestigungsanlage. Die kirchlichen Einrichtungen verfielen zusehends. Nach den Worten des letzten Abtes Raimund war das Kloster nur noch ein “Räuber- und Mördernest” („receptaculum predonum et homicidarum“). Er war darüber so verzweifelt, dass er sich außerstande sah, den vorherigen Zustand wiederherzustellen. Er übergab sein Amt an Aimeric, den Bischof von Clermont, und flüchtete in die Abtei La Chaise-Dieu, wo er deren Mönchen die Aufgabe übertrug, das verfallene Kloster wiederherzustellen. Diese Schenkung wurde 1137 vom Bischof von Bourges und vom Kapitel von Brioude dokumentiert.
Nach kurzer Rückeroberung gründete die Abtei La Chaise-Dieu in Chanteuges ein von ihr abhängiges Priorat, und um die Mitte des 12. Jahrhunderts begann eine Kampagne von Rekonstruktionsarbeiten an den Klostergebäuden. Es ist allerdings heute nicht bekannt, in welchem Zustand sich die alte Abtei befand, als sich die casadéennes, wie die Mönche von La Chaise-Dieu genannt wurden, zum Wiederaufbau anschickten. Wahrscheinlich wurde sie im Laufe der siegreichen Belagerung, die die Eindringlinge aus dem Kloster verjagte, weitgehend zerstört.
Die auf dem Rand der westlichen Steilwand errichtete zentrale romanische Hauptapsis des 11. Jahrhunderts blieb unverändert stehen, wie auch die westliche Turmhalle vor der Fassade, die es heute nicht mehr gibt. Einige Zeit beließ man auch das Mittelschiff, das nur so weit notdürftig ausgebessert wurde, dass der Gottesdienst gefeiert werden konnte.
Die Anfänge des neuen Priorates gestalteten sich als schwierig. Es entfachte sich ein Streit mit den Kanonikern von Brioude um die Anrechte an Chanteuges, der erst 1175 zu Gunsten von La Chaise-Dieu beigelegt wurde. Erschwerend kam der in der zweiten Hälfte des 12. Jahrhunderts zunehmende Rückgang der Pilgerbewegungen nach Santiago wegen der damit verbundenen rückläufigen Einnahmen hinzu, die dann im Hundertjährigen Krieg gänzlich versiegten.
Offensichtlich wegen fehlender finanzieller Mittel hat man beschlossen, auch die Turmvorhalle der Prioratskirche mit der alten Fassade und sogar das erste Joch des Mittelschiffs zu erhalten, dessen Pfeiler nur ergänzt wurden (siehe Grundriss). Man kann durchaus vermuten, dass auch die alten Fundamente des Vorgängerbauwerks wieder verwendet worden sind.

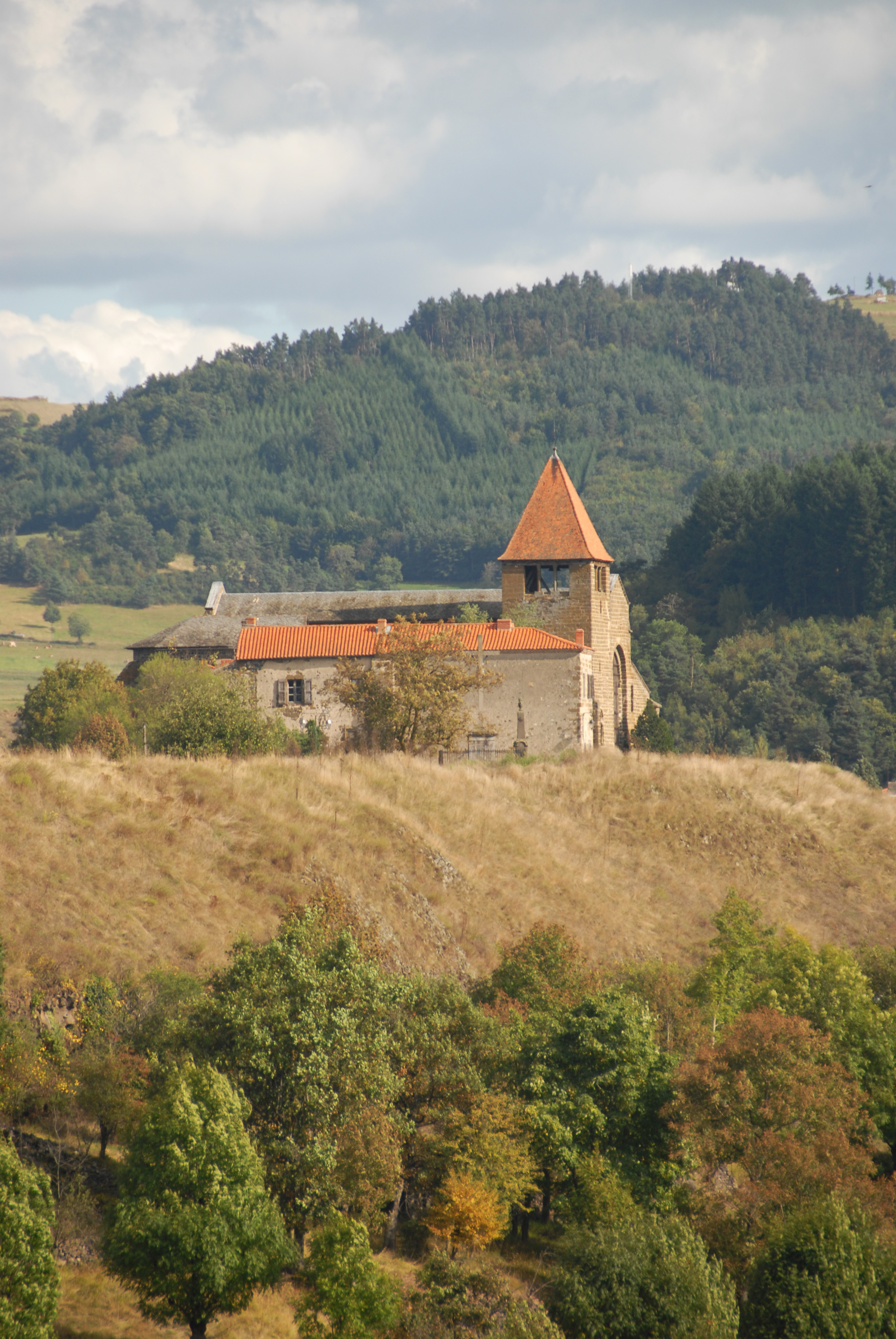
Priorat von N

Zwischen den teils heute noch erhaltenen alten Bauteilen errichteten die Mönche in der zweiten Hälfte des 12. Jahrhunderts die neue Kirche in einem dreischiffigen und vierjochigen Grundriss im romanischen Baustil, so wie er der heutigen Kirche entspricht. Ausgenommen davon war die Einwölbung des Mittelschiffs.
Die Baumeister hatten dort ein neues romanisches Tonnengewölbe in einer um gut drei Meter größeren Höhe eingebaut als die des heutigen gotischen Kreuzrippengewölbes, wahrscheinlich war es auch höher als das Gewölbe des Vorgängerbauwerks. Die neue Scheitelhöhe des Mittelschiffs war mit 15,60 Metern genau doppelt so hoch wie die der Kreuzgratgewölbe der Seitenschiffe mit 7,80 Meter.
Unter Verzicht auf Tribünen über den Seitenschiffen verließ man sich bei der Gewölbekonstruktion des Mittelschiffs nur auf die Wanddicke und auf die außenseitig angebrachten, nicht besonders weit ausladenden Strebepfeiler und die inneren hoch gestelzten Gurtbögen des Mittelschiffs. Man ließ sogar Obergadenfenster über den Dächern der Seitenschiffe anlegen. So gegen waagerechte Schubkräfte unzureichend abgesichert, sind die Gewölbe eingestürzt (siehe Aufrisszeichnung). Über den Zeitpunkt des Gewölbeeinsturzes gibt es keine näheren Angaben. Man konnte jedenfalls nach Räumung der Trümmer des Gewölbes und Reparatur der hölzernen Dachkonstruktion eine Zeit lang ohne ein Gewölbe im Mittelschiff Gottesdienste feiern.

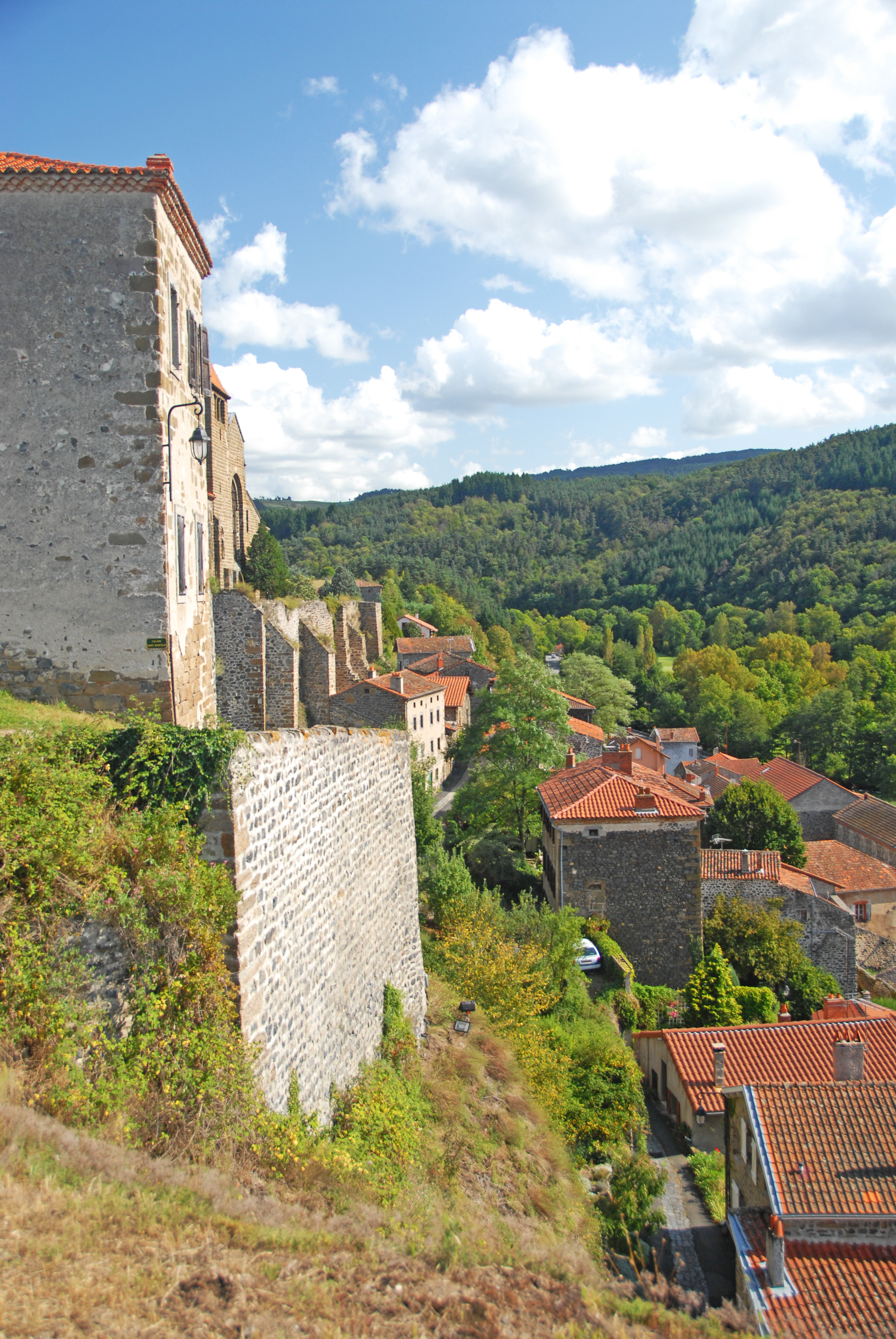
Westl. Wehrmauer, Unterdorf

1318 wurde das Priorat dem Mensalgut von La Chaise-Dieu zugeschlagen. Es wurde in der Folgezeit Lieblingswohnsitz und Sommerresidenz der letzten regelrechten Äbte von La Chaise-Dieu, insbesondere des Jacques de Saint-Nectaire (Abt seit 1491, gestorben 1518), auch Jacques de Seneterre genannt. Er stammt aus einer reichen und mächtigen Familie aus der Auvergne, die vielfältige Beziehungen zur Abtei La Chaise-Dieu pflegte.
Jacques ließ im 15. Jahrhundert die Mittelschiffgewölbe der Kirche wiederherstellen, allerdings mit Kreuzrippengewölben des damals aktuellen gotischen Stils und in geringerer Tiefe, so wie sie sich noch heute präsentieren. Die äußere Kontur des Mittelschiffs und seines Daches sind dabei erhalten geblieben.
Vermutlich auch im 15. Jahrhundert wurde die der Fassade vorgelagerte Turmvorhalle entfernt und die Wandöffnung zur ehemaligen Vorhalle über dem Hauptportal durch das große, leicht angespitzte rundbogige Fenster ersetzt, wie es heute erhalten ist.
Abt Jacques de Saint-Nectaire verdankt das Priorat die ebenso im 15. Jahrhundert errichtete gotische Kapelle Sainte-Anne, die sogenannte „Kapelle des Abtes“, an der Nordostecke des Kreuzgangs und das an sie anschließende „Haus des Abtes“. Er hat weiterhin bis in das 16. Jahrhundert hinein die Gebäudesubstanz des Priorates restauriert und verschönert.
Chanteuges blieb von den Zerstörungen der Religionskriege von 1562 bis 1598 zwischen der katholischen Liga und den Hugenotten verschont. Im Jahr 1562 bot das Priorat den Mönchen von La Chaise-Dieu Unterschlupf nach einem von den Hugenotten gelegten Brand in ihrer Abtei.
1640 wurden die Mönche von Chanteuges zusammen mit La Chaise-Dieu unter Anordnung von Kardinal Richelieu unter die Aufsicht der Benediktiner von Saint-Maur (Mauriner) gestellt.
In der französischen Revolution 1789 wurden die Mönche von Chanteuges endgültig vertrieben und die Besitztümer des Priorates als Allgemeingut verkauft.

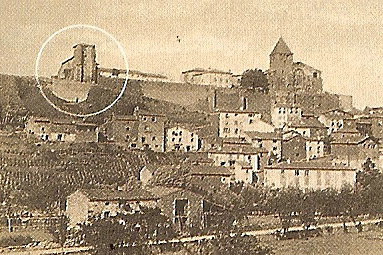
Chanteuges von NW, Foto vor 1896, ehem. Wehrturm u. Speicher über südl. Seitenschiff

Der jetzige Glockenturm wurde erst nach der Revolution hochgezogen. Über das Aussehen und die Lage seines Vorgängers gibt es keine Belege. Man spricht jedenfalls von einer ehemaligen „Turmvorhalle“, was auf die Existenz eines früheren Turms hindeutet.
Bis Ende des 19. Jahrhunderts dominierte ein mächtiger quadratischer Wehrturm die nordwestliche Ecke des Plateaus, bis er 1896 einstürzte. Man kann ihn noch auf alten Schwarzweiß-Fotos erkennen (siehe Foto).
In die nachrevolutionäre Zeit fielen etliche Fremdnutzungen und Zerstörungen der Konventsgebäude des ehemaligen Priorates, wie sie heute noch teilweise erkennbar sind.
Offensichtlich zur gleichen Zeit wurden auf den Decken der Seitenschiffe Speicherräume errichtet, die die Obergadenfenster gänzlich verdeckten. Sie wurden im 20. Jahrhundert wieder entfernt und durch flach geneigte Pultdächer ersetzt, wie sie der Ursprungsbau besaß, und damit wurde die Obergadenbelichtung des Mittelschiffs wiederhergestellt. Auf einem alten Foto vom Ende des 19. Jahrhunderts, das auch den vorstehend genannten Turm zeigt, ist auch die westliche Kopfseite des südlichen Speichers zu sehen.
Ebenso im vergangenen Jahrhundert fanden umfangreiche Restaurierungs- und Renovierungsarbeiten unter modernen denkmalpflegerischen Gesichtspunkten statt.

## Klosteranlagen

### Prioratskirche Saint-Marcellin

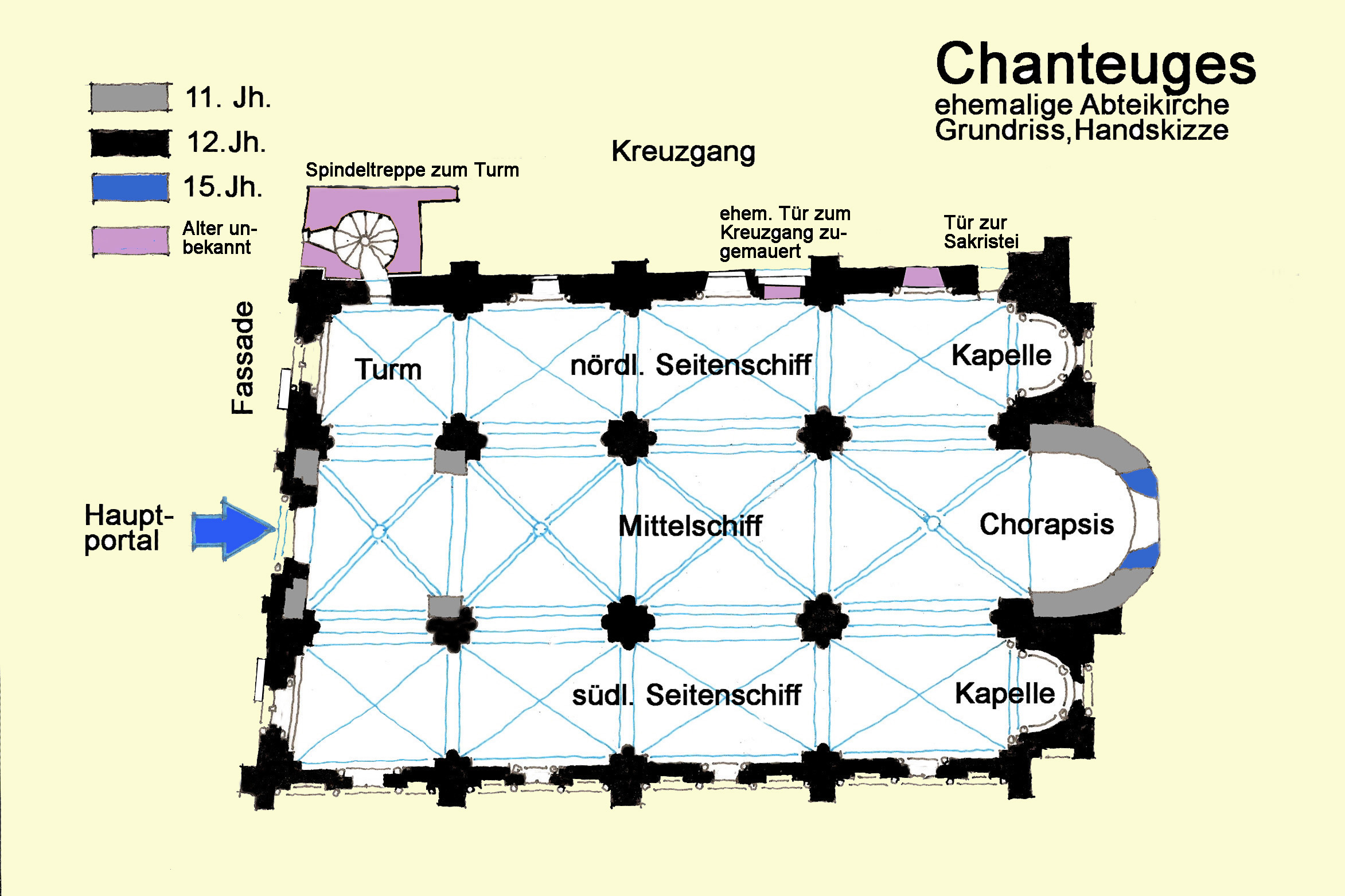
Chanteuge, ehem. Abteikirche, Grundriss, Handskizze4

#### Abmessungen
- Innenlänge: 37,07 m

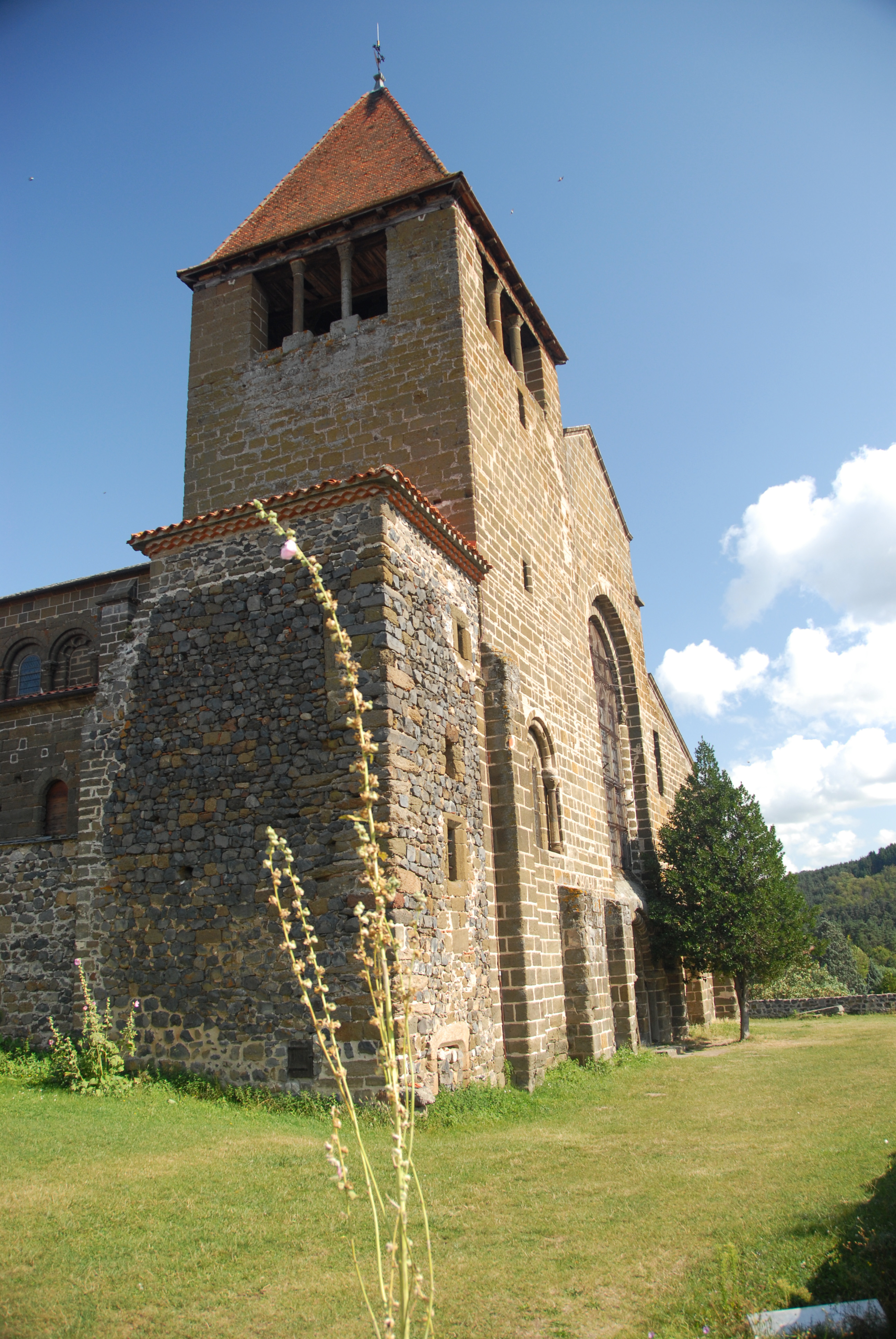
Kirche, Fassade, Turm u. Treppenturm v. NW

- Gesamtbreite des Langhauses im 2. Joch: 18,00 m
- Breite Mittelschiff: 5,74 m
- Höhe Mittelschiff (15. Jh. bis heute): 12,40 m
- Höhe Mittelschiff (Zustand 12. Jh.): 15,60 m
- Höhe Seitenschiffe: 7,80 m

#### Äußere Erscheinung

##### Fassade und Turm

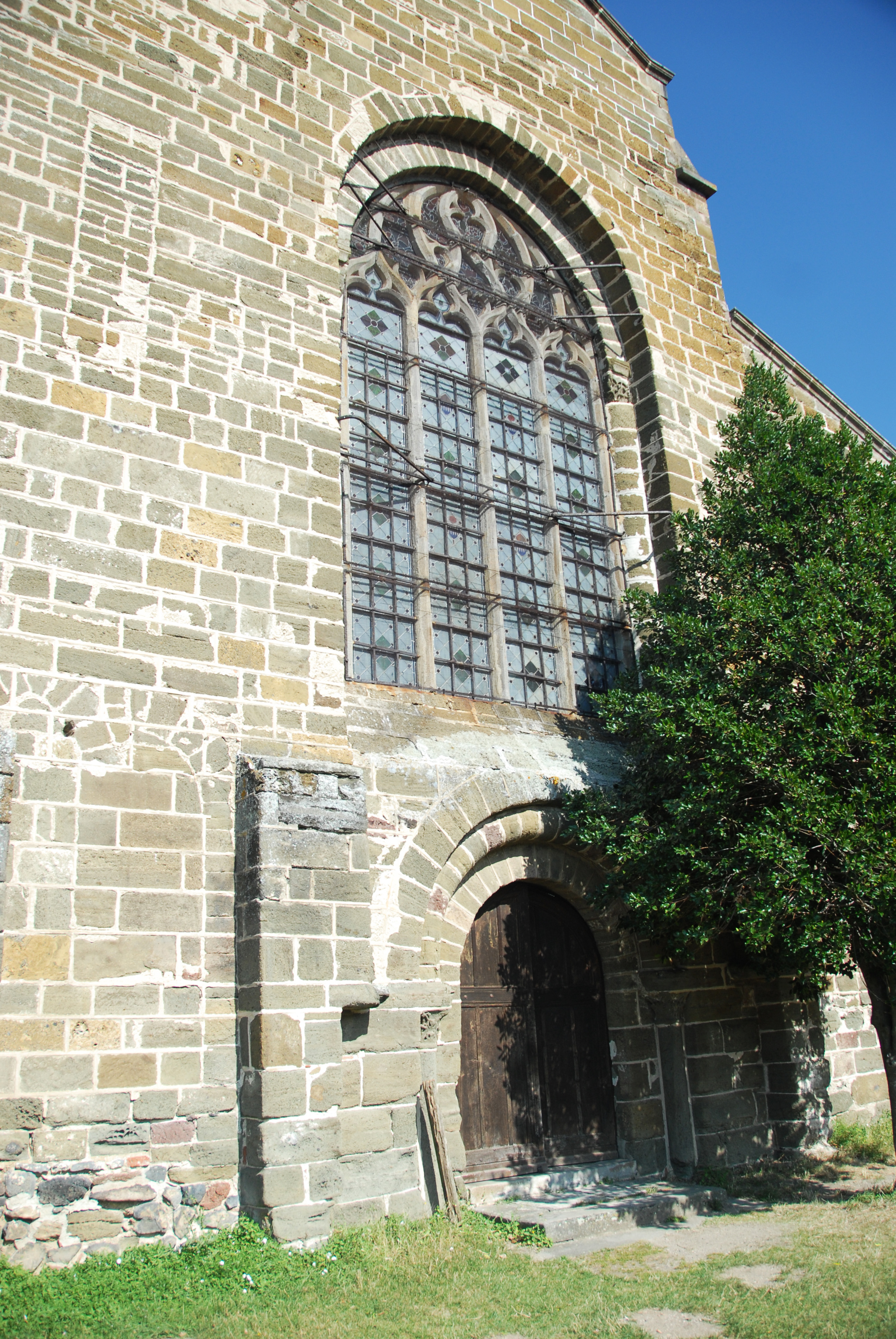
Kirche, Fassade mit Hauptportal

Die Fassade schließt das Langhaus im Westen nahezu plan ab, ohne wesentliche Versprünge. Sie ist aus großformatigen Steinquadern aus sauber zugerichteten grauen bis beigefarbenen Basaltwerksteinen als regelmäßiges Schichtenmauerwerk gefügt. Ihre äußere Kontur folgt im Bereich des Mittelschiffs und vor dem südlichen Seitenschiff etwa dem Aufriss des dahinter anschließenden Langhauses. Die Kopfwand des nördlichen Seitenschiffs neben dem Mittelschiff wird weiter aufwärts verlängert und geht dann in die Westwand des Glockenturms über, der sich über dem ersten Joch des nördlichen Seitenschiffs erhebt. Seine Traufe liegt knapp über der Firsthöhe des Mittelschiffs. Er weist allseitig knapp unter den Traufen des mit roten Ziegelschindeln gedeckten Pyramidendachs eine große Öffnung in Form eines waagerecht gestellten Rechtecks auf, das von zwei Säulchen in drei Schallluken geteilt wird.
Es ist bekannt, dass der Fassade bis ins 15. Jahrhundert noch eine „Turmvorhalle“ vorgelagert war, deren Aussehen und Dimension nicht belegt sind. Sie soll sich fast bis an den westlichen Rand des Plateaus ausgedehnt haben. Ihre Breite könnte von den beiden erhaltenen Wandvorlagen bestimmt worden sein. Diese bis knapp unter die Brüstungen der rundbogigen Fenster reichenden Vorlagen in den Achsen der Seitenschiffe hatten jedenfalls nicht die Aufgabe von Strebepfeilern, da sie noch ein gutes Stück von den Scheidewänden (zwischen den Schiffen) nach außen versetzt angeordnet sind. In der Vorhalle soll sich eine Tribüne befunden haben, die zum Mittelschiff geöffnet war. Sie war dementsprechend zweigeschossig.
Die Fassade wird beidseitig in Verlängerung der äußeren Seitenschiffwände von geringfügig auftragenden Strebepfeilern abgeschlossen, die bis in Höhe der Traufen hinaufreichen. Zwei weitere aber schmalere Strebepfeiler stehen beidseitig des Hauptportals gegenüber den alten Pfeilerresten des 11. Jahrhunderts innerhalb der Fassadenwand (siehe Grundriss). Sie reichen bis etwa in die Höhe der äußeren Archivolte des Hauptportals.
Das zweiflügelige Hauptportal ist ein dreistufiges Archivoltenportal. Der innere und der äußere Bogen besitzen rechtwinklige Kanten, der mittlere ist ein Viertelstab, dessen Enden auf Säulchen stehen, die mit Kapitellen, Kämpfern, Basen und Plinthen ausgerüstet sind.

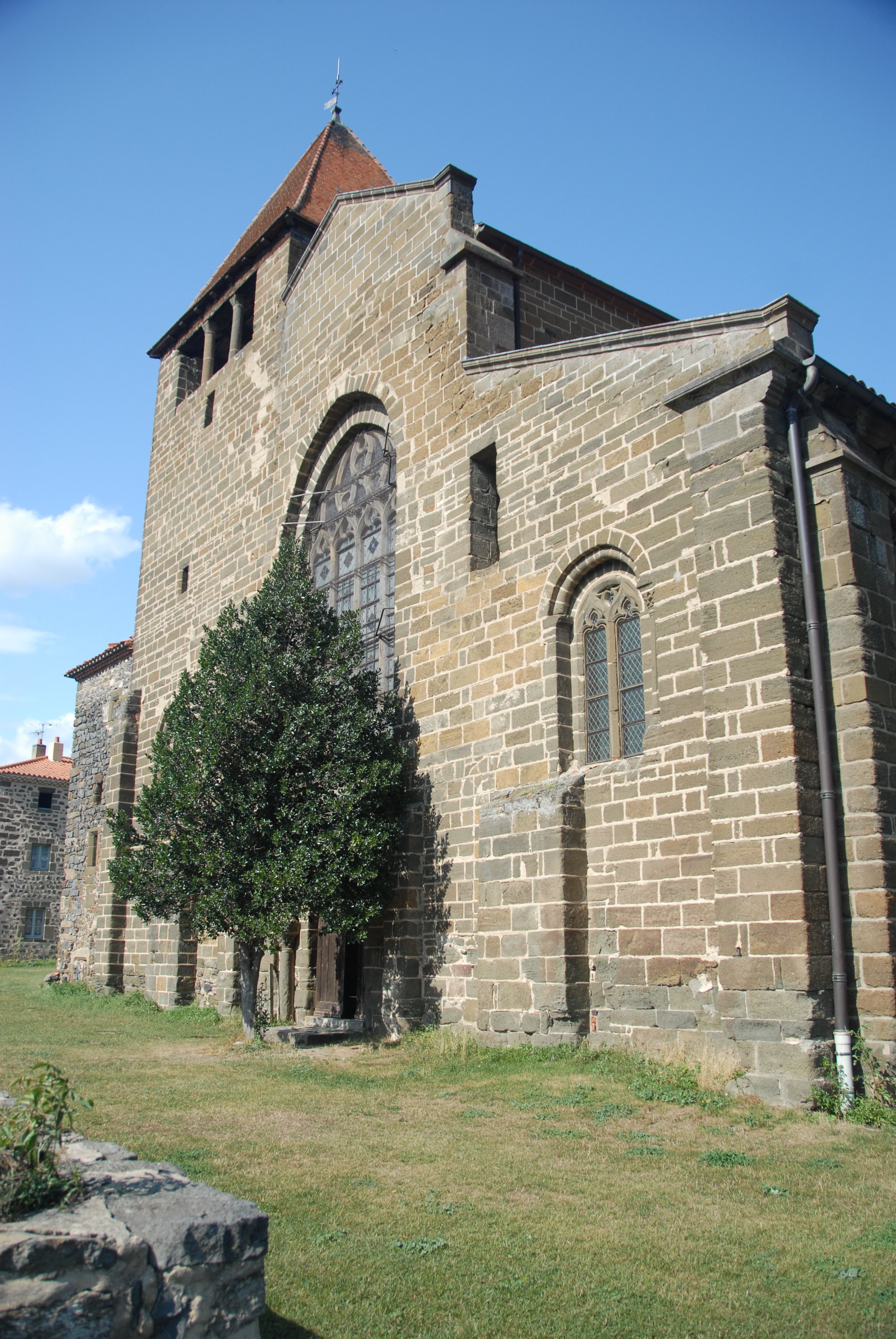
Kirche, Fassade von SW

In den westlichen Kopfseiten der Seitenschiffe sind schlanke rundbogige Fenster ausgespart mit dreistufigen Archivolten, in der Form ähnlich denen des Portals. Die Viertelstabbögen stehen auf schlanken Säulchen mit ähnlicher Ausrüstung wie beim Portal. Beim Fenster des südlichen Seitenschiffs ist auf der linken Seite statt der Säule eine glatte Mauerwerkskante mit Kämpferabschluss ausgebildet. Bei diesem Fenster liegt die Brüstungshöhe knapp über dem äußeren Bogenscheitel des Hauptportals. Das Fenster des nördlichen Seitenschiffs ist etwas höher angeordnet. Die inneren Öffnungen beider Fenster sind mit gotischem Maßwerk geschmückt.
Die westliche Kopfseite des Mittelschiffs präsentiert ein außergewöhnlich großes angespitztes Rundbogenfenster mit zweifachen Archivoltenbögen mit rechtwinkligen Kanten. Der innere Bogen steht auf viertelrunden Säulen mit kaum vortretenden Kapitellen und Kämpfern. Die Fensterbrüstung liegt knapp über dem äußeren Bogenscheitel des Hauptportals.
Die drei Fenster in der Fassade sorgen für eine besonders kräftige und warme Belichtung des Langhauses in den Abendstunden. Es gibt noch drei kleinere schlitzartige Öffnungen in der Fassade, die vielleicht zu Verteidigungszwecken gedient haben.
An der nördlichen Fassadenecke, gleichzeitig Turmecke, hat man fassadenbündig einen Treppenturm angefügt, dessen Alter nicht belegt ist. Er muss jedenfalls jünger sein als die Bausubstanz des 12. Jahrhunderts. Das erkennt man einerseits am Mauerwerk geringerer handwerklicher Qualität. Es handelt sich um unregelmäßiges Natursteinmauerwerk aus nicht oder gering zugerichteten anthrazitfarbenen Basaltsteinen unterschiedlicher Formate, mit wiederverwendeten großformatigen Werksteinen in wechselnden Farbschlägen, wie grau, beige bis rot, für die Bauteilecken und Fenstereinrahmungen. Das Mauerwerk weist überwiegend offene Fugen auf. Andererseits hat man den Treppenturm an den bereits vorhandenen Strebepfeiler der Gebäudeecke auf der Nordseite nachträglich angeschlossen. Er muss aus einer Zeit stammen, als man sich keine qualifizierten Steinmetze leisten konnte.
Der Treppenturm reicht etwa bis auf die halbe Glockenturmhöhe hinauf und verjüngt sich nach oben geringfügig. Er wird von einem flach geneigten Walmdach überdeckt, das mit roten Hohlziegeln in römischem Format eingedeckt ist und bei dem an der Traufe mit Hilfe solcher Ziegel ein Kraggesims ausgebildet worden ist. Die Höhe des Treppenturms scheint gerade auszureichen, um auf die Decke des nördlichen Seitenschiffs unterhalb des Glockenturms zu gelangen. Auf der Westseite gibt es drei kleine Fensteröffnungen und in Bodenhöhe eine vermauerte Luke.

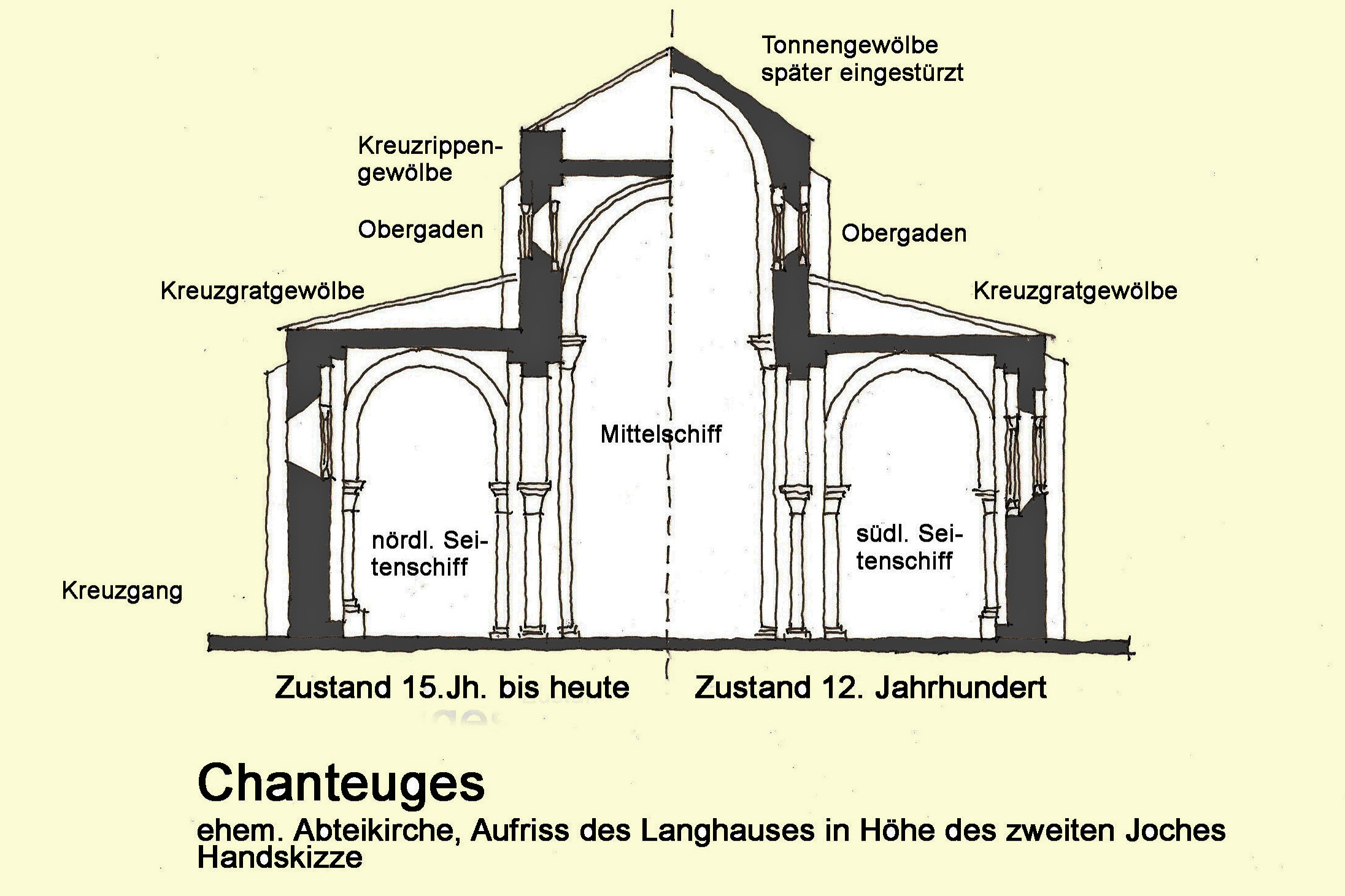
Ehem. Abteikirche, Aufriss, Handskizze

##### Langhaus
Das Langhaus zeigt sich auch nach außen hin als klassische dreischiffige Basilika mit starken Höhenversätzen zwischen Mittel- und Seitenschiffen, die großzügige Obergadenfenster erlauben, und mit einer Längsaufteilung in vier Joche. Auf ein Querhaus hat man verzichtet.
Das Mittelschiff ist von einem Satteldach mit ca. 30° Neigung überdeckt, das mit anthrazitfarbenen Schieferplatten eingedeckt ist. Die Traufen liegen auf einem sichtseitig als durchlaufende große Hohlkehle ausgebildeten Kragprofil. Kupferne Regenrinnen und Fallrohre sorgen für kontrollierten Regenwasserablauf, eine moderne Zutat.

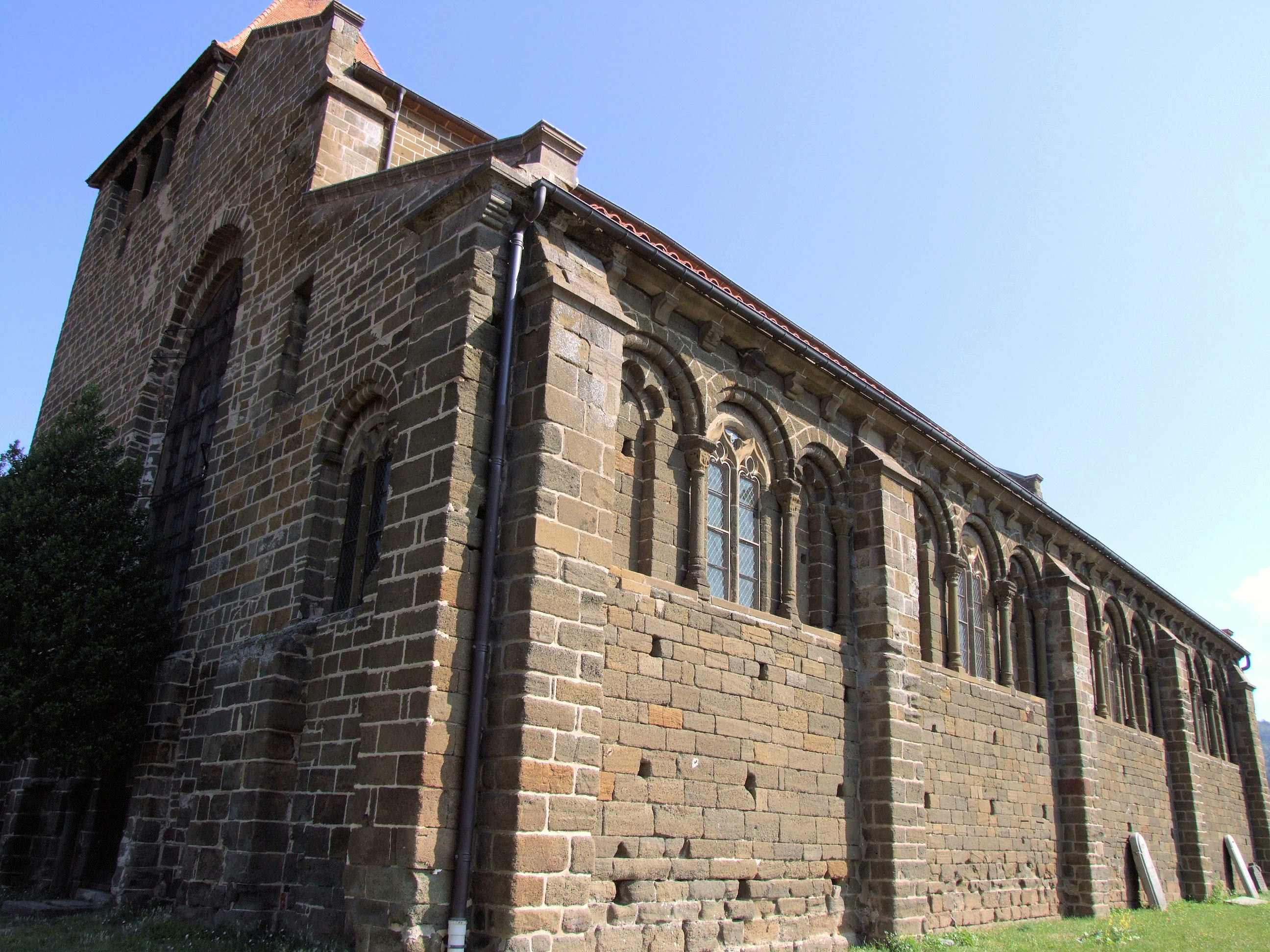
Kirche, Südseite von SW

Die Seitenschiffe werden von Pultdächern mit ca. 15° Neigung überdeckt und sind mit roten Hohlziegeln im römischen Format, auch „Mönch-Nonnen-Ziegel“ genannt, eingedeckt. Die Traufe des südlichen Seitenschiffs ist aufwändiger ausgebildet, als beim nördlichen, das weitgehend durch Anbauten verdeckt wird. Sie liegt auf einem starken und weit ausladenden Kraggesims, das im Querschnitt etwa zur Hälfte unterseitig plan ist, die andere Hälfte ist abgeschrägt und durchgehend mit einer großen Hohlkehle ausgerundet. Die plane Unterseite liegt auf einer Batterie schlicht skulptierter Kragsteine, die sichtseitig hohlkehlenartig ausgerundet sind. Die Regenwasserableitung erfolgt wie beim Dach des Mittelschiffs. Auf der Nordseite, die generell einfacher gestaltet ist, fehlen die Kragsteine. Ein gering ausladendes Kraggesims ist mit zwei flachen Hohlkehlen versehen. Die Regenwasserableitung erfolgt wie beim Hauptdach.
Alle Dächer des Langhauses stoßen am Ost- wie auch am Westende gegen die sie deutlich überragenden Giebelwände.
Die Längswände des Langhauses werden von kräftigen rechteckigen Strebepfeilern vertikal gegliedert, die ein gutes Stück unter den Traufen enden. Die Oberseiten der Pfeiler sind steil nach außen abgeschrägt, in Höhe des Knickpunktes der Abschrägung ist eine dreiseitig auskragende Kämpferplatte eingebaut.
Die Strebepfeiler der hohen Seitenschiffe laden etwas weiter aus als die des Mittelschiffs.
Zwischen den Strebepfeilern des südlichen Seitenschiffs sind in ganzer Jochbreite und knapp unter den Kragsteinen des Traufgesimses rundbogige Drillingsarkaden eingebaut, die mittlere Arkade mit einer Fensteröffnung, die beiden äußeren als Blendarkaden.
Die Keilsteine der äußeren halbrunden Bögen mit rechtwinkligen Kanten sind oberflächenbündig mit der Wand. Ein wenig eingerückt folgen im Rückversatz Begleiter aus kräftigen Viertelstäben. Die äußeren Bögen und die Begleiter stehen jeweils gemeinsam auf einem von vier runden Säulchen, das jeweils mit einem pflanzlich oder geometrisch skulptierten Kapitell, weit ausladender profilierter Kämpferplatte und mit runder profilierter Basis auf eckigen Plinthen ausgestattet ist. Unmittelbar hinter diesen Arkadenbögen und Säulchen befinden sich wieder Wandoberflächen, in die die rundbogige Fensteröffnung und die beiden rundbogigen Arkadennischen ausgespart sind. Die rechtwinkligen Leibungkanten des Fensters und der Arkadennischen verlaufen parallel zu den Rundstäben und Säulchen, behalten aber zu ihnen deutlichen Abstand. Die Bögen der Nischen sind erweitert mit drei gerundeten Nischen in Art eines Kleeblatts. Das Fenster ist mit gotischem Maßwerk gefüllt, die Nischen mit glattem Mauerwerk wie bei den Wandoberflächen.
Zwischen den Strebepfeilern der südlichen und nördlichen Mittelschiffwand, oberhalb der Seitenschiffdächer, sind ebensolche Drillingsarkaden eingebaut, deren Fenster hier als Obergadenfenster dienen. Lediglich im Joch 1 fehlt die Drillingsarkade, da dort der Glockenturm aufragt.

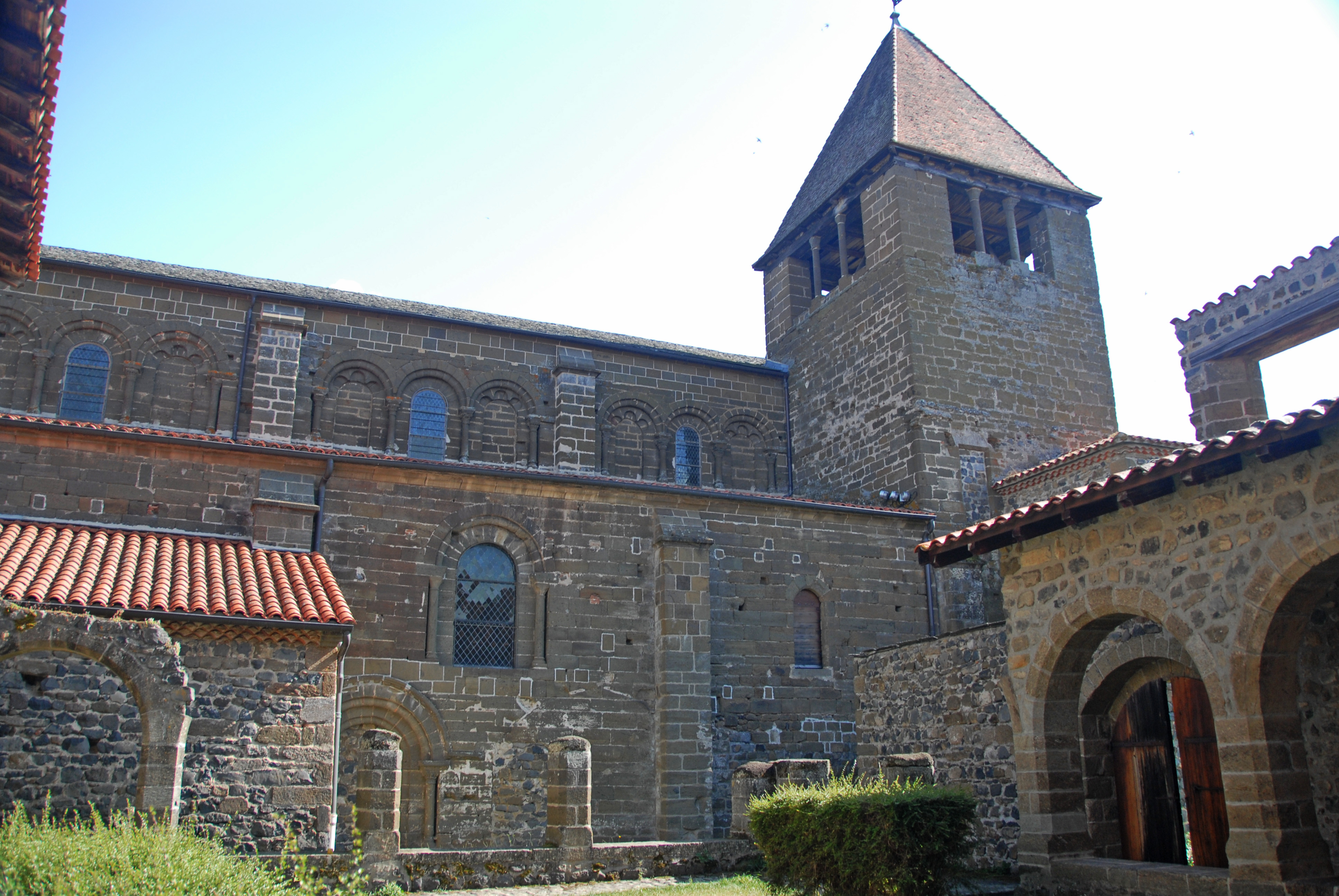
Kirche, Nordseite vom Kreuzgang

Die Außenwand des nördlichen Seitenschiffs weist nur wenige derartige Gestaltungselemente auf, weil dort Anbauten die Außenwand verdecken oder verdeckt haben, wie der Kreuzgang, die Sakristei und der Treppenturm. Lediglich in Joch 2 und 3 gibt es Fenster und eine Tür, die von außen zu sehen sind.
Im zweiten Joch ist in der oberen Hälfte, ein wenig aus der Mitte versetzt, ein kleines schlankes rundbogiges leicht angespitztes Fenster ausgespart. Das Wandstück, in dem sich dieses Fenster befindet, stammt möglicherweise aus dem Vorgängerbauwerk des 11. Jahrhunderts.
Im Joch 3 befindet sich mittig in der oberen Hälfte ein größeres rundbogiges Fenster, dessen Bogen- und Leibungssteine, mit rechtwinkligen Kanten, aus der Wandoberfläche zurücktreten. Es wird mit etwas Abstand umschlossen von einem halbrunden Bogen aus Viertelstabprofil und seitlich von Säulchen, die wie bei den Säulchen der Drillingsarkaden ausgestattet sind. Der Viertelstabbogen wird überdeckt von einem Keilsteinbogen mit rechtwinkliger Kante, der bündig mit der Wandoberfläche gemauert ist.

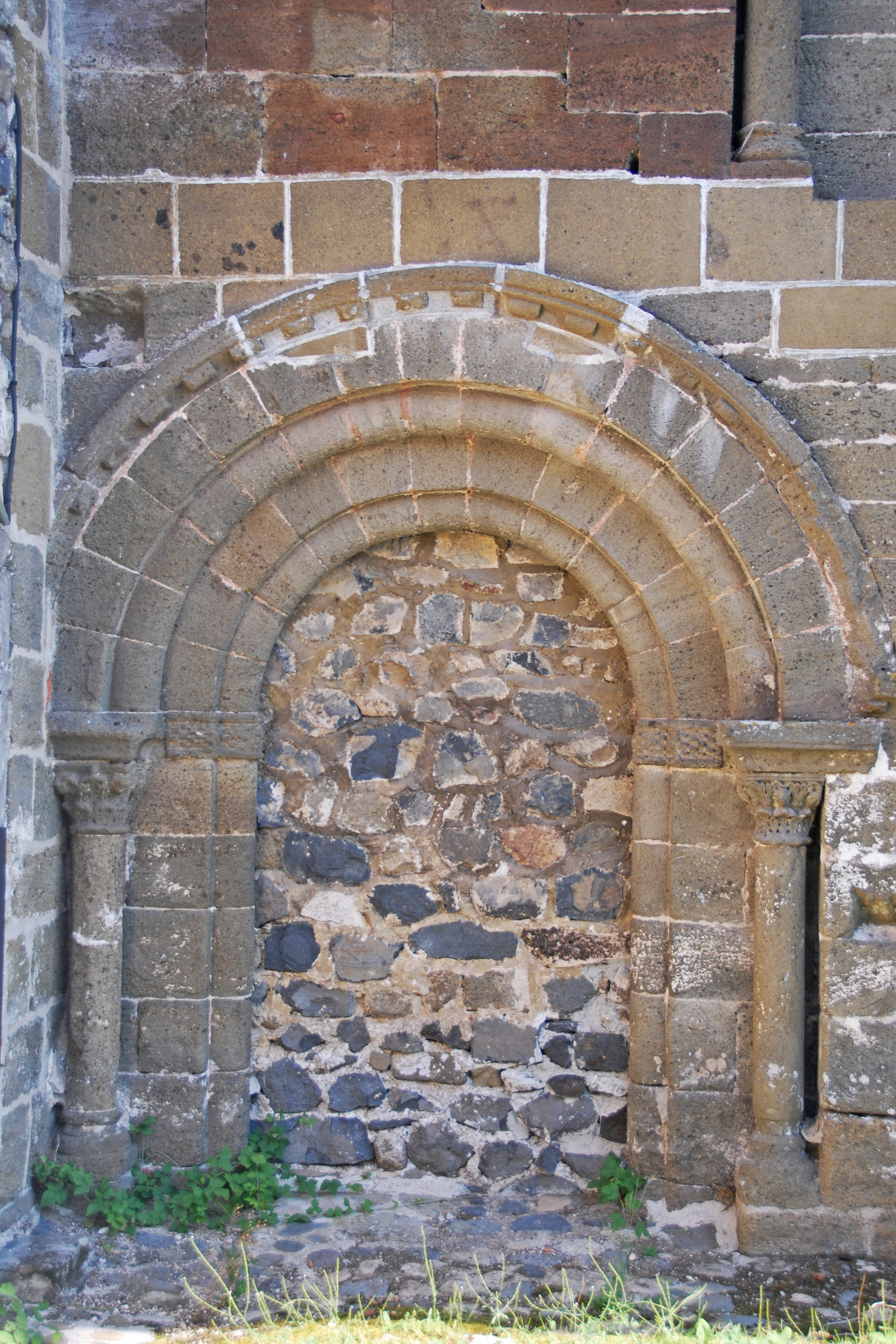
Kirche, Nordportal

In derselben Wand des dritten Jochs befindet sich unmittelbar neben dem Strebepfeiler zwischen den Jochen 3 und 4 ein rundbogiges Portal, eine ehemalige Verbindung zum Kreuzgang, welches aber heute mit unbearbeiteten Basaltblöcken in unregelmäßigem Verband vermauert ist. Das grobe Mauerwerk erinnert an das des Treppenturms. Der Zeitpunkt dieses Verschlusses ist nicht bekannt, könnte in nachrevolutionärer Zeit stattgefunden haben.
Der äußere Keilsteinbogen in Ebene der Wandoberfläche besitzt eine rechtwinklige Kante und wird von einem profilierten Kragprofil mit sogenanntem Rollenfries überfangen. Darunter etwas zurücktretend begleitet ein Bogen aus Viertelstabprofil den äußeren Bogen. Beide Bögen und das Überfangprofil stehen gemeinsam auf einer breiten profilierten Kämpferplatte, die auf einem pflanzlich skulptierten Kapitell und auf der rechten Seite auf einem Mauerende aufliegt. Das Kapitell bekrönt eine Säule, die im Wandrücksprung neben dem vorgenannten Wandende auf einer runden profilierten Basis mit eckiger Plinthe steht. Die äußeren beiden Bögen werden innenseitig unterstützt von zwei weiteren Bögen in gleicher Form. Diese stehen auf nicht ausladenden Kämpferplatten, in Dicke und Höhenlage der vorgenannten Kämpfer. Diese ruhen in Verlängerung der Bogenenden auf dem Wandrücksprung und einem senkrechten Viertelstab.

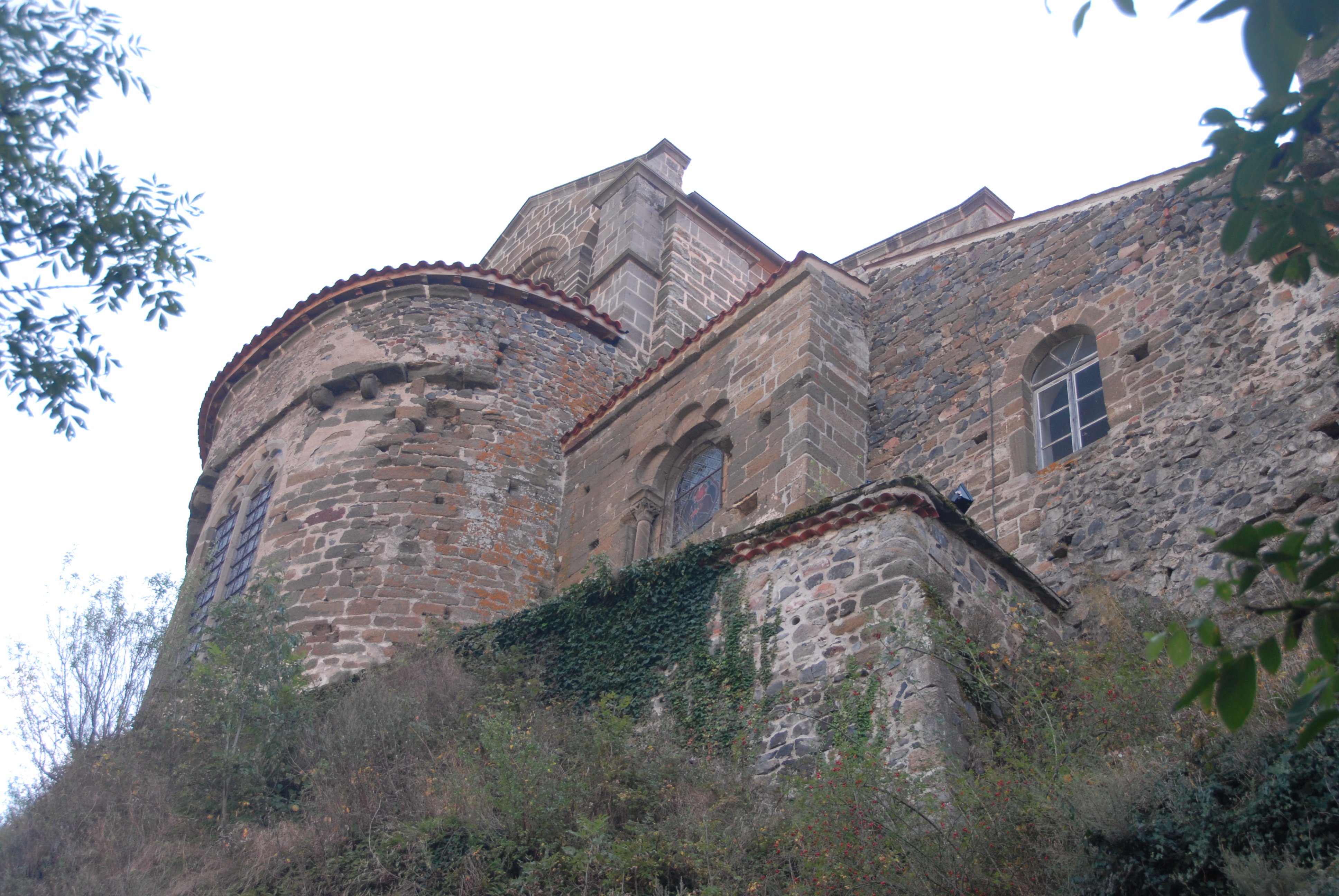
Kirche, Chorhaupt u. Sakristei

##### Chorhaupt
Das Chorhaupt überragt die Steilwand des vom Allier unterspülten, erstarrten Lavastroms. Es ist nur von den Höhen des gegenüberliegenden Ufers zu überschauen. Von dort bietet sich ein reizvoller Anblick auch auf die nördliche Langhausseite mit der Abstufung der Dächer, dem schönen Ostgiebel, der die Chorapsis ein gutes Stück überragt, und den beiden kleinen, niedrigen Apsiden. Die Unregelmäßigkeiten des Geländes erforderten starke Stützmauern unterhalb der Böden des Chorhauptes.
Die Chorapsis hat sich aus dem Vorgängerbau des 11. Jahrhunderts erhalten und ist etwa so hoch wie die Seitenschiffe. Ihr Grundriss umschließt einen Halbkreis, der etwas „gestelzt“ und auf seiner Ostseite etwas abgeflacht ist. Ihre Wände schließen an die beiden Strebepfeiler des Ostgiebels in Verlängerung der Scheidewände an. Die Apsis ist von einem flach geneigten Kegeldach abgedeckt, das mit roten Hohlziegeln im römischen Format eingedeckt ist. Die Wände werden von einem schwach profilierten Kraggesims abgeschlossen, auf dem die Sparrenköpfe und Dachziegel aufliegen und leicht auskragen. Im abgeflachten Zentrum der Apsis ist ein großes rundbogiges Fenster ausgespart, das mit gotischem Maßwerk geschmückt ist.
Oberhalb und beidseitig des Fensters erkennt man unregelmäßige Mauerwerkstrukturen und einen durchlaufenden, vorspringenden Versatz in der Wandoberfläche, teilweise aus waagerecht verlaufenden Steinbalken, die von Kragsteinen unterstützt werden. Das Ganze erinnert an Reste von Maschikulis, auch Pech- oder Wehrerker genannt, oder auch an deren Attrappen. Diese stammen offensichtlich aus der Zeit, als sich Ithier von Mandulphe gegen 1130 hier widerrechtlich eingenistet hatte.
Das ältere Mauerwerk der Chorapsis unterscheidet sich von dem des übrigen Bauwerks. Es ist zwar auch ein regelmäßiges Schichtenmauerwerk, aber die kleinformatigeren Werksteine sind nicht so sorgfältig zugerichtet wie die übrigen. Es gibt auch etliche ausgebesserte Partien mit handwerklich geringerwertigem Steinmaterial.
Die Ortgänge des Ostgiebels des Mittelschiffs ragen noch ein Stück über die Satteldachflächen hinaus, gehen am unteren Ende in ein waagerechtes Stück über und sind mit flachen leicht auskragenden Steinplatten abgedeckt. Die Wand des Ostgiebels oberhalb des Dachs der Chorapsis wird aufgelöst in eine Dreiergruppe von rundbogigen Arkaden, deren zweistufigen Bögen auf Säulen stehen, mit der von anderen Fenstern bereits bekannten Ausrüstung. In den beiden äußeren Blendarkaden befinden sich Arkadennischen. In der deutlich höheren und breiteren Zentralarkade sind zwei übereinander angeordnete etwas gedrungen wirkende, gleich breite Fenster ausgespart. Das untere weist im Bogen kleeblattförmige Ausbuchtungen auf und belichtet den oberen Bereich des Mittelschiffs. Das obere rundbogige Fenster öffnet sich heute in den leeren Dachraum des Dachstuhls.
Diese beiden Fenster waren einige Zeit lang zu einem großen schlanken Fenster vereint, und zwar als die Baumeister im 12. Jahrhundert das Mittelschiff zunächst mit einem Tonnengewölbe ausrüsteten, das etwa drei Meter höher war als das heutige. Diese Tonne ist später eingestürzt; man ersetzte sie im 15. Jahrhundert durch das heutige Kreuzrippengewölbe. Die über dem Gewölbe entstandene waagerechte Decke führte zur Unterteilung des großen Fensters in der Ostwand.
Die Chorapsis wird auf beiden Seiten von deutlich kleineren und niedrigeren Apsiden flankiert, die man als solche von außen nicht erkennen kann, da sie im Grundriss außen rechteckig ummauert sind und von flach nach Osten geneigten Pultdächern überdeckt werden. Die Pultdächer sind wie die Seitenschiffe eingedeckt. Auf den rechteckigen, leicht auskragenden Traufgesimsen kragen die Dachziegel ebenso aus. In den Apsiden ist jeweils etwa mittig ein rundbogiges Fenster in mittlerer Größe ausgespart. Die Fensteröffnung wird mit etwas Abstand von einem Bogen mit rechtwinkliger Kante umschlossen. Dieser steht auf zwei Säulen, mit der bekannten Ausstattung, in entsprechenden Rückversätzen der Wandoberfläche. Über dem Bogen gibt es wieder das bekannte Motiv des Kleeblatts als halbrunde Wandnischen.

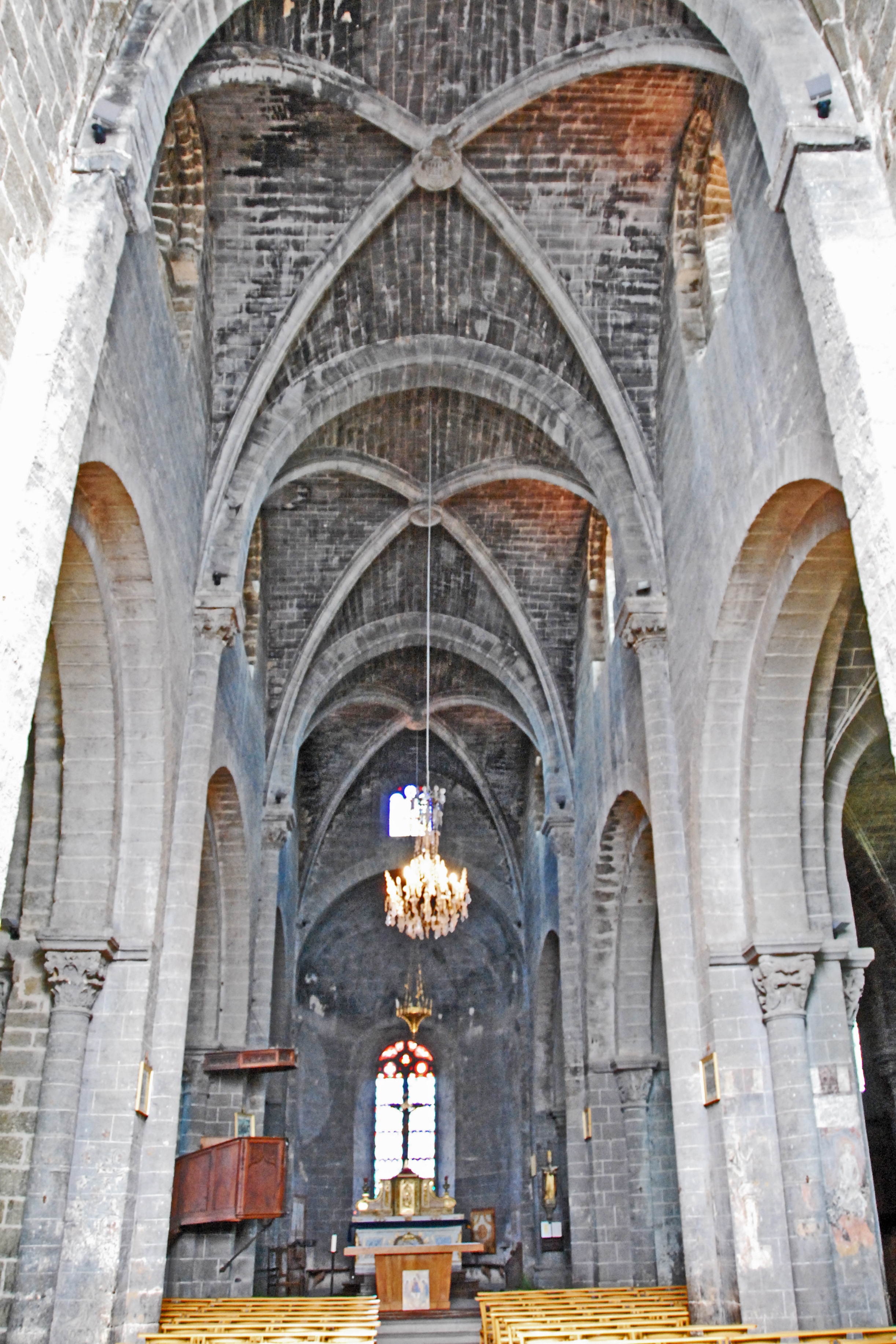
Kirche, Mittelschiff zum Chor

#### Inneres der Prioratskirche

##### Langhausgliederung
Wie schon bei der äußeren Erscheinung erwähnt, präsentiert sich auch ihr Inneres als klassische dreischiffige Basilika mit großen Höhenversätzen zwischen Mittel- und Seitenschiffen und mit einer Längsaufteilung in vier außergewöhnlich breite Joche, ohne ein ausgeschiedenes Querschiff. Die gleich breiten Joche 3 und 4 sind die breitesten, das Joch 2 ist etwas schmaler, das Joch 1 ist das schmalste. Durch die Schrägstellung der Fassade verengt sich das erste Joch von der südlichen bis zur nördlichen Außenwand. Sie wurde aus dem Vorgängerbau übernommen.
Die Schiffe werden durch massive Scheidewände getrennt, die als Außenwände des Mittelschiffs etwa bis zur Traufhöhe des Mittelschiffs hinaufragen. Sie werden getragen von vier halbkreisförmigen Arkadenbögen, deren Lasten unmittelbar über massive quadratische Pfeiler in die Fundamente geleitet werden. Die größten Arkaden, in den Jochen drei und vier, bestimmen die Höhe der Seitenschiffe, deren Decken knapp darüber gegen die Scheidewände stoßen. Die Scheidbögen (in den Scheidewänden) werden unterfangen von im Querschnitt rechtwinkligen Gurtbögen, deren Lasten von sogenannten „alten“ halbrunden Diensten in die Fundamente übertragen werden. Die Bogenansätze werden markiert durch kunstvoll skulptierte Kapitelle (siehe separater Absatz) mit ausladenden profilierten Kämpferplatten. Das Kämpferprofil setzt sich um die Pfeilerseiten herum fort, ausgenommen auf der Schiffseite. Die Säulenfüße sind als profilierte Basen auf kantigen Plinthen ausgebildet.

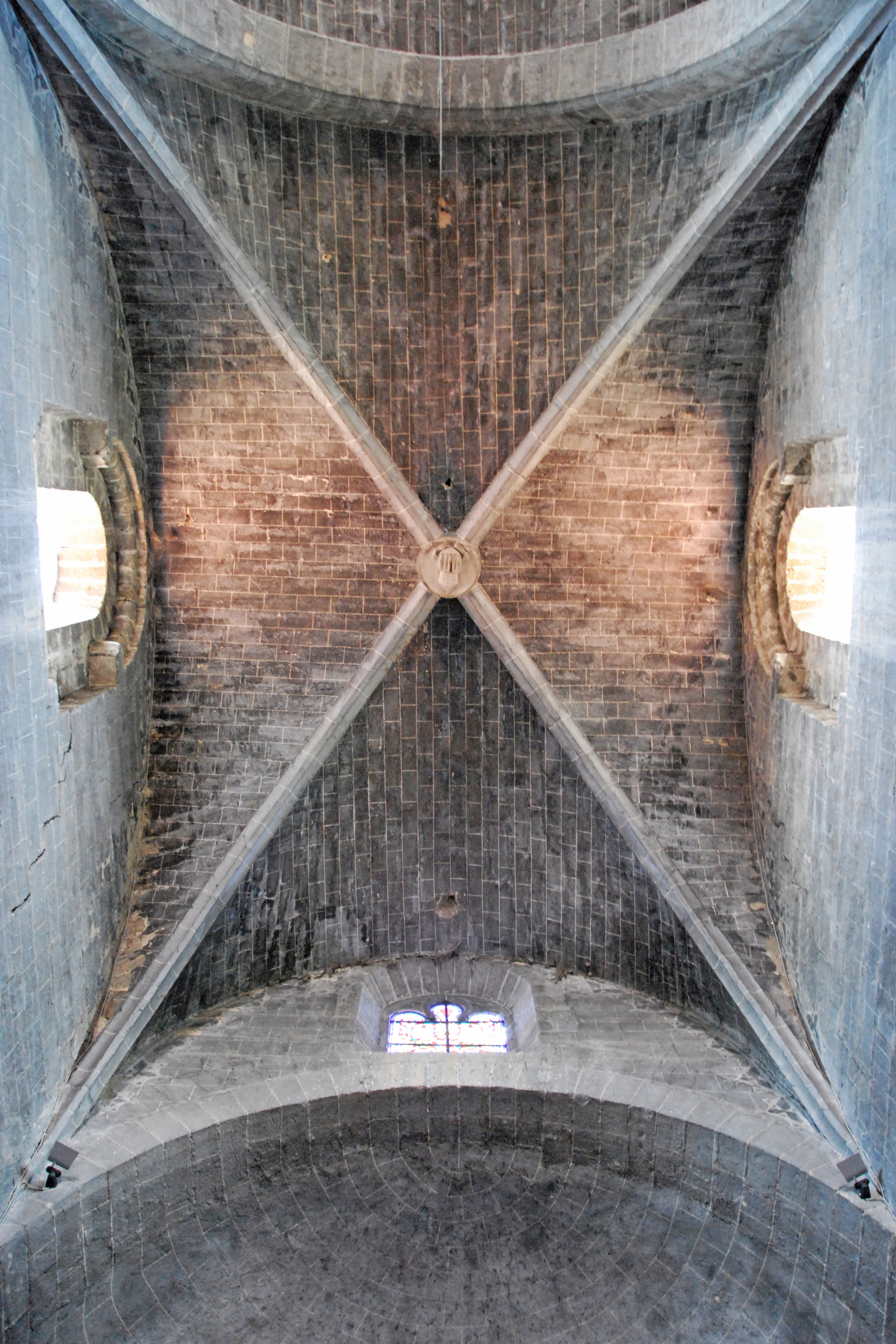
Kirche, Kreuzrippengewölbe im 4. Joch

##### Mittelschiff
Das Mittelschiff wurde nach dem Einsturz des etwa drei Meter höheren Tonnengewölbes im 15. Jahrhundert mit den vier heute vorhandenen vierteiligen Kreuzrippengewölben ausgerüstet. Die Scheitel der leicht angespitzten Gewölbekappen verlaufen waagerecht, unmittelbar unter der mit ihnen nachträglich eingezogenen Decke. Die profilierten Kreuzrippen vereinigen sich im Gewölbescheitel in einem Schlussstein, unter dem eine tellerförmige Scheibe angebracht ist, die mit einem Wappen dekoriert ist. Die unteren Enden der Rippen tauchen jeweils oberhalb des Kapitells in den Winkel zwischen Außenwand und Gurtbogen ein. Die Kreuzrippengewölbe werden getrennt von im Querschnitt rechtwinkligen, leicht angespitzten und gering gestelzten Gurtbögen (senkrechte Verlängerung der Bogenenden). Diese leiten ihre Lasten über „alte“ halbrunde Dienste in die Scheidewände und Fundamente ein. In Höhe der Seitenschiffdecken werden die Dienste von kunstvoll skulptierten Kapitellen mit profilierten Kämpferplatten gekrönt. Am Fuß findet man wieder profilierte Basen auf kantigen Plinthen. Diese Dienste haben ursprünglich schon das ältere, aber eingestürzte Tonnengewölbe getragen. Zwischen Joch eins und zwei stehen unter dem Gurtbogen statt der halbrunden Dienste rechteckige Wandpfeiler in Dimension des Gurtbogens, die in Höhe der Seitenschiffdecke von einem ausladenden Kämpferprofil getrennt werden. Etwa von der Höhe der Kapitelle der Scheidbögen abwärts, sind die Wandpfeiler etwa doppelt so breit. Diese rechteckigen Pfeiler stammen aus dem Vorgängerbau des 11. Jahrhunderts (siehe Grundrissskizze).

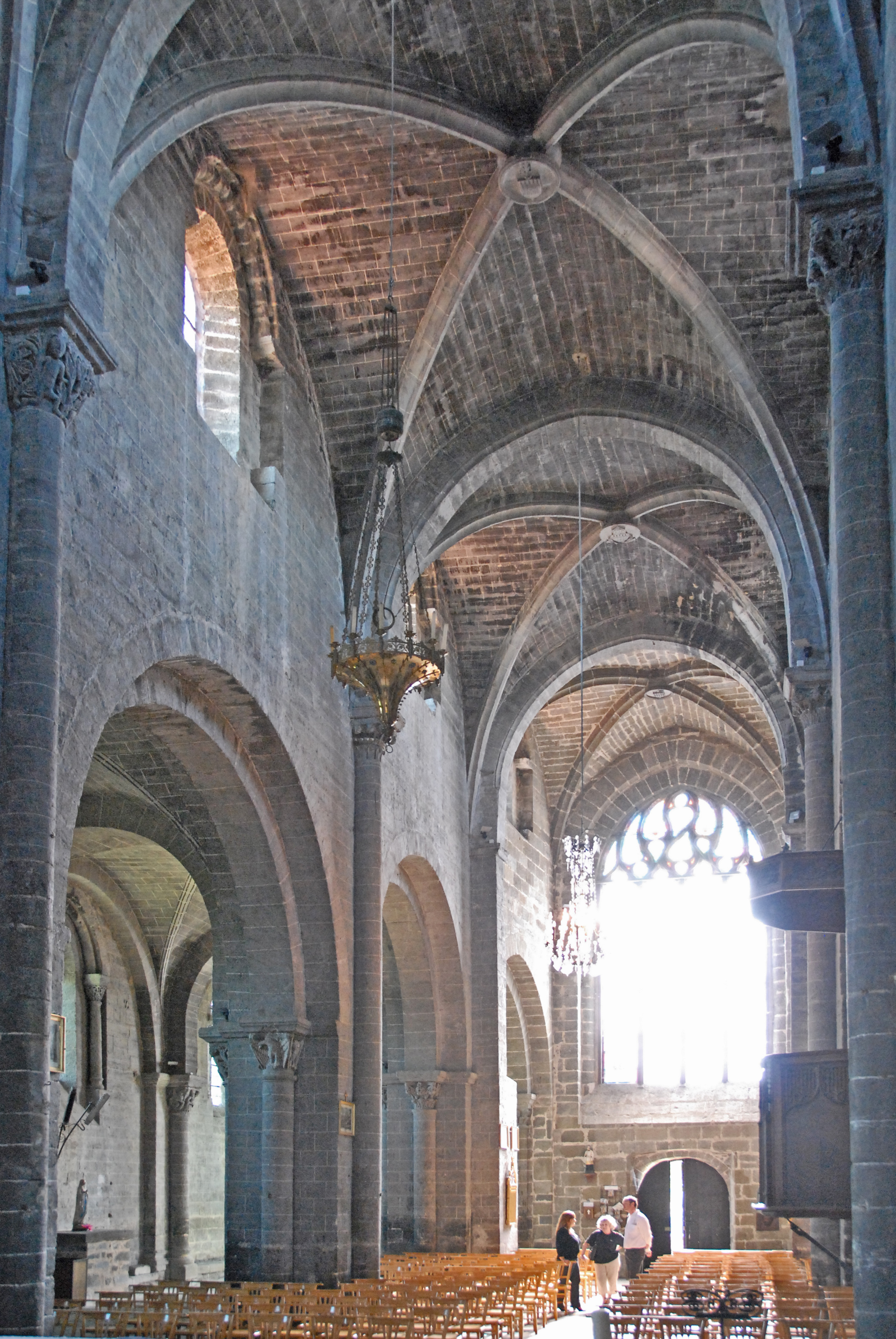
Kirche, Mittelschiff nach Westen

Die äußeren Bögen der Obergadenfenster stoßen fast gegen die Scheitel der Schildbögen der Gewölbekappen. Die Gewände der rundbogigen Fenster sind nach innen aufgeweitet. Um die Gewändekanten herum befindet sich ein großzügiger Wandrücksprung. In dem sind im Bogenbereich kräftige Viertelstäbe eingefügt, die auf Kapitellen und Kämpferplatten stehen. Die ehemals darunter stehenden Säulchen mit Basen fehlen fast alle, bis auf die Plinthen. Im ersten Joch fehlt auf der Nordseite das Obergadenfenster, weil vor der Wand der Glockenturm hochgeführt ist.
Das große, leicht angespitzte Fenster in der Westwand oberhalb des Portals füllt mit seinen zweifach abgestuften Wandrücksprüngen fast vollständig die innere Kontur des Mittelschiffs. Der äußere Bogen besteht aus Keilsteinen mit rechtwinkligen Kanten. Die Bogenkanten gehen über in senkrechte Leibungskanten. Es folgt nach dem Rücksprung ein weiterer Bogen aus ebensolchen Keilsteinen. Unter seinen Bogenenden stehen aber Viertelstäbe. Die Fensteröffnung ist ausgefüllt mit gotischem Maßwerk im Flamboyantstil. Die Fensterbrüstung ist steil nach innen abgeschrägt.

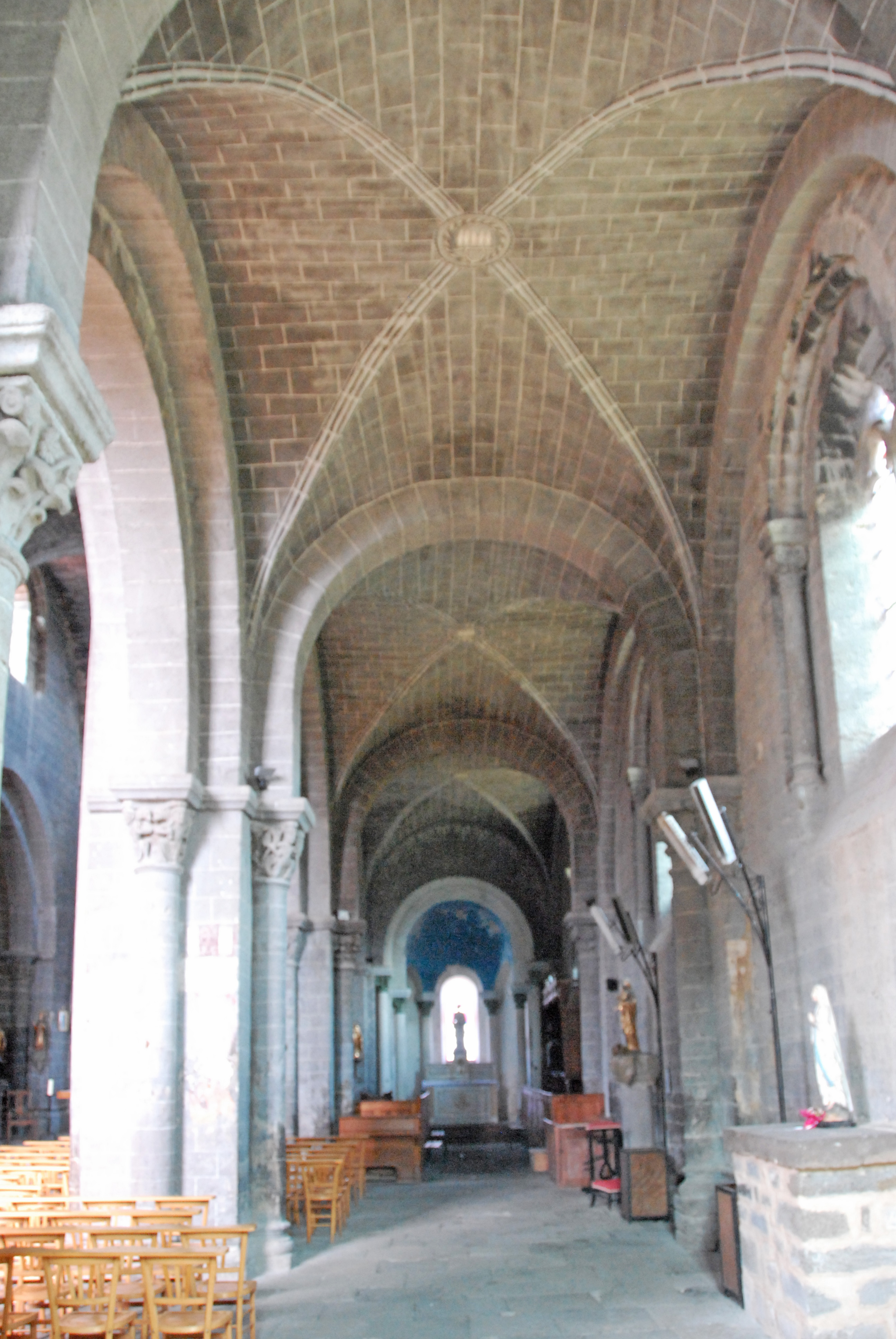
Kirche, südl. Seitenschiff

##### Seitenschiffe
Die Seitenschiffe sind mit Kreuzgratgewölben aus dem 12. Jahrhundert überdeckt und werden von Bernard Craplet (siehe Literatur) als „schönster Teil der Kirche“ eingestuft, vor allem wegen ihrer ungewöhnlichen Proportionen.
Die Seitenschiffjoche sind fast doppelt so lang wie breit. Wenn nun die Scheidbögen halbkreisförmig sind und ihre Kämpfer auf gleicher Höhe liegen wie die der Seitenschiffe, müssen die wesentlich engeren Gurtbögen der Seitenschiffe stark gestelzt werden. Die senkrechten Überhöhungen weisen hier eine Höhe von etwa 1,60 Meter auf. Das bedeutet aber für die Kreuzgratgewölbe, dass ihre Grate nur bis auf diese Höhe über die Kämpfer hinunterreichen. Die Grate hat man so bemalt, dass dort Kreuzrippen vorgetäuscht werden. Auch die Scheiben von „Schlusssteinen“ mit Wappendekor sind gemalte Repliken.
Die Pfeiler der Scheidewände und die ihnen gegenüberstehenden gering ausladenden Wandpfeiler weisen die gleichen Dienste, deren Ausrüstung und Höhe auf, wie die unter den Untergurten der Scheidbögen. Exakt gegenüber den Scheidbögen verlaufen entlang den Außenwänden große halbkreisförmige Blendarkadenbögen. Die Joche werden durch die oben genannten hoch gestelzten Gurtbögen getrennt.
Im südlichen Seitenschiff ist in jedem Joch ein rundbogiges Fenster ausgespart, mit einem umlaufenden Rückversatz mit rechtwinkligen Kanten. Unter den Keilsteinen des äußeren Bogens sind Begleiterbögen aus Viertelstäben eingefügt, die auf Säulchen stehen, mit der bereits bekannten Ausrüstung. Die Fenstergewände sind nach innen aufgeweitet. Die Brüstung ist steil nach innen abgeschrägt. Die Fensteröffnung ist mit gotischem Maßwerk geschmückt.
Ähnliche Fenster in fast gleicher Ausstattung gibt es in den westlichen Kopfwänden beider Seitenschiffe, ebenso in der Außenwand des nördlichen Seitenschiffs im dritten Joch. Daneben im zweiten Joch ist ein deutlich kleineres Fenster ausgespart.

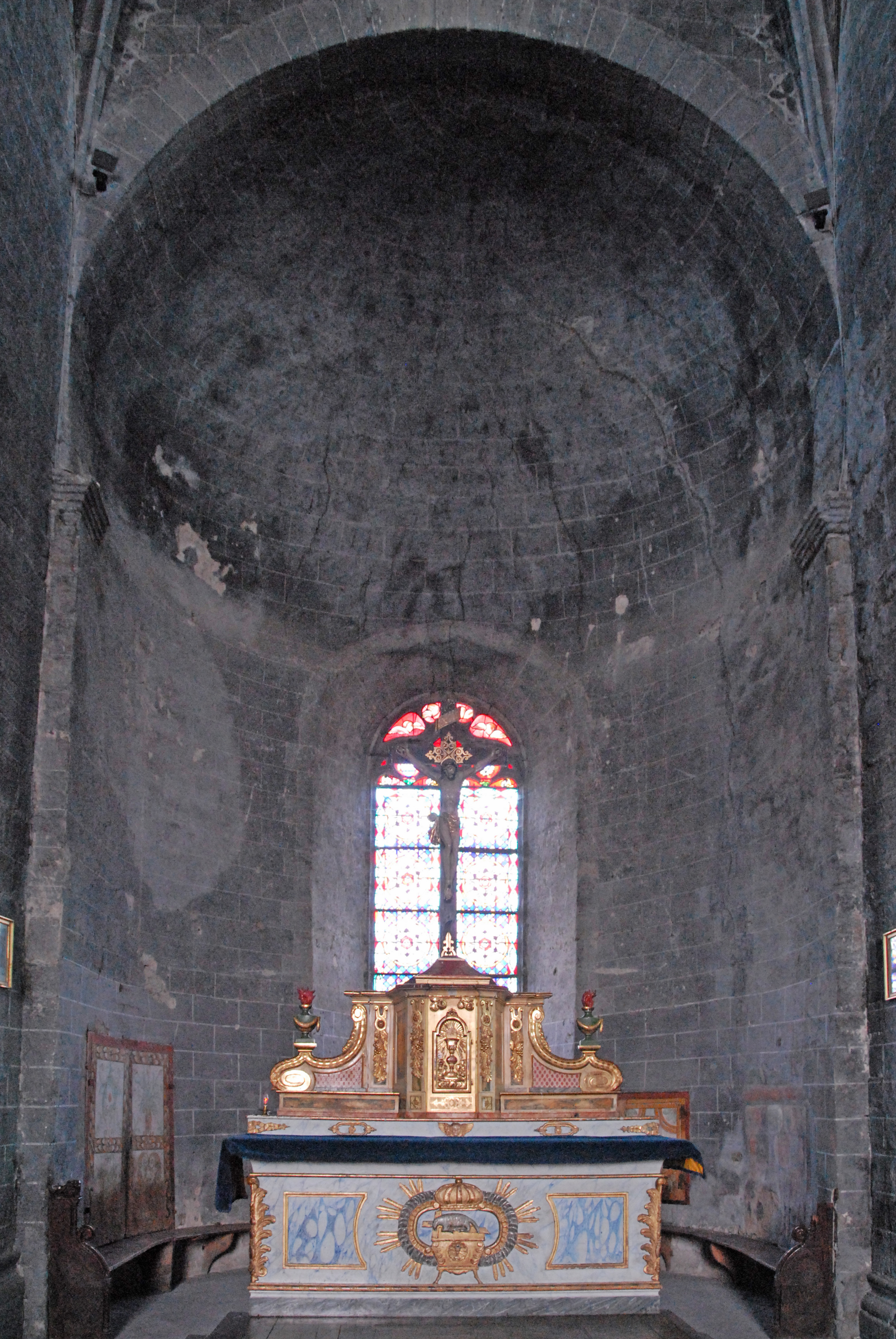
Kirche, Chorapsis

##### Apsiden
Die schlichte zentrale Hauptapsis weist gegenüber den seitlichen Apsiden keine Ähnlichkeiten auf. Sie gehört zu den Resten des Vorgängerbauwerks aus dem 11. Jahrhundert, ihre Halbkuppelkalotte wurde allerdings nach ihrem Einsturz wiederhergestellt. Die sie umschließende Wand reicht mit ihren Enden ein Stück über den klassischen Halbkreisgrundriss hinaus. Ihre Breite ist dort geringfügig kleiner als die Breite des Mittelschiffs. Der die Kalotte abschließende Bogen ist leicht gestelzt und steht auf leicht auskragenden Kämpferprofilen. Die Apsiswand geht ohne Zäsur in die Halbkuppel über. An Stelle eines vermutlich kleineren Fensters in der Achse der Apsis hat man im 15. Jahrhundert ein größeres rundbogiges Fenster mit weit nach innen abgeschrägten Gewänden eingebaut, das von gotischem Maßwerk geschmückt wird. Über dem Bogen der Kalotte ragt die Giebelwand des Mittelschiffs auf, die oben von der giebelseitigen Gewölbekappe von einem leicht angespitztem Bogen begrenzt wird. Knapp unter diesem Bogen ist ein gedrungenes, fast quadratisches, rundbogiges Fenster ausgespart mit stark aufgeweiteten Gewänden und von gotischem Maßwerk geschmückt. Dieses Fenster ist die untere Hälfte des ehemals viel höheren Fensters in der Giebelwand, als im 12. Jahrhundert ein deutlich höheres Tonnengewölbe eingebaut war, das später einstürzte.

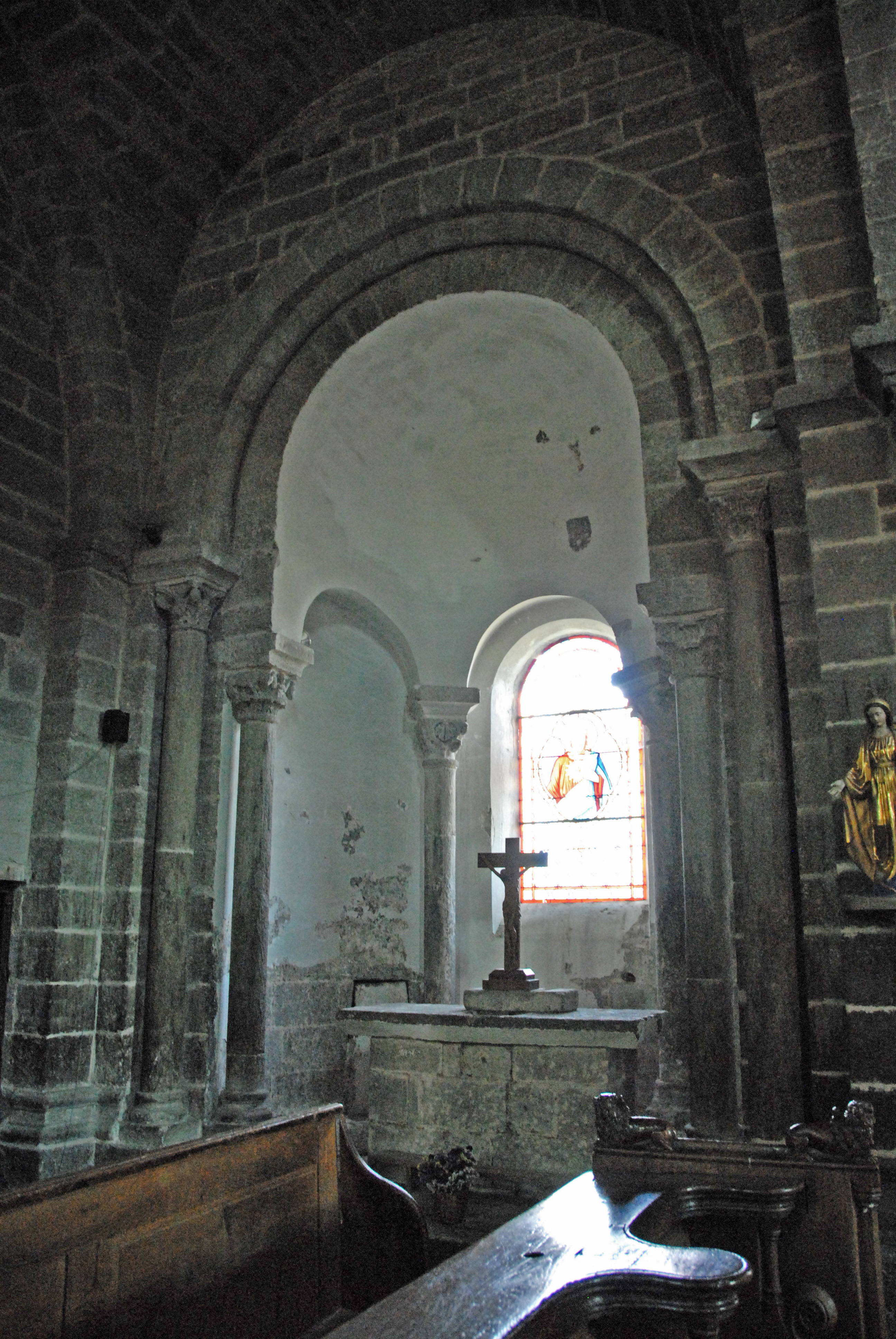
Kirche, nördl. Kapellenapsis

Die beiden Apsiden der kleineren Seitenkapellen sind sehr sorgfältig gearbeitet. Entgegen ihrer äußeren Erscheinung mit rechteckigem Grundriss weisen sie im Innern die klassische halbkreisförmige Apsidenform mit Halbkuppelkalotte auf. Ihr Boden liegt zwei Stufen höher als das Langhaus. Die Kapellen werden zu den Schiffen hin in der Ebene der Kopfwand des Seitenschiffs jeweils mit einem halbkreisförmigen Bogen aus Keilsteinen mit rechtwinkliger Kante abgeschlossen. Mit geringem Rückversatz folgt ein begleitender Viertelstabbogen. Die Keilstein- und Rundstabbögen stehen gemeinsam auf frei in Wandrücksprüngen angeordneten Säulen, die auf dem Boden stehen und mit pflanzlich skulptierten Kapitellen, profilierten Kämpfern, profilierten Basen und kantigen Plinthen ausgerüstet sind. Die Kämpfer liegen auf derselben Höhe wie die der Scheidbögen und sind untereinander mit den gleichen Kämpferprofilen verbunden. Dem Viertelstabbogen folgt ein zweiter Keilsteinbogen, dessen Kante den unmittelbaren Abschluss der Kalotte bildet und etwas gestelzt ist. Der innere Keilsteinbogen ruht auf Säulen mit der gleichen Ausrüstung wie bei den benachbarten Säulen. Allerdings befindet sich die Höhe ihrer Kämpfer auf etwa der Unterkante der vorgenannten Kapitelle. Die Apsisrundung ist in drei gleich breite Abschnitte unterteilt, deren halbkreisförmige Blendarkadenbögen auf Säulen stehen, mit der gleichen Ausrüstung wie die vorgenannten Säulen. In der zentralen Arkade ist mit etwas Abstand ein rundbogiges Fenster ausgespart ohne weiteren architektonischen Schmuck.

##### Kapitelle im Langhaus
Im Langhaus der Prioratskirche sind insgesamt 44 skulptierte Kapitelle erhalten. Sie sind nicht alle derselben Werkstatt zuzuordnen. Einige sind vermutlich in der Kirche des 12. Jahrhunderts wiederverwendet worden. Die meisten sind exzellente Blattwerkskapitelle, deren Skulptur frei an antike Vorbilder angelehnt ist. Zwei Kapitelle der Südkapelle sind fast getreue Kopien eines ionischen Kapitells. Etliche der Kapitelle weisen starke Beschädigungen auf, die ihnen möglicherweise in der Zeit der Revolution zugefügt worden sind.
Im südlichen Seitenschiff – mit den besseren Lichtverhältnissen – hat man die Kapitelle mit der sorgfältigsten Skulptur angeordnet. Sie werden der bekannten Werkstatt von Mozac zugeschrieben. Die dargestellten Themen findet man auch in der Limagne (Landschaft östlich von Clermont-Ferrand) wieder. Gefühl für Komposition, kräftiges Relief, ausgeprägte Formgebung und prägnante Einzelheiten zeichnen diese Kunstwerke besonders aus.
So etwa bei den „Schafträgern“ des zweiten Südpfeilers: die Stilisierung der Haare durch an ihrem Ende abgerundete Strähnen mit Mittelrille, oder durch Strähnen, deren Enden sich zu runden Locken mit Loch rollen, wie bei den nackten Jünglingen, deren Füße in Laub übergehen, am selben Pfeiler.
Auf dem nächsten Kapitell sind „drei Adler“ mit ausgebreiteten Schwingen dargestellt, ein besonders in Brioude geläufiges Thema. Vielleicht sollten es aber auch Pelikane sein, die sich die Brust aufreißen. Bekannt ist jedenfalls, dass Pelikane, wie auch andere orientalische Tiere, im Mittelalter häufig falsch dargestellt worden sind, da die Künstler sie nur von mündlichen Überlieferungen kannten. Gegenüber präsentieren sich zwei junge Sirenen mit gewelltem langem Haar und vollem Antlitz und Schwanzflossen aus harmonisch geschwungenem Blattwerk. Ein etwa vergleichbares Kapitell findet man ebenfalls in Brioude, jedoch werden die Nixen von Chanteuges von einer geschlosseneren Linienführung ausgezeichnet.
Auf dem ersten Pfeiler des südlichen Seitenschiffs wird in einer besonders originellen Art die „Bestrafung des Wucherers“ anschaulich dargestellt. Der mit langem Gewand und Kopfbedeckung gekleidete Mann in sitzender Haltung umklammert ängstlich mit beiden Händen eine schwere prall gefüllte Geldbörse, die an einem Band um seinen Hals aufgehängt ist. Diese Person wird auf den beiden Kapitellseiten von zwei Schrecken erregenden Drachen mit aufgerollten Schwänzen und aufgerissenen Rachen bedroht.
Die Kapitelle des dunkleren nördlichen Seitenschiffs werden anderen Werkstätten zugeschrieben. Ihre Schöpfungen erinnern zum Teil an einige Kapitelle aus der Kathedrale von Le Puy-en-Velay.
Auf einem Kapitell der nördlichen Kapelle ragt über eine Blätterreihe eine Frauenbüste heraus, die „zwei Wölfe“ (?) an den Ohren hält. Es könnte sich dabei um eine Anspielung auf das lateinische Sprichwort auribus tenere lupum handeln.
Auf der Rückseite des diesem Kapitell am nächsten stehenden Pfeilers befindet sich ein „rätselhaftes Motiv“. Auf den Kapitellseiten stehen zwei vierbeinige geflügelte „Greife“, die mit ihren erhobenen Klauen ein zwischen ihnen klein erscheinendes Boot ergriffen haben, das auf Wellen schwimmt. Zwei Personen versuchen durch kräftiges Rudern vergeblich den Ungeheuern zu entkommen. In der Bootsmitte steht frontal zum Betrachter ein Abt mit Krummstab in der Hand und erhebt die andere zum Segensgestus. Bis heute ist keine zufriedenstellende Deutung dieser Szene bekannt geworden. Jedenfalls handelt es sich nicht um eine Episode aus dem Leben der Heiligen, von denen die Kirche Reliquien beherbergte (siehe unter Geschichtliches).
Vielleicht handelt es sich bei dem Schiff um die 1130 in die Klauen des Ithier von Mandulphe gefallene ehemalige Abtei von Chanteuges, die dann von den Mönchen von La Chaise-Dieu und ihrem Abt gerettet worden ist.

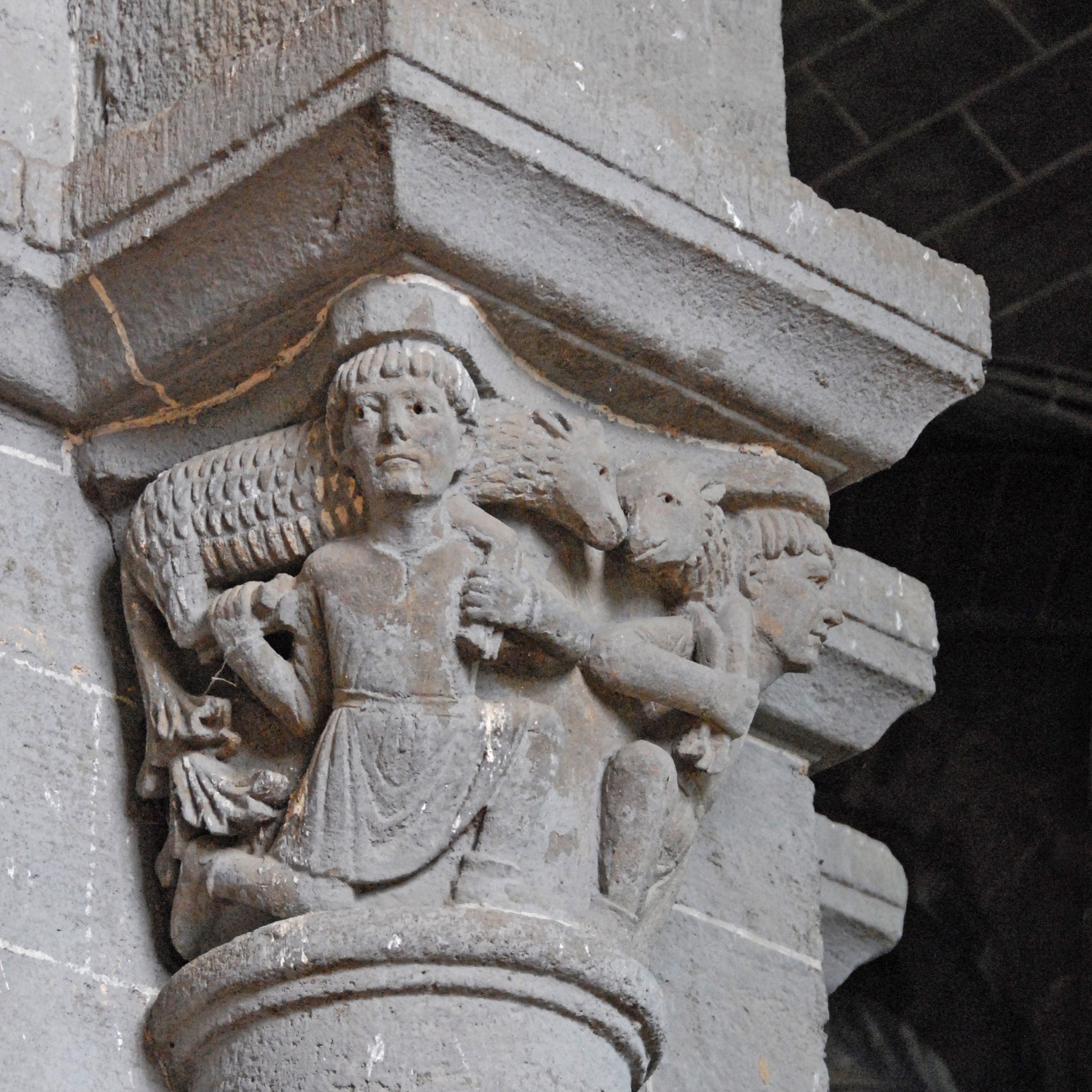
Schafträger
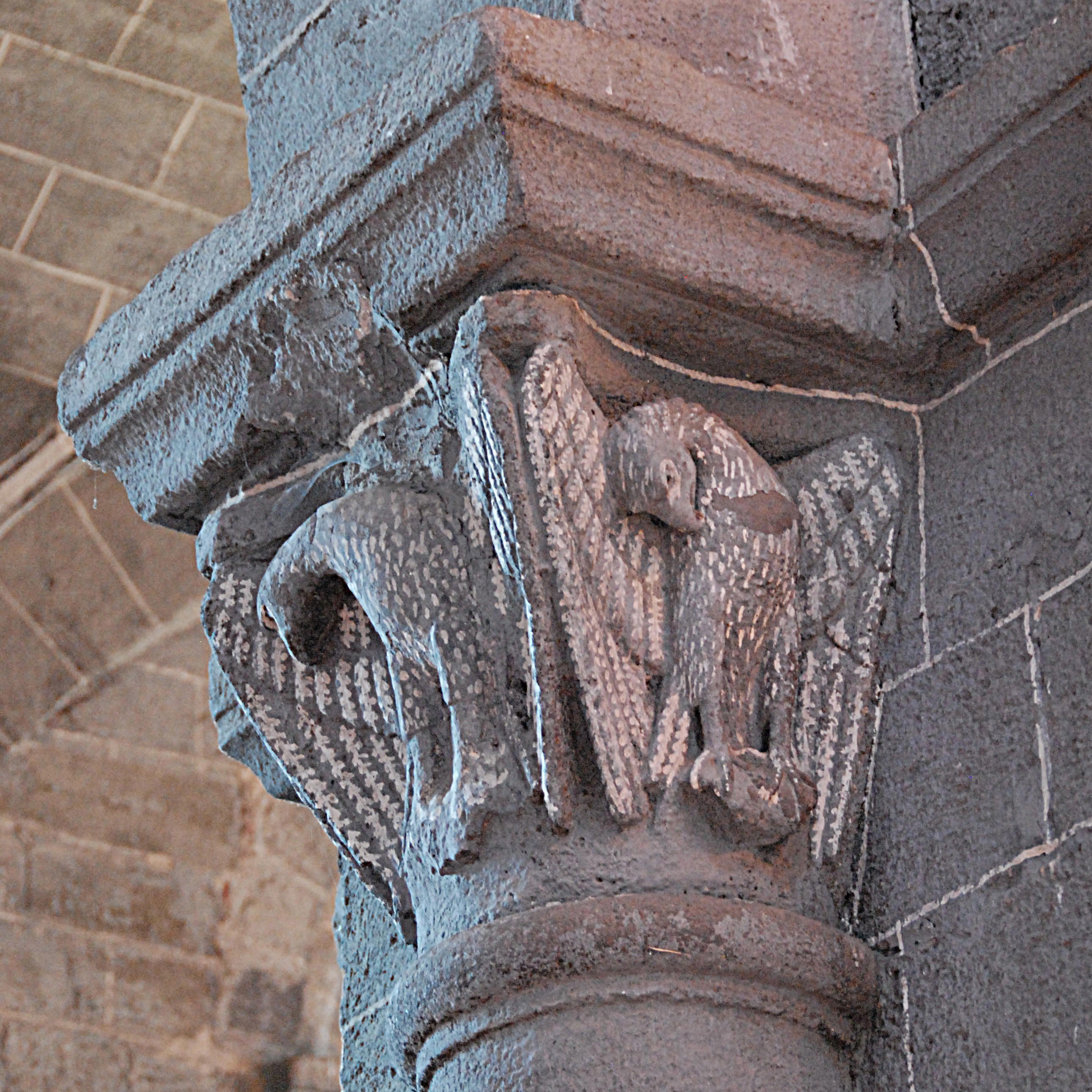
Adler
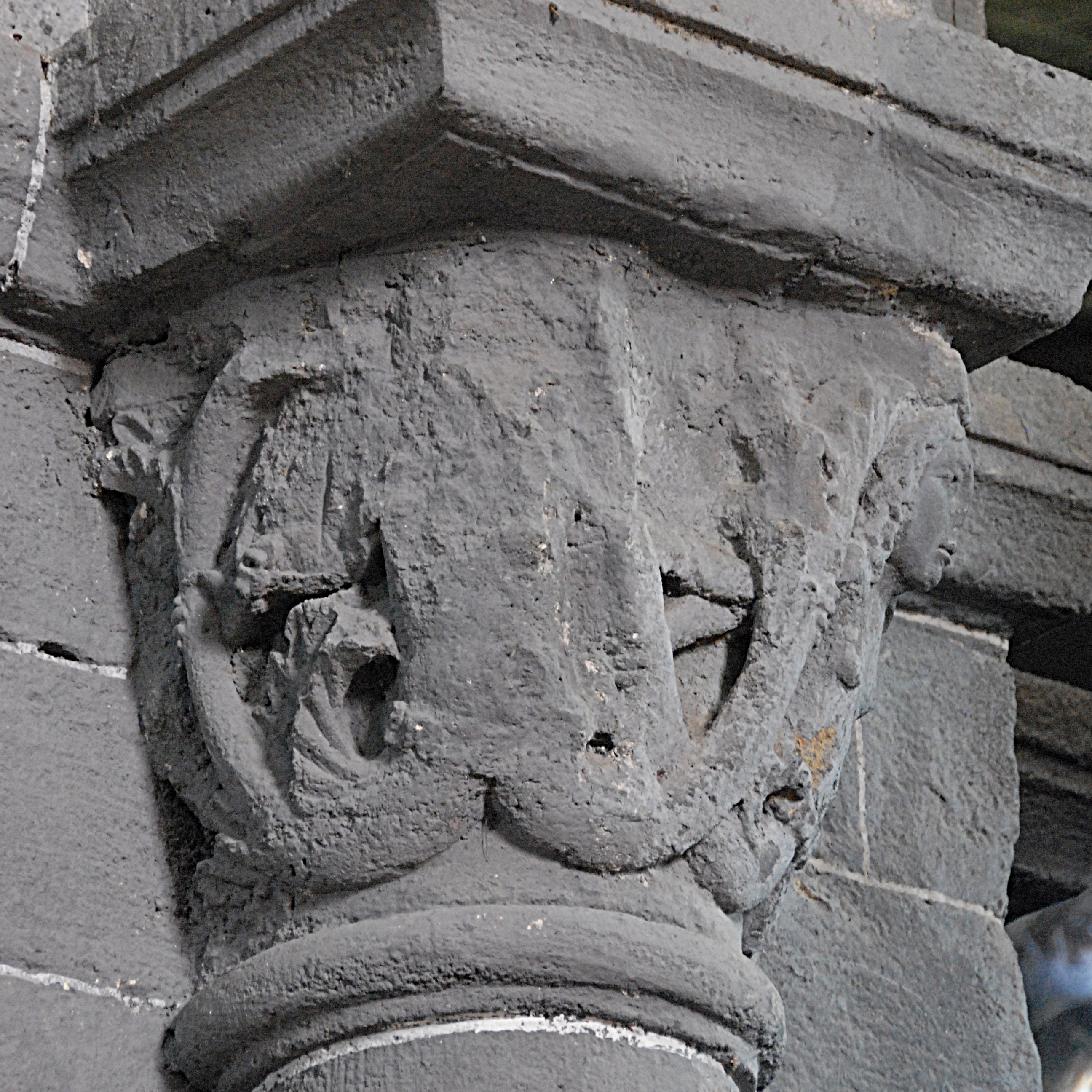
Sirene
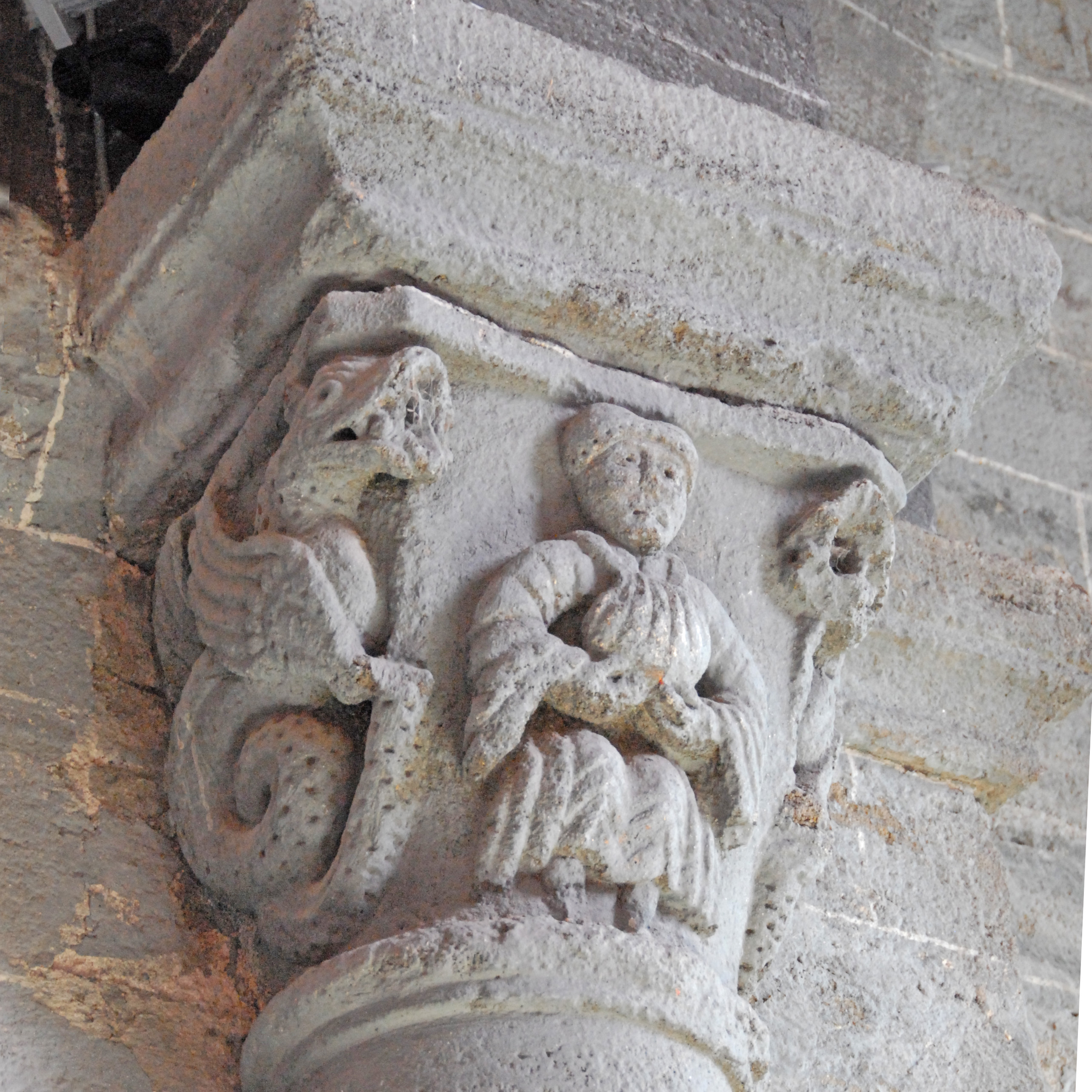
Bestrafung des Wucherers
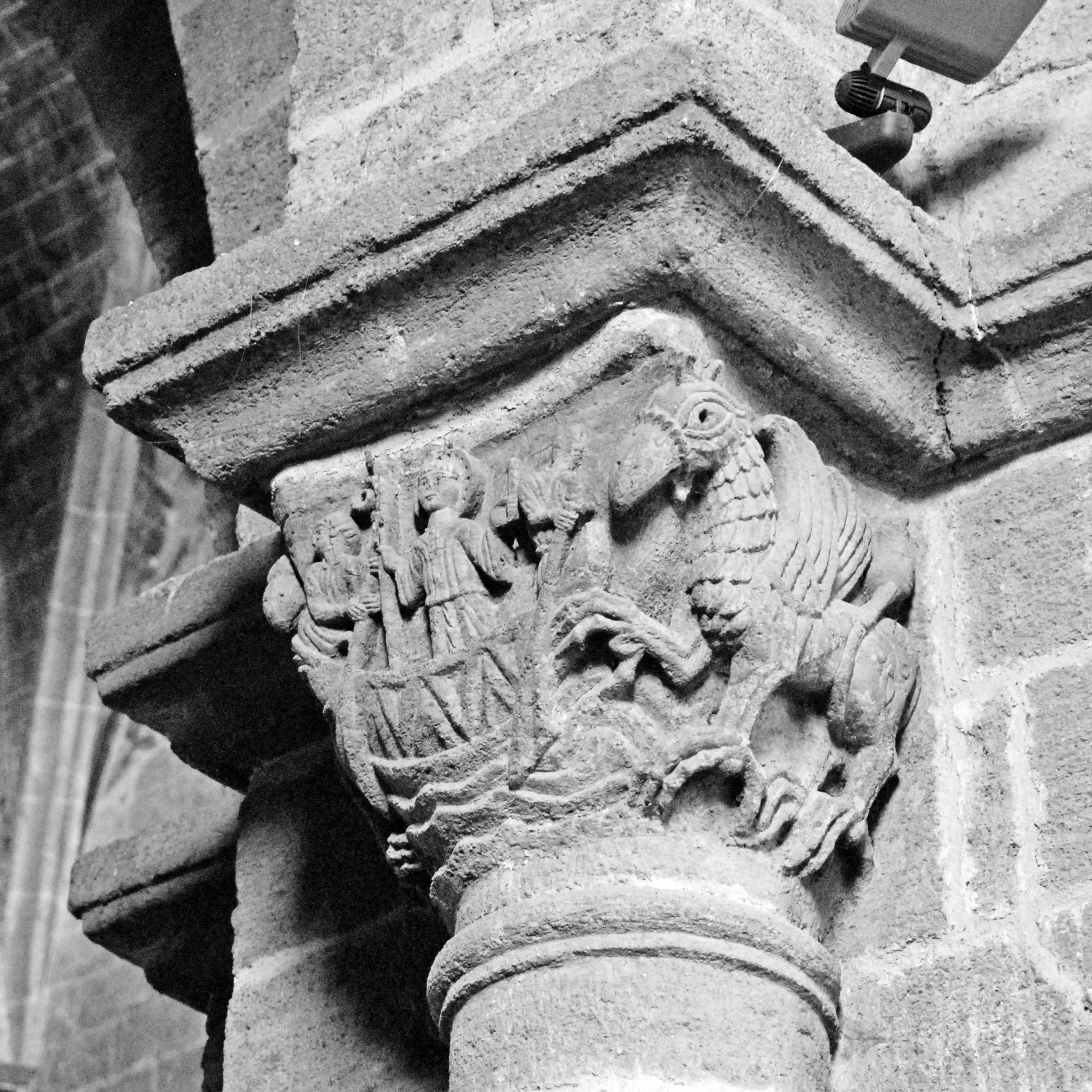
Zwei Greife bedrohen Boot
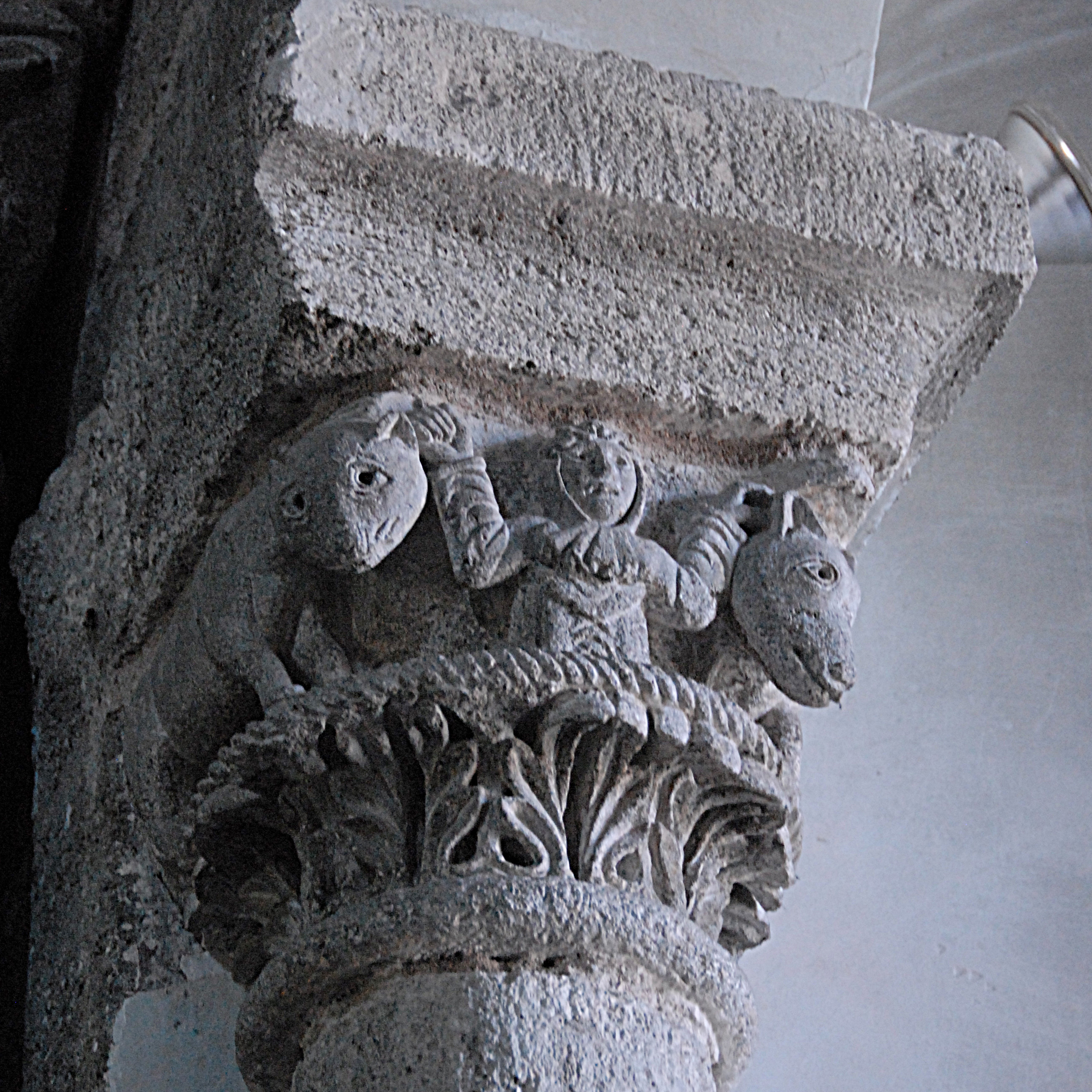
„auribus tenere lupum“
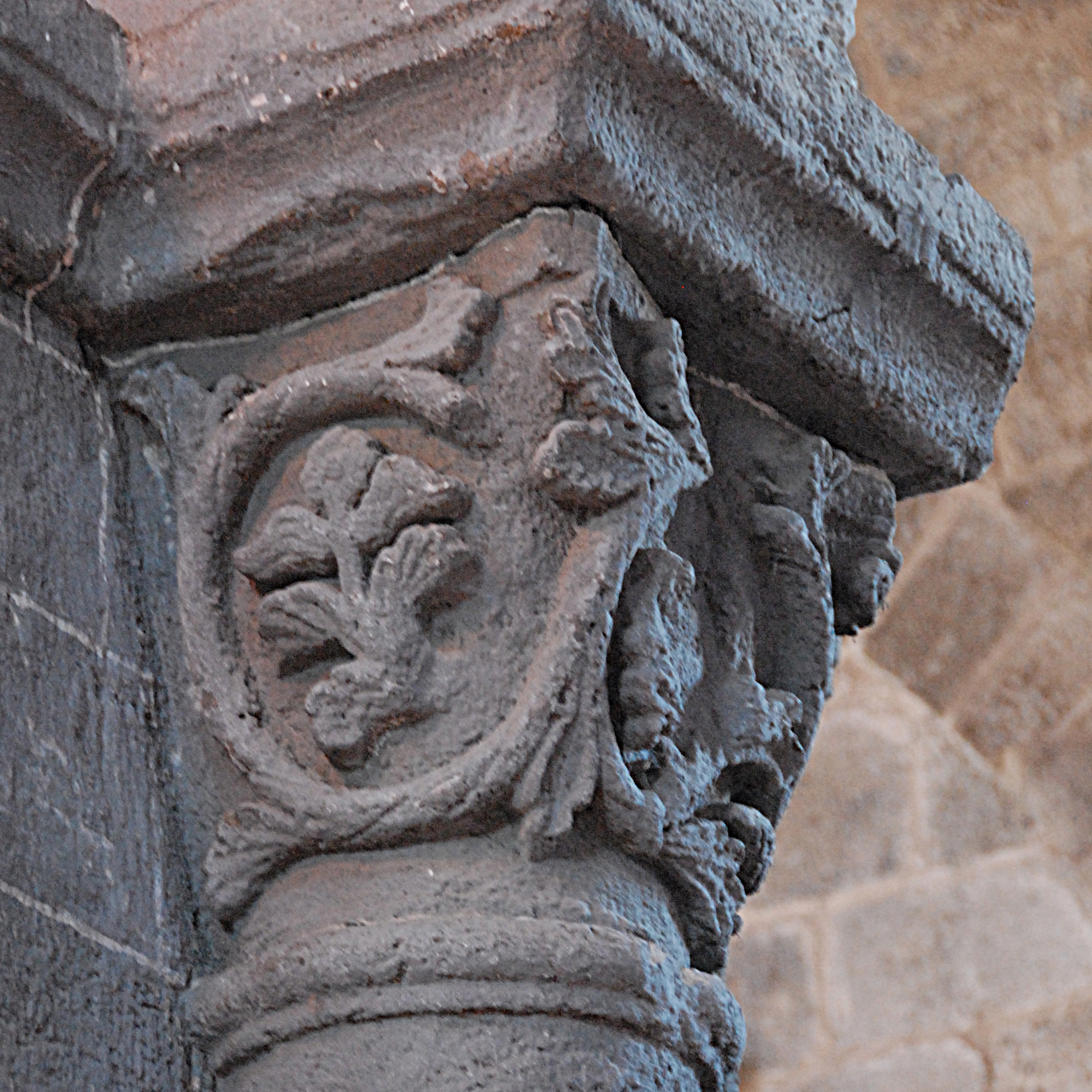
Rankenwerk
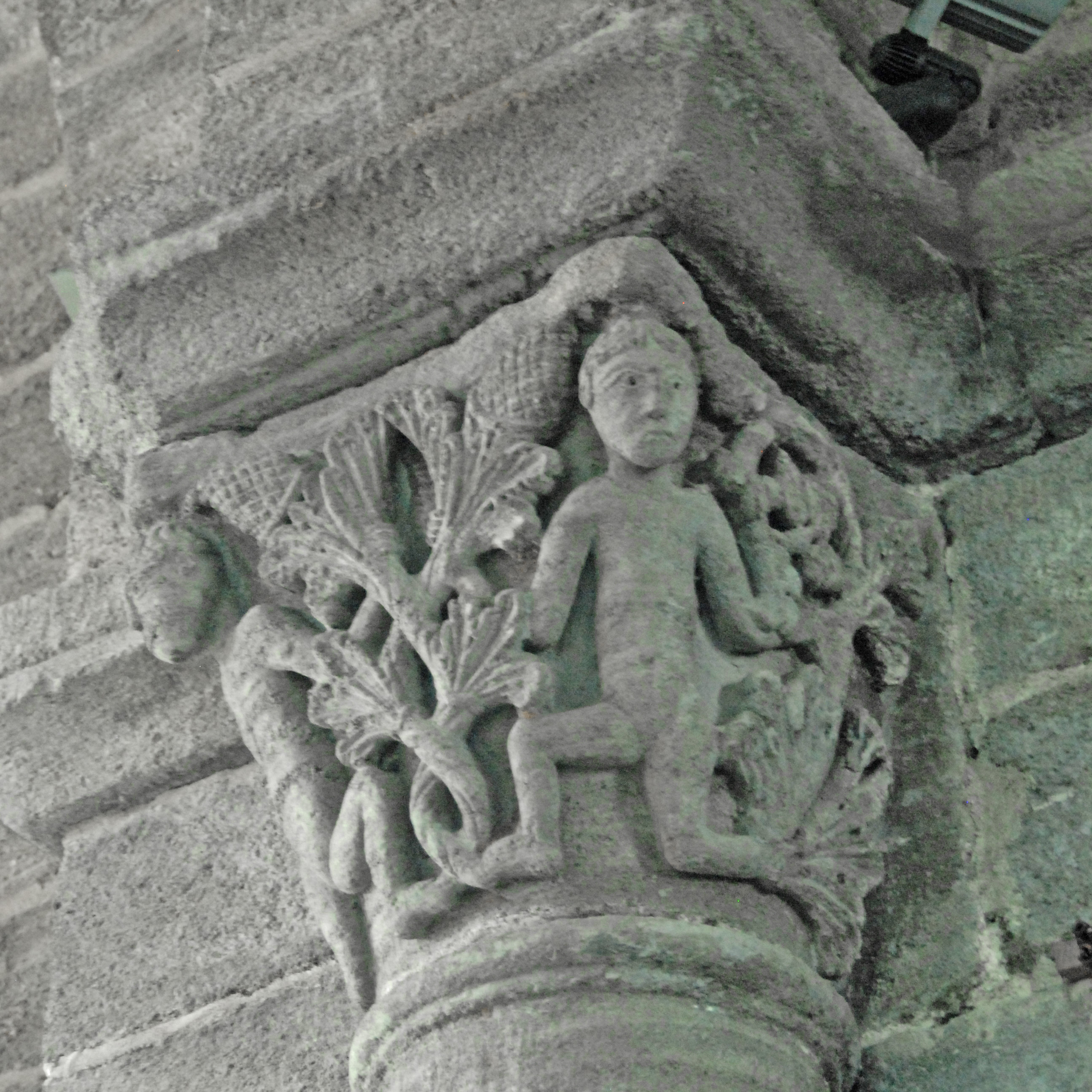
Jüngling, aus dessen Füßen Ranken wachsen
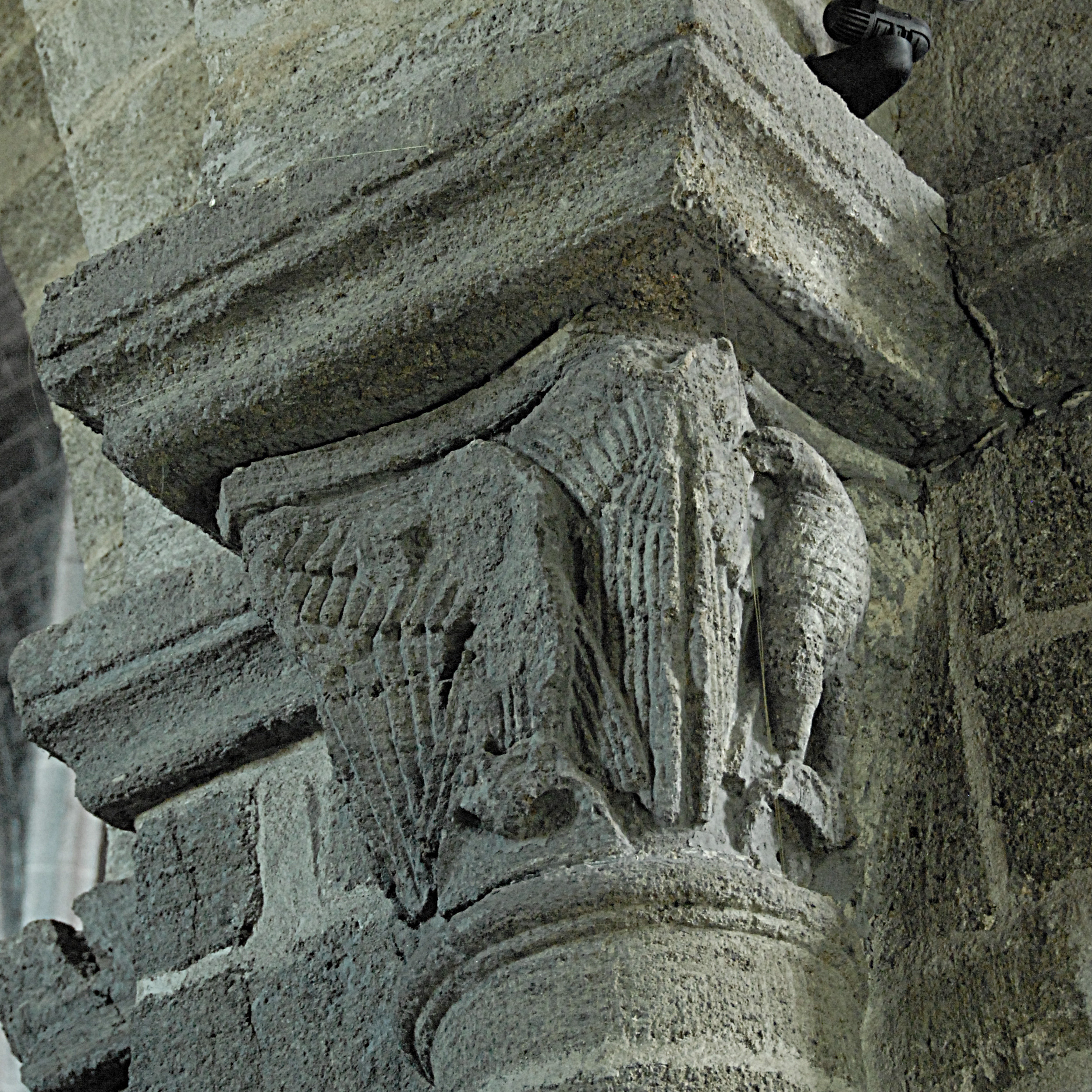
Adler
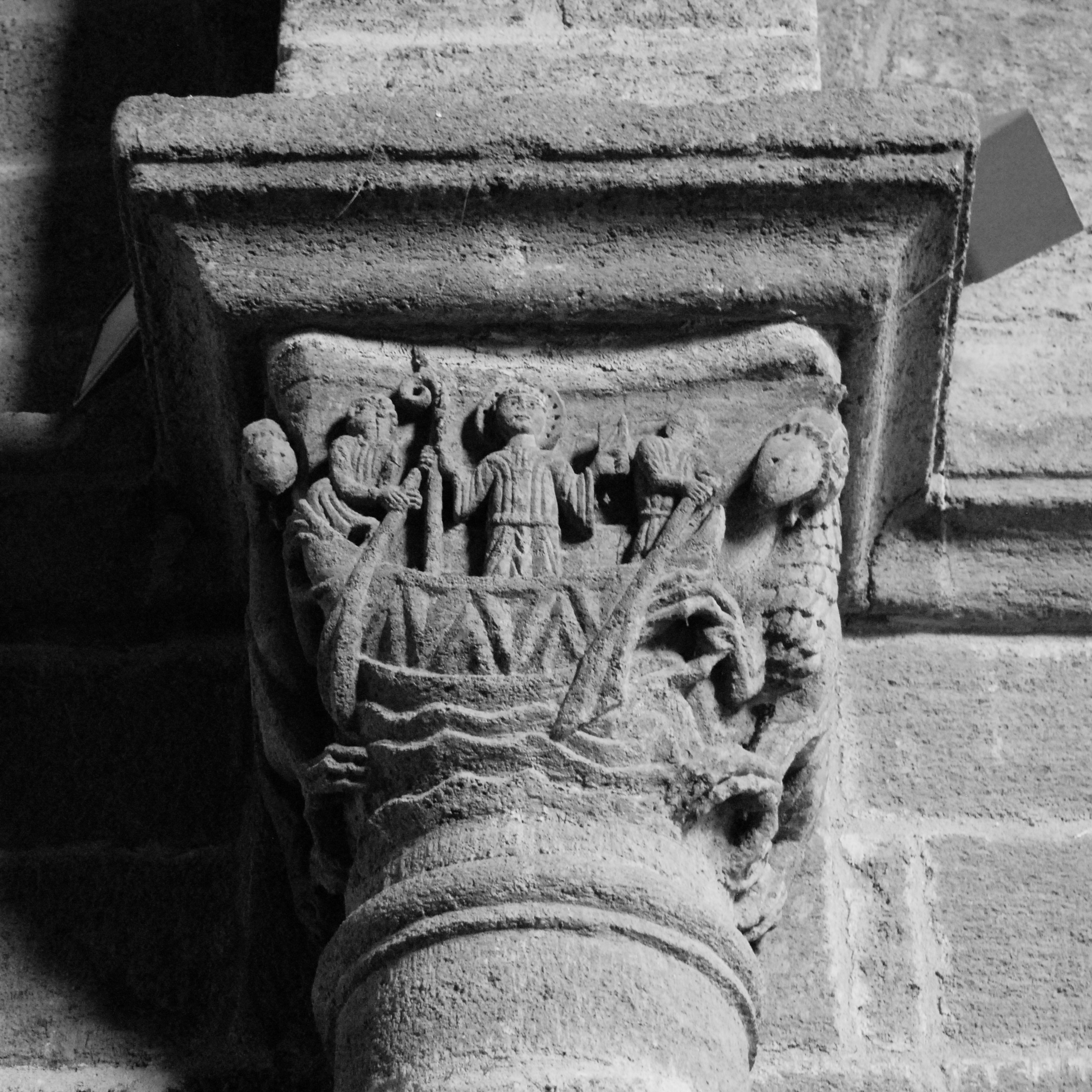
Zwei Greife bedrohen Boot mit einem Abt und zwei Ruderern

##### Einrichtungen und Dekor

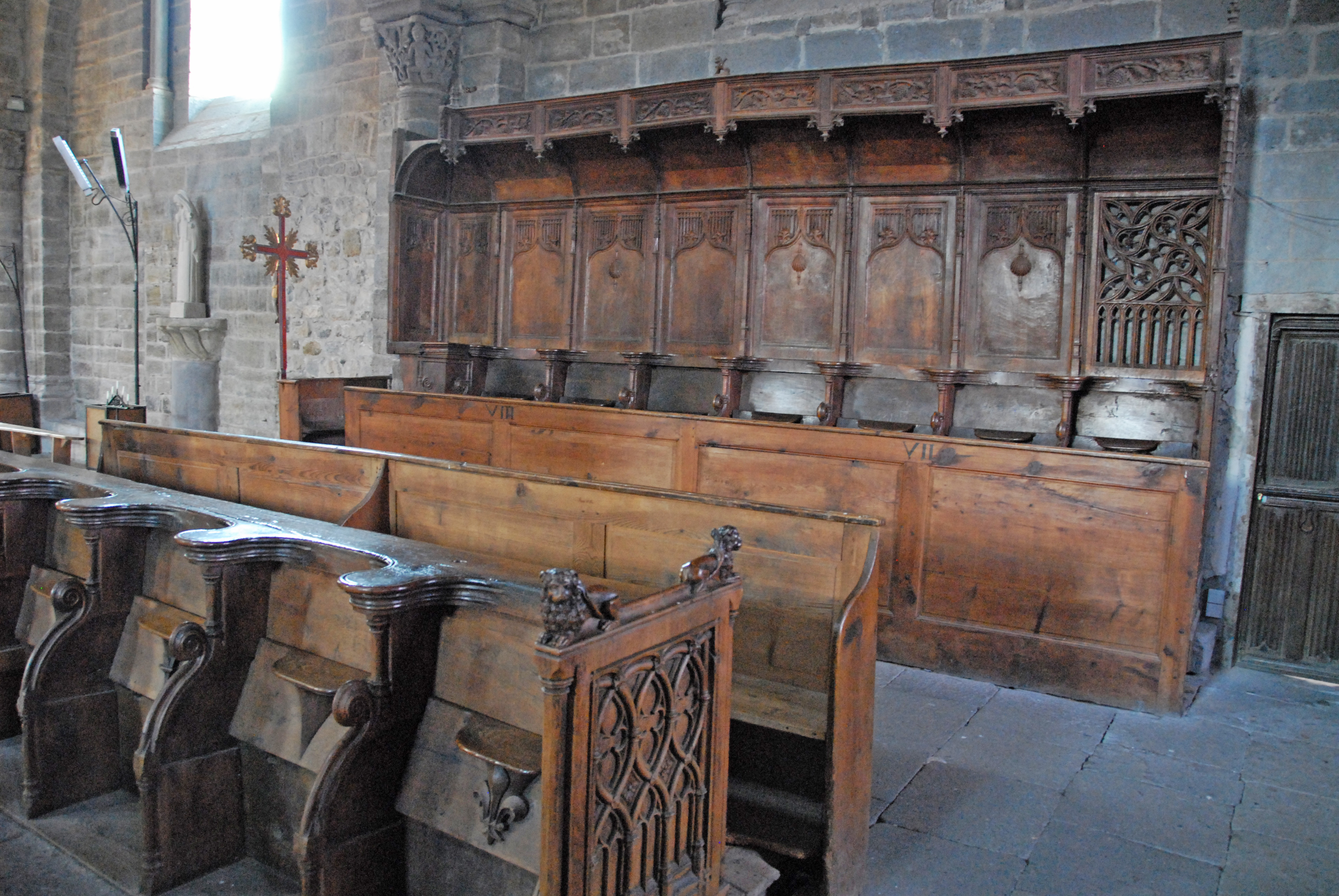
Kirche, Chorgestühl

Auf dem Pfeiler zwischen den Jochen zwei und drei an der südlichen Scheidewand entdeckt man Reste von Wandmalereien mit Darstellung des heiligen Mauritius (Saint Maurice) und eine Widmungsinschrift an den heiligen Marcellinus (Saint Marcellin) aus dem 14. Jahrhundert.
Im Joch vier des nördlichen Seitenschiffs erinnern zwei im neunzehnten Jahrhundert aufgelöste und versetzte Reihen des Chorgestühls an das Gebet der Mönche in ihrer Kirche. Die Armlehnen und hölzernen Trennungen der Sitze (frz. parcloses) sind dem Beginn des 16. Jahrhunderts zuzuordnen. Hingegen stammen die Miserikordien des Gestühls aus dem 19. Jahrhundert. Sie sind etwas nüchtern, aber von guter handwerklicher Qualität. Eine von ihnen, mit dem Kopf des heiligen Jakobus, des Schutzheiligen des Abts Jacques de Saint-Nectaire, schmückt heute den Opferstock neben der Eingangstür.
Im Mittelschiff, zwischen den Jochen drei und vier, existieren noch Spuren eines Lettners, der den Chor der Mönche bis zum 18. Jahrhundert abschloss.
Vor dem Wandpfeiler zwischen der zentralen und der nördlichen Apsis hat man eine seltene Skulptur aus dem 12. Jahrhundert platziert, die die Dreifaltigkeit in ihren drei Personen darstellt.
In der Hauptapsis befindet sich noch ein Wasserbecken (frz. Piscine), das zur Reinigung der heiligen Gefäße und Tücher diente, ferner ein liturgischer Schrank und Wandmalereien aus dem 17. Jahrhundert, mit einem im 13. Jahrhundert gemalten Dekor.

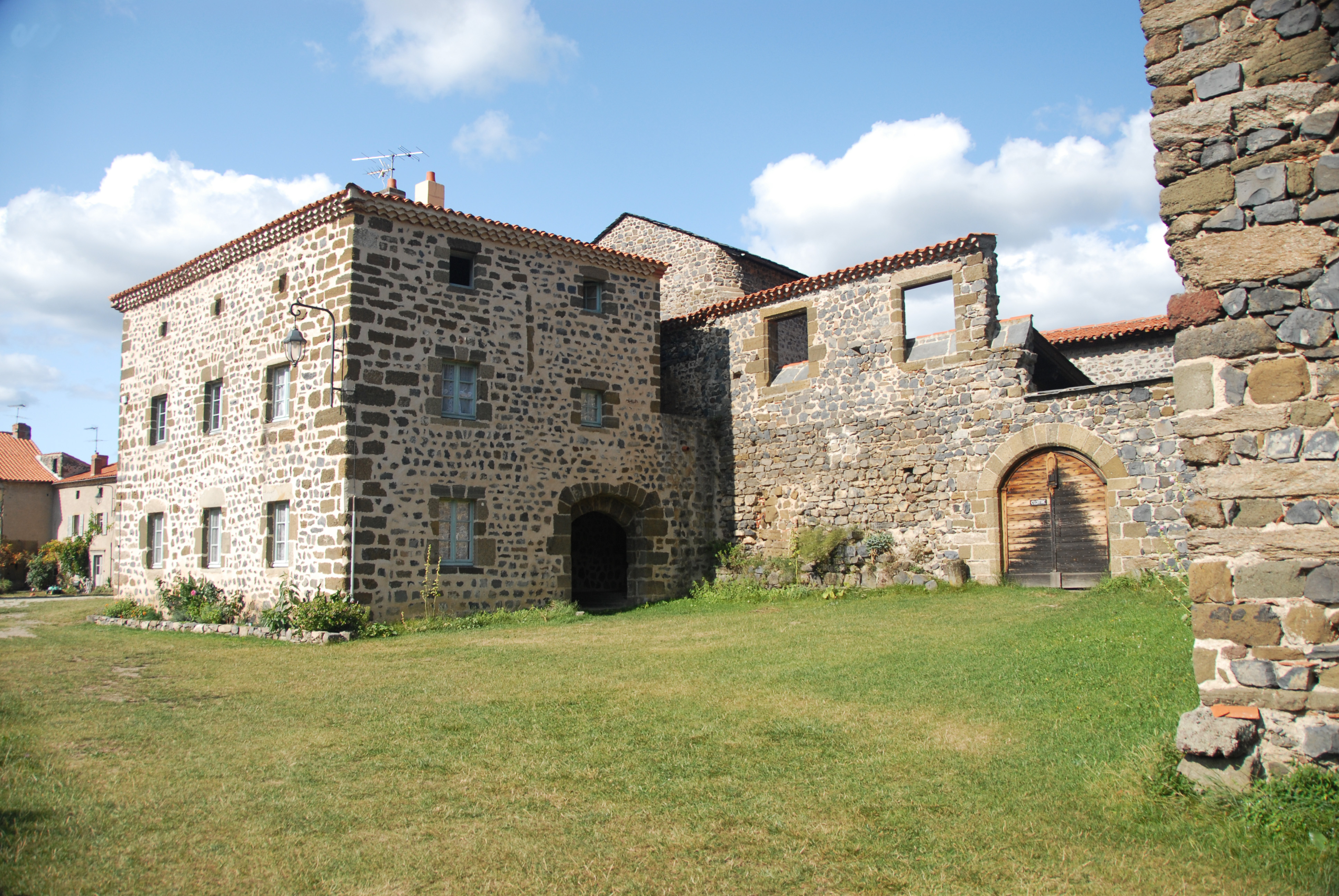
Konventsgebäude, Westseite, Haupteingang

### Konventsgebäude des Klosters
Entgegen der meist üblichen Tradition hat man hier die Konventsgebäude nicht auf der Südseite der Kirche angebaut, sondern auf der Nordseite. Das kommt vermutlich aus der Lage der frühen Vorgängerkirche, die bereits auf dem Standort der Abteikirche des 11. Jahrhunderts errichtet war. Man wollte damals vermutlich die Klosterkirche auf dem alten Standort beibehalten und so ergab sich durch die Nähe zum südlichen Steilhang, dass dort keine Konventsgebäude mehr Platz fanden.

#### Kreuzgang

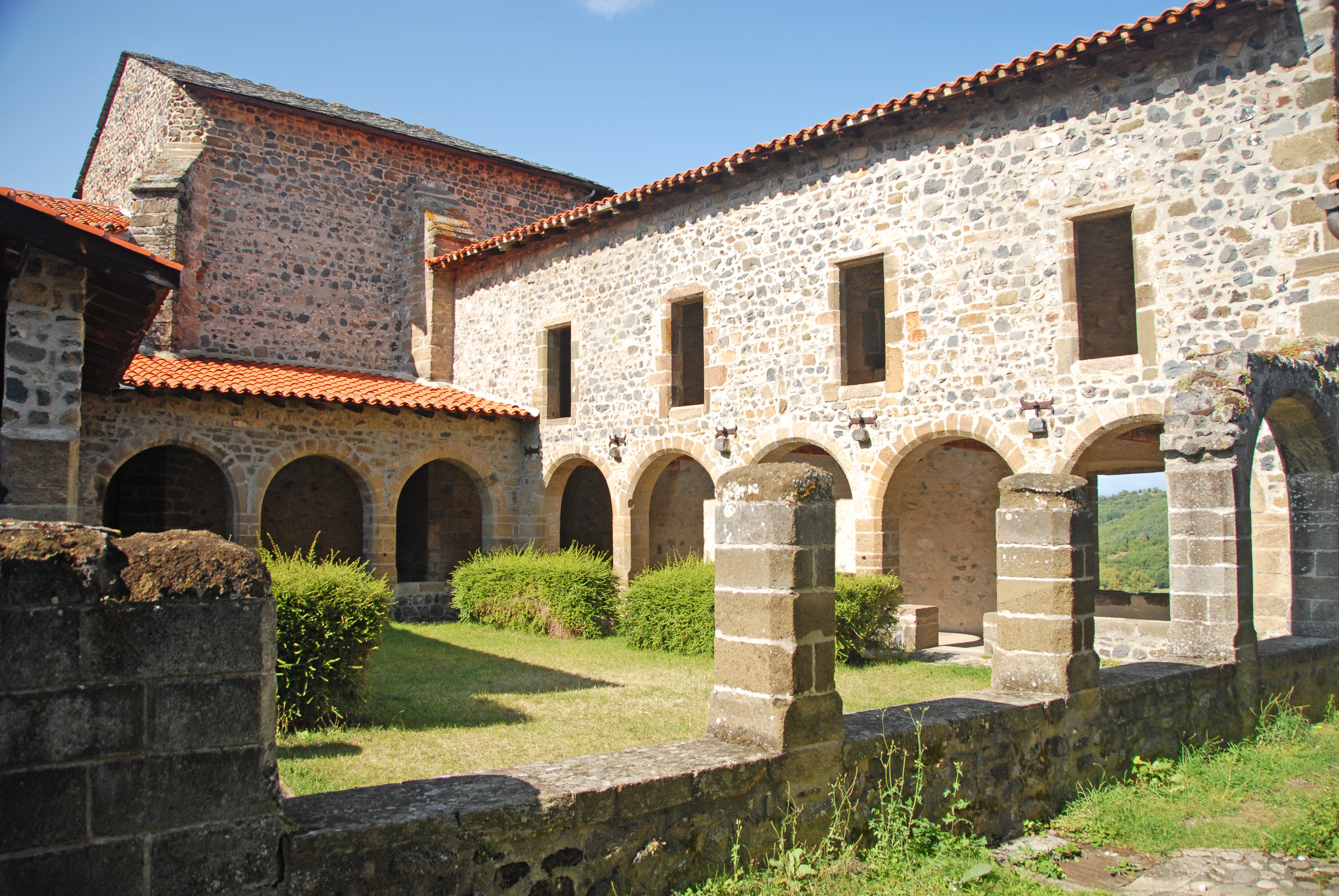
Kreuzgang von SW

Der Kreuzgang des Klosters, einst Mittelpunkt des Priorates und der früheren Abtei, war nicht unmittelbar an die Außenwand des nördlichen Seitenschiffs der Kirche angebaut. Es gab zunächst einen Abstand, in den später im Bereich des vierten Jochs die heutige Sakristei angebaut worden ist. Dass diese ein nachträglicher Anbau an die Kirche ist, belegt das zugemauerte Fenster im Seitenschiff. Über das Alter der Sakristei und ihre vielleicht frühere Bedeutung sind keine Belege bekannt. Dass es im Bereich der Joche 2 und 3 der Kirche Anbauten gab, ist unwahrscheinlich. Im Joch ist ein Portal installiert mit aufwändig gestalteten Gewänden, über das die Mönche vom Kreuzgang aus in die Kirche eintraten, welches aber heute vermauert ist. Die Fremdnutzung der Konventsgebäude nach der Revolution hat zu teilweisen Zerstörungen vor allem im Kreuzgangbereich geführt. Die noch erhaltene Bausubstanz ist in den vergangenen Jahren sorgfältig restauriert worden.
Der Grundriss des ehemaligen Kreuzgangs ist noch nahezu vollständig erkennbar. Er ist leicht rechteckig, die Ost- und Westgalerien reichten über fünf Arkaden und waren zweigeschossig. Die Südgalerie reichte über vier kleinere und die Nordgalerien über drei größere Arkaden, beide waren lediglich eingeschossig.

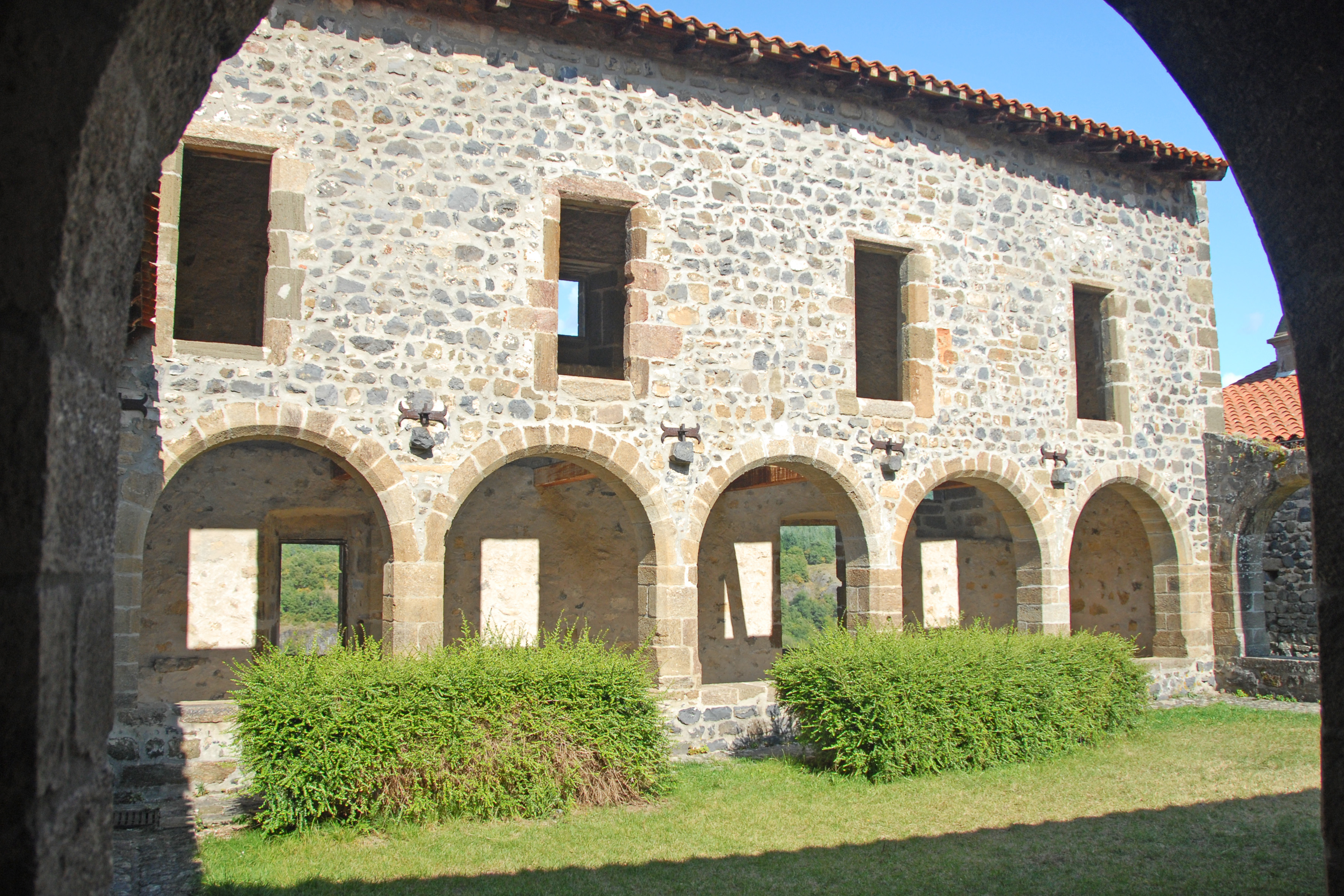
Kreuzgang, Ostgalerie

Die Ostgalerie ist in ihrer Zweigeschossigkeit erhalten und wird von einem flach geneigten Satteldach überdeckt, das mit roten Hohlziegeln in römischem Format eingedeckt ist und weit ausladende Dachüberstände mit echten Traufen besitzt. Ihre Außenwand steht in Verlängerung der Ostwand des Langhauses der Kirche, auf der Kante der senkrechten Felsklippen. Die halbkreisförmigen Bögen der Arkaden aus glatten oberflächenbündigen Keilsteinen gehen ohne Zäsur in quadratische Pfeiler über. Die Kanten der Bögen und Pfeiler sind mit breiten Fasen gebrochen. Die Pfeiler stehen auf gleich breiten Brüstungen, in einer von ihnen ist ein Durchlass ausgespart. Über den fünf Arkaden öffnen sich vier türhohe rechteckige Fensteröffnungen, die von ungleich großen Werksteinquadern eingefasst und deren Kanten breit gefast sind. Knapp über den Scheiteln der Arkaden sind außenseitig geschmiedete Zuganker zu sehen, die zu den kräftigen Deckenbalken gehören, die ehemals eine Decke aus Holzbohlen trugen. Heute sieht man von unten bis in den Dachstuhl hinein. Der Raum des Obergeschosses war vermutlich das Dormitorium der Mönche, das sich aber auch im gegenüberliegenden Obergeschoss der Westgalerie befunden haben könnte.

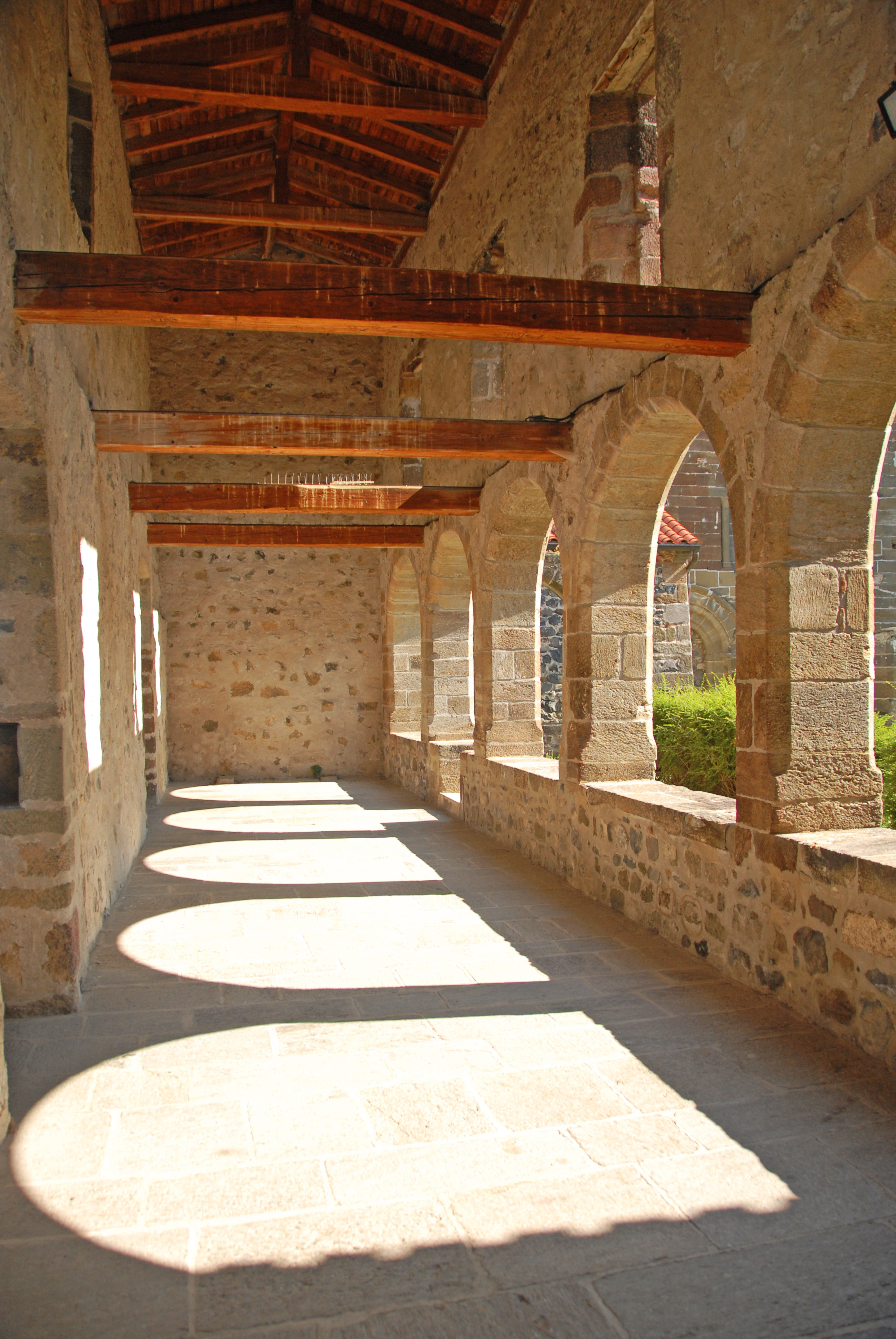
Kreuzgang, Ostgalerie, Inneres mit Obergeschoss

Die nur erdgeschossige Nordgalerie ist eine Rekonstruktion von 1970. Sie wird von einem flach geneigten Pultdach überdeckt, mit Dacheindeckung und Traufe wie bei der Ostgalerie. Der Dachstuhl ist unterseitig offen. Die Form der Arkaden entspricht derjenigen der Ostgalerie, in einer der Brüstungen gibt es einen Durchlass. Die Nordseite der Nordgalerie und die nördliche zweigeschossige Kopfseite der Ostgalerie werden größtenteils von der Südwand der sogenannten „Kapelle des Abtes“ (siehe separaten Abschnitt) abgeschlossen, die noch ein gutes Stück weiter hinaufreicht, und einige ihrer Strebepfeiler aufweist. In der Ecke zwischen Nord- und Ostgalerie öffnet sich ein Portal in diese Kapelle. In der nordwestlichen Kreuzgangecke befinden sich Türverbindungen zu den übrigen Konventsgebäuden, wie auch zum „Haus des Abtes“.
Die Westgalerie besaß vor ihrer weitgehenden Zerstörung eine ähnliche Form und Größe wie die Ostgalerie. Vom zweiten Geschoss ist lediglich ein Teil der äußeren Westwand mit zwei großen rechteckigen Fensteröffnungen erhalten, die wie die Fenster der Ostgalerie eingefasst sind. In dieser Wand ist im Erdgeschoss ein zweiflügeliges rundbogiges Portal ausgespart, der Haupteingang zum Kreuzgang und zu den übrigen Klostergebäuden, durch das auch ein Fuhrwerk hindurch passte. Es wird von großformatigen Keilsteinen und Quadern aus glatten Werksteinen eingefasst. Auf der Kreuzgangseite sind von ehemals fünf Arkadenfeldern und zwei Geschossen nur noch drei erdgeschossige Arkadenfelder erhalten, die ersatzweise mit einem Pultdach wie bei der Nordgalerie überdeckt sind. Von den restlichen beiden Arkadenfeldern existiert nur noch die erdgeschossige Außenwand mit dem Portal und innenseitig die senkrechten Pfeilerstücke und eine Brüstung. Das dem Portal gegenüber liegende Feld enthält keine Brüstung. Über die Aufgaben der ehemaligen Räume im Obergeschoss sind keine Belege vorhanden.
Von der Südgalerie ist fast nichts mehr übrig geblieben. Es stehen lediglich die senkrechten Pfeilerstücke bis zu den Bogenansätzen, dazwischen alle Brüstungen – ohne einen Durchlass – und von der östlichen Arkade der vollständige Bogen mit einem Rest der aufgehenden Wand.

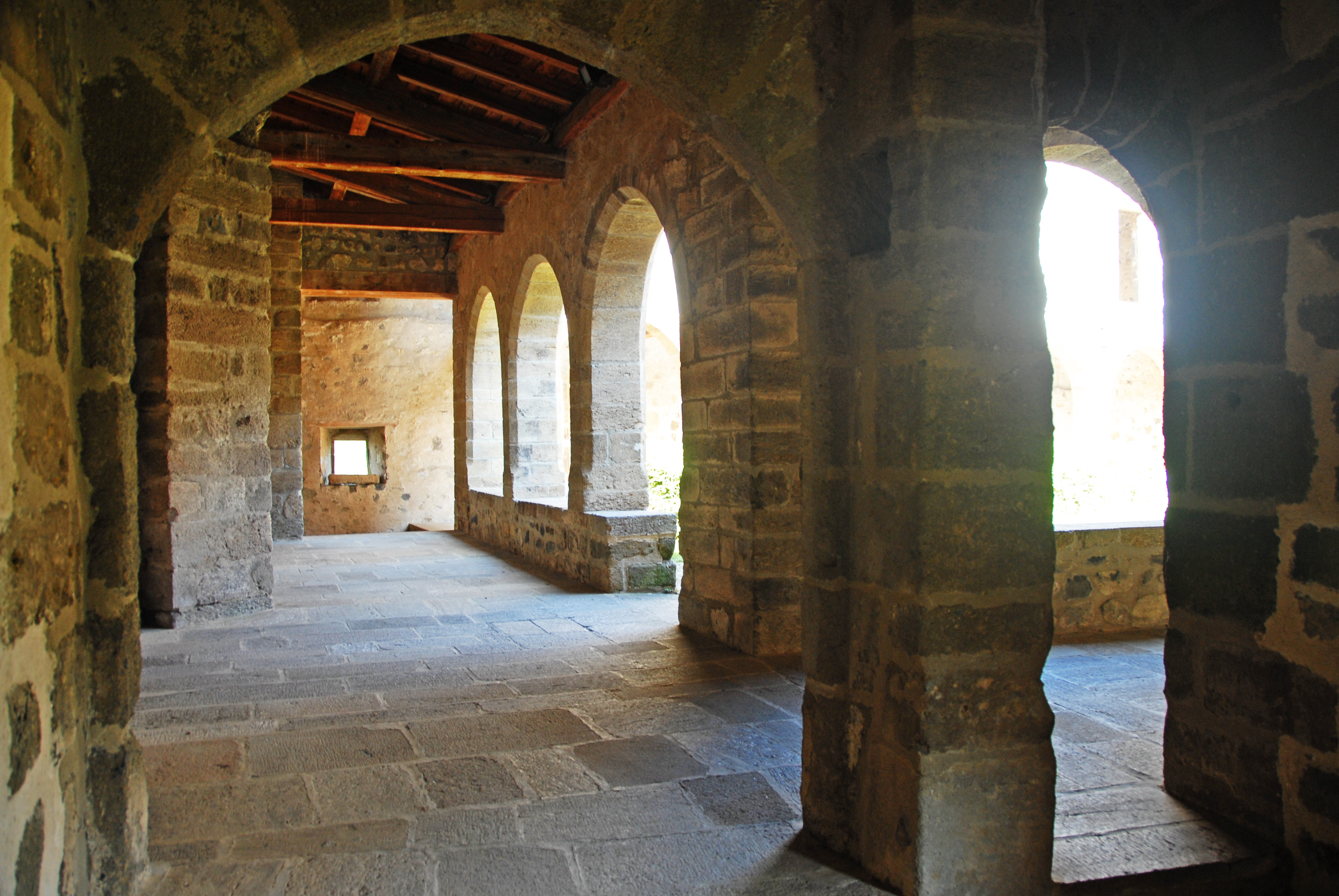
Nordgalerie, Inneres
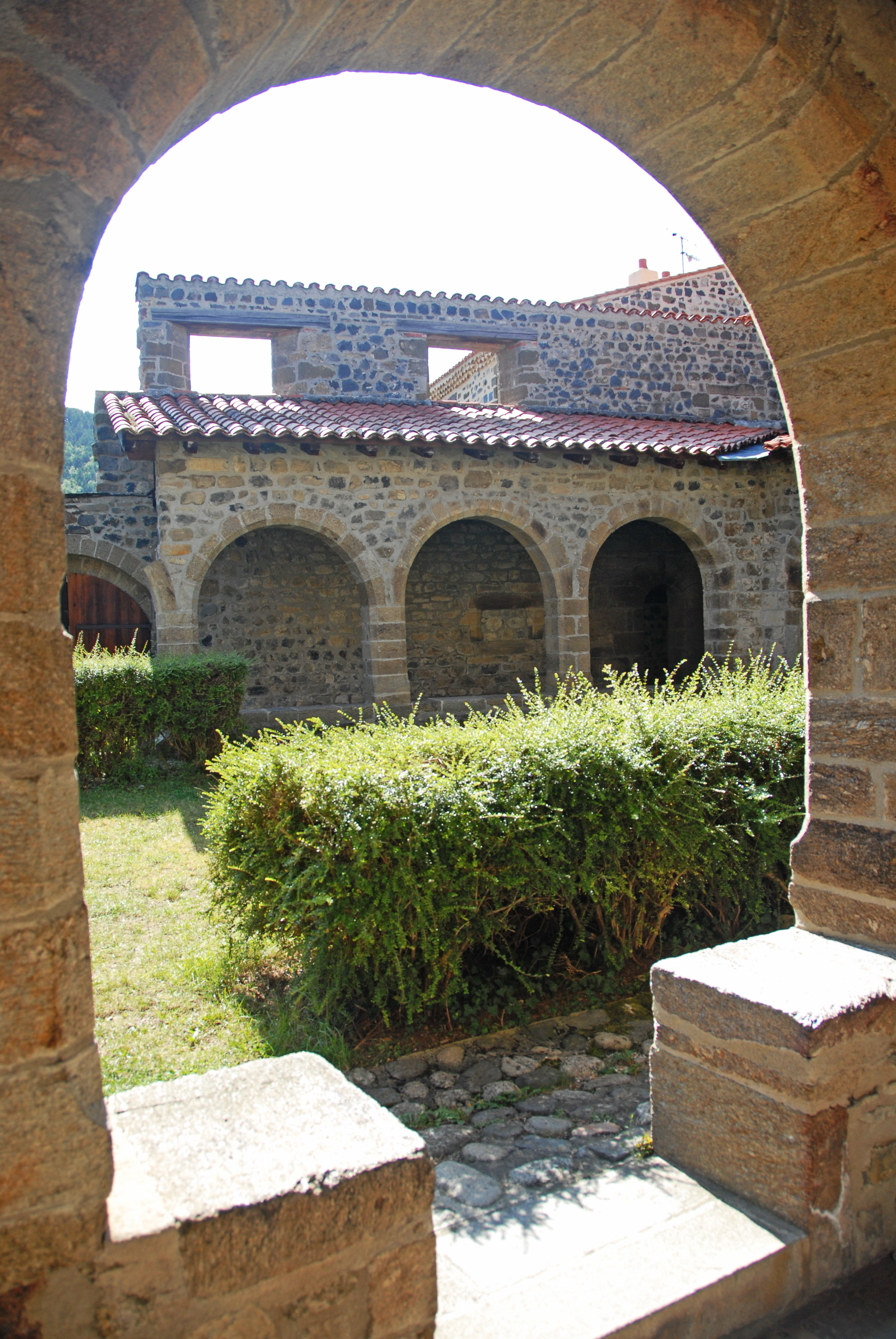
Westgalerie
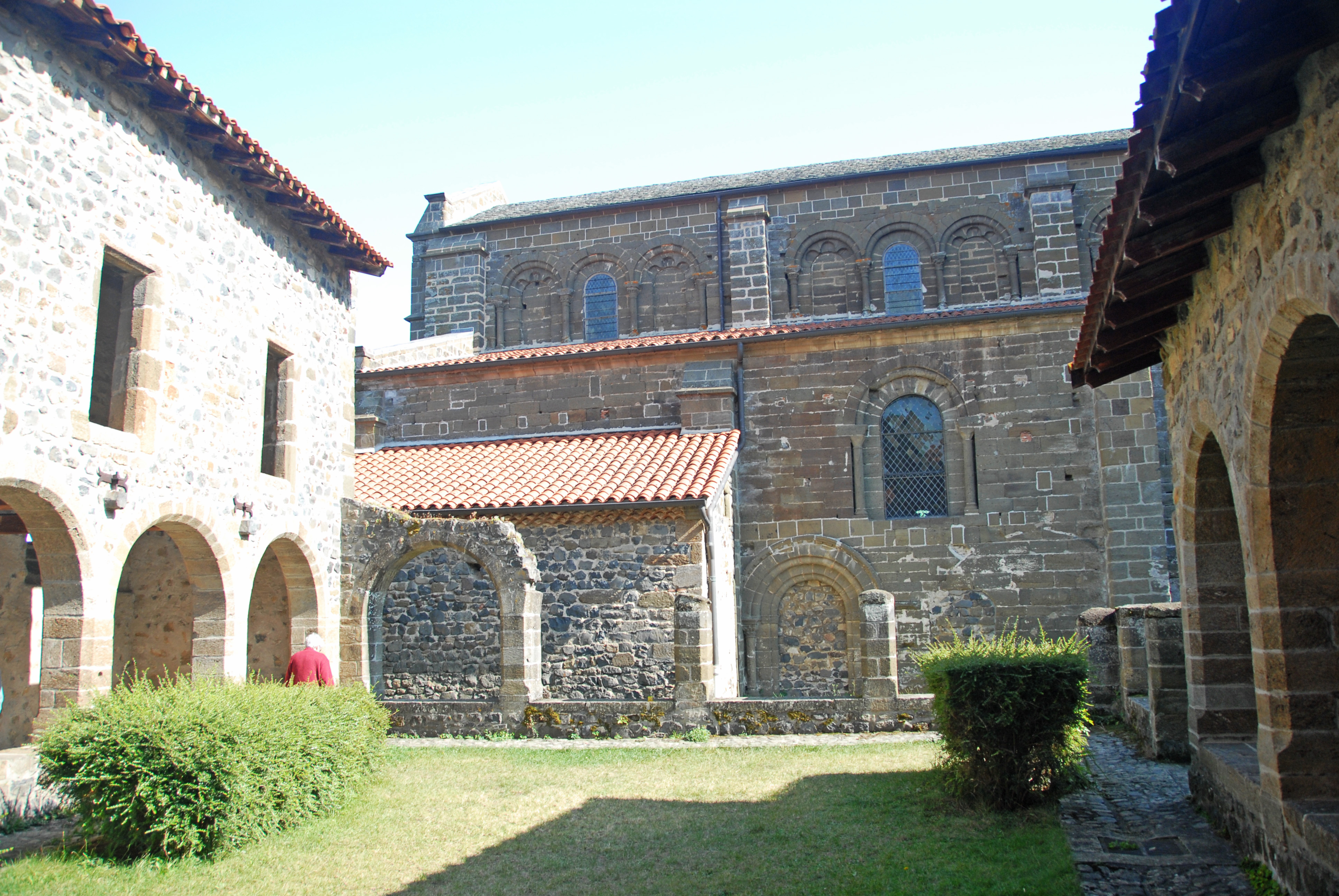
Südgalerie
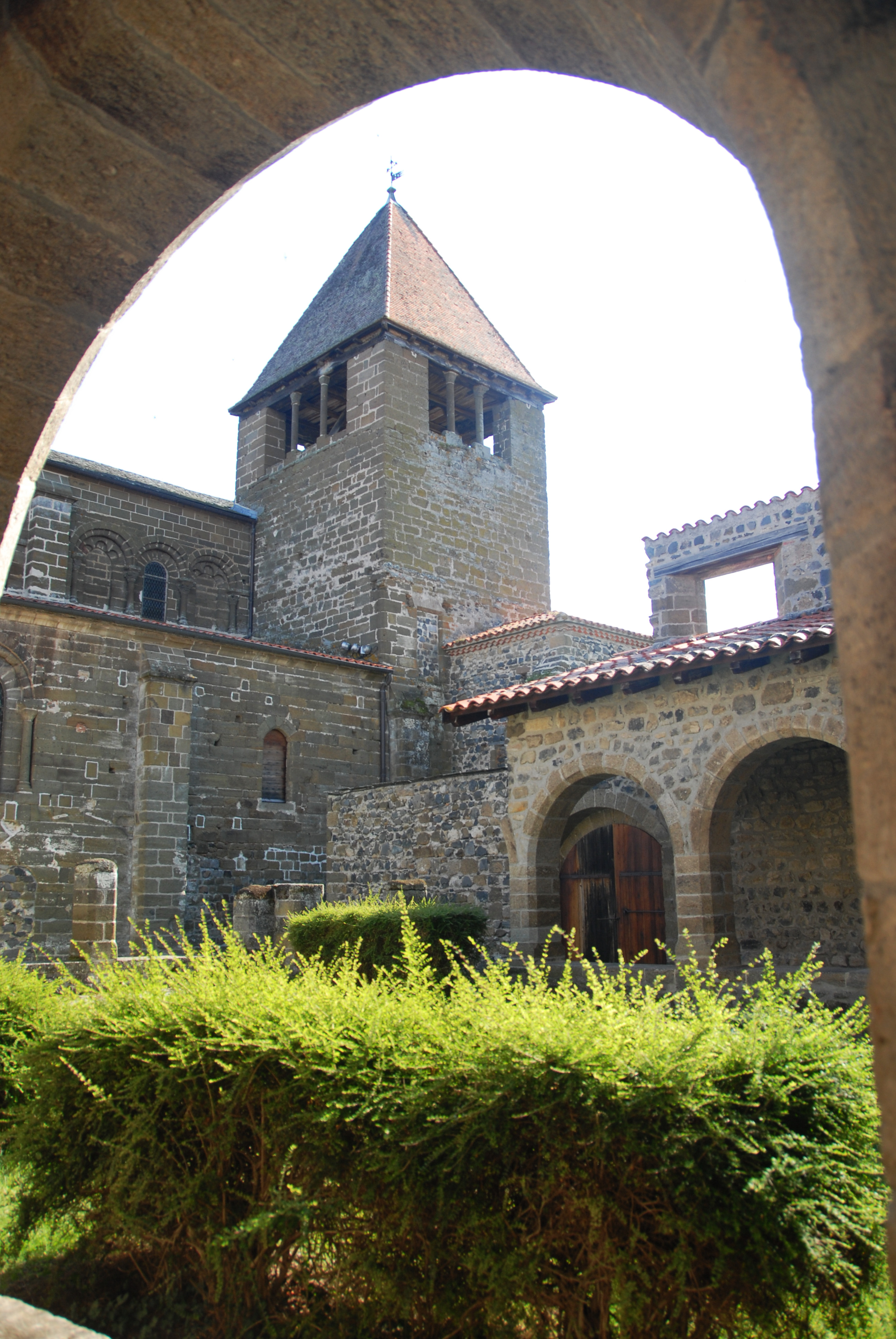
Kirchturm vom Kreuzgang

#### Weitere Konventsgebäude

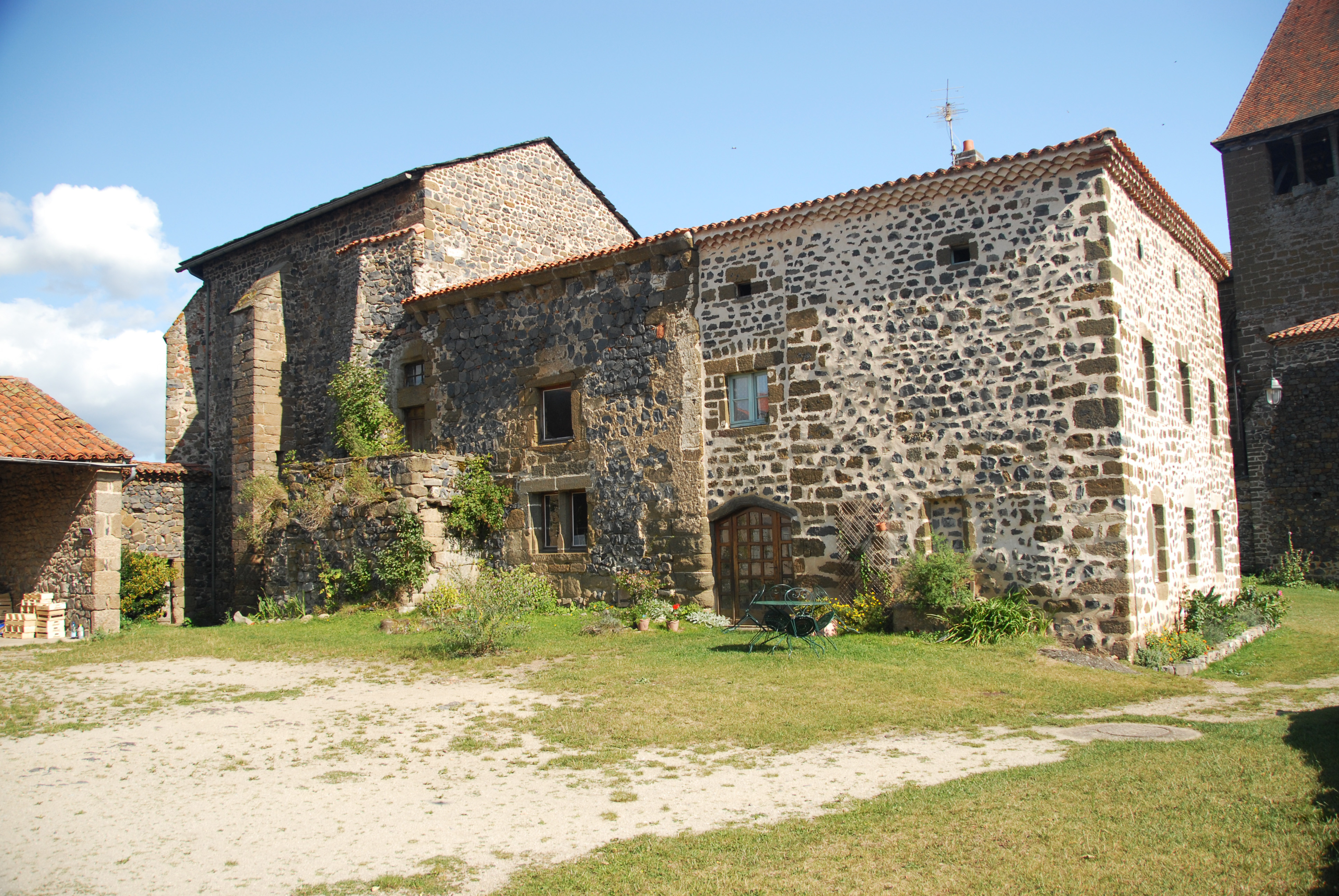
Chapelle Ste.-Anne, „Haus des Abtes“ u. a. Konventsgebäude v. N

Die Kreuzgangecke zwischen Nord- und Westgalerie wird umschlossen von zwei Konventsgebäuden, die zusammen einen L-förmigen Grundriss bilden. Das „Haus des Abtes“ schließt in gleicher Breite unmittelbar an die Westwand der Chapelle Sainte-Anne an und endet in Verlängerung der Außenwand der Westgalerie des Kreuzgangs. Ein zweites deutlich größeres Gebäude schließt daran an und verdeckt noch ein gutes Stück die Westgalerie. Die beiden Gebäude waren ursprünglich durch einen knapp zwei Meter breiten Abstand getrennt. Man erkennt das an den Mauerwerksstrukturen auf der Nordseite, die nachweisen, dass dieser Abstand nachträglich zugemauert worden ist. Auf der Südseite des zweiten Hauses ist dieser Abstand noch im Obergeschoss erhalten. Die Gebäude können heute nicht von innen besichtigt werden. Das „Haus des Abtes“ stammt aus derselben Zeit wie die sogenannte „Kapelle des Abtes“. Über Alter und Bedeutung des zweiten Gebäudes sind keine Belege bekannt.
Beide Gebäude besitzen zwei Geschosse mit rechteckigen Fenstern auf allen Außenseiten und ein Speichergeschoss mit kleinen Lüftungsluken in den senkrechten Wänden. Die unterschiedlichen Mauerwerksarten deuten auf unterschiedliche Erbauungszeiten hin.
Die Westwand des kleinen „Haus des Abtes“, seine einzige Außenwand, wurde im Wesentlichen aus Basaltprismen im unregelmäßigen Verband gemauert. Seine wenigen Fenster werden von großformatigen, vermutlich wiederverwendeten Werksteinen eingefasst, die teilweise profilierte Kanten aufweisen. Eine kleine Tür führt im Obergeschoss hinaus auf einen Terrassenvorbau aus Bruch- und Feldsteinen, zu der man über eine steile Treppe hinaufsteigen kann.
Das Gebäude wird von einem flach geneigten Satteldach überdeckt, das mit roten Hohlziegeln in römischem Format eingedeckt ist. Das ablaufende Regenwasser tropft von einer echten Traufe frei ab. Die Traufausbildung des Dachs besteht aus einem ausladenden Gesims, dessen Sichtkante kehlenartig ausgerundet ist. Es liegt mit seiner waagerechten Unterseite auf Kragsteinen, deren Vorderseiten nach unten abgeschrägt sind.
In diesem Gebäude wohnte im 15. Jahrhundert der Abt Jacques de Saint-Nectaire, der es für seinen persönlichen Gebrauch umbauen ließ. Er zeichnete vor allem für den Einbau des gotischen Kreuzrippengewölbes der Kirche und für den Neubau der Chapelle Sainte-Anne verantwortlich (siehe Abschnitt Geschichtliches). Er konnte aus seiner Wohnung die Kapelle auf kurzem Weg erreichen, und zwar über die Außentür im ersten Stock, die davor errichtete Terrasse und das Südportal.
Das heute daran anschließende Gebäude ist aus kaum zugerichteten Bruch- und Feldsteinen in unregelmäßigem Verband und meist kleinformatig gemauert. Die Bauwerkskanten und Öffnungseinfassungen sind aus großformatigen, besser zugerichteten Werksteinblöcken gemauert. Besonders auffallend ist die oberflächenbündige Verfugung der Steine mit weißem Mörtel, die zu starken und unregelmäßigen Ausuferungen der Fugenbreiten, sogenannten Wurstfugen, führt, die das Fugenbild ungewöhnlich stark betonen.
Das Gebäude wird von einem flach geneigten Walmdach überdeckt, das mit den gleichen Dachziegeln eingedeckt ist wie das Dach des Nachbargebäudes. Die untere Ziegelreihe liegt auf einem Traufgesims auf, das aus mehreren Schichten aus auskragenden Dachziegeln gebildet wird, die in Mörtel eingebettet sind.
In dem Gebäude waren vermutlich weitere Konventsräume untergebracht wie etwa: Kapitelsaal, Refektorium, Küche, Wärmeraum, Sprechraum, Krankenzimmer, Vorratsräume und andere.

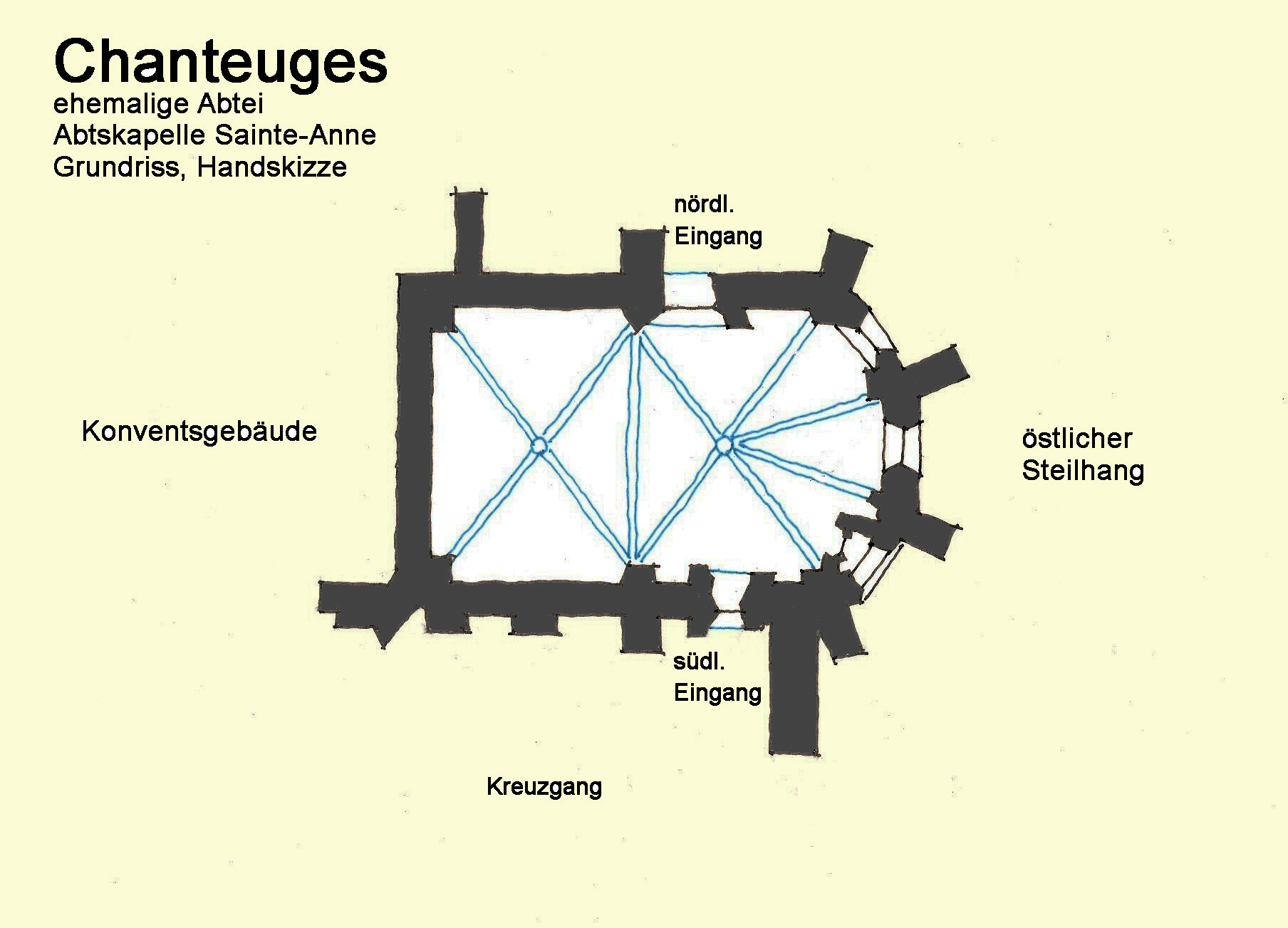
Ehem. Abtei, Kapelle Sainte-Anne, Grundriss, Handskizze

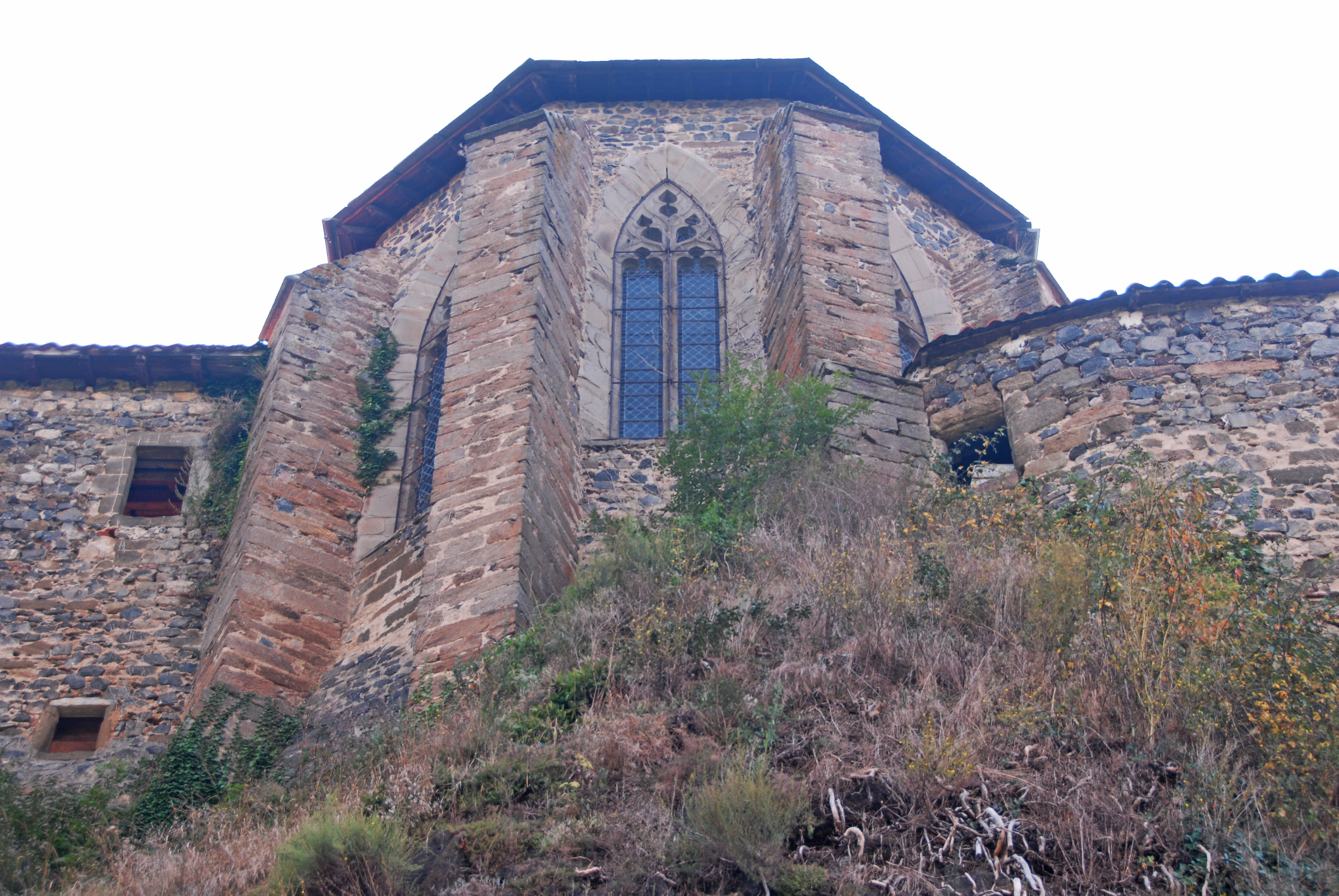
Chapelle Ste.-Anne, Chorhaupt

#### Chapelle Sainte-Anne

##### Abmessungen
Breite: 5,00 m Länge: 10,00 m

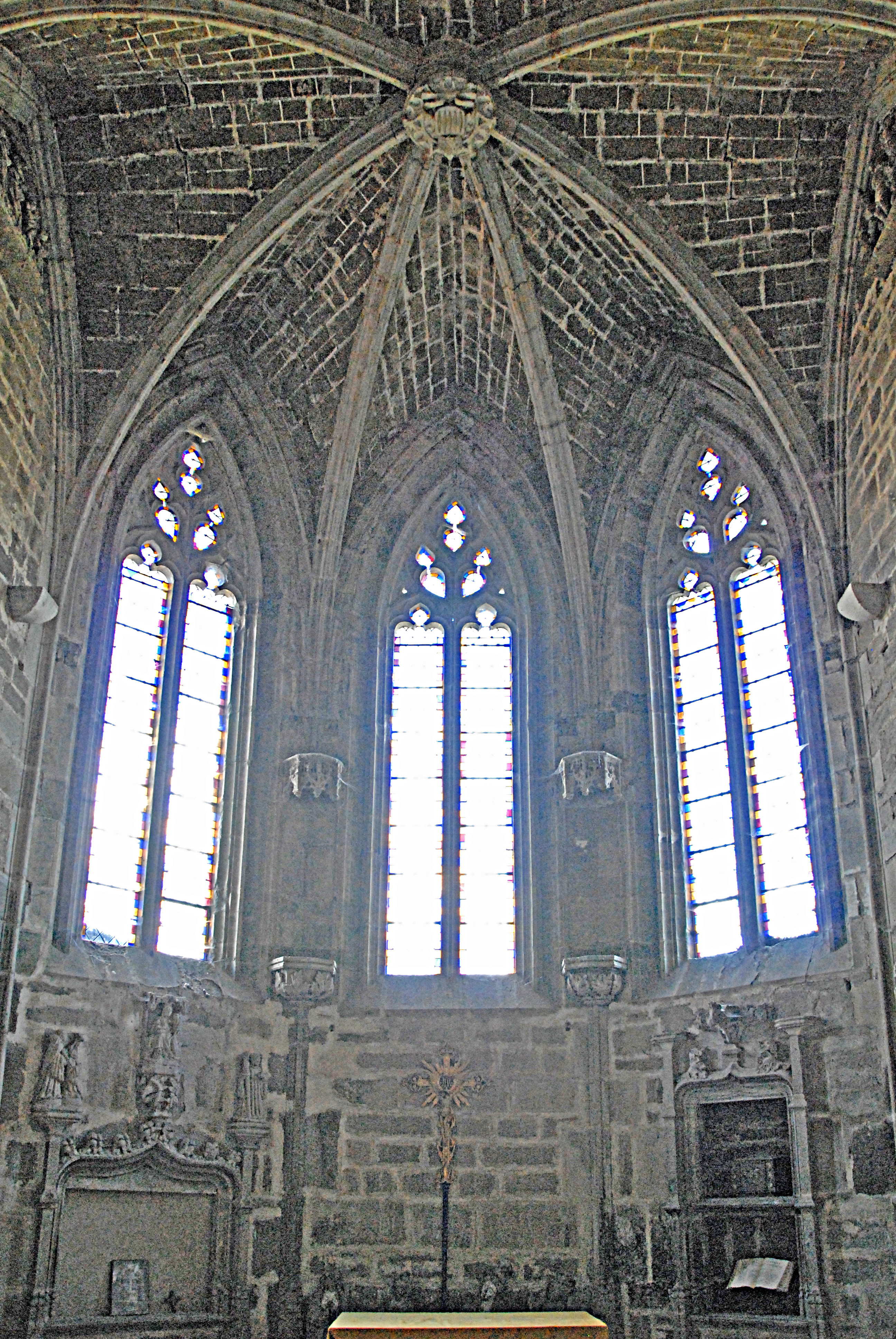
Chapelle Ste.-Anne, Chorapsis

Die in gotischem Stil konzipierte Chapelle Sainte-Anne wird auch die „Kapelle des Abtes“ genannt. Ihre Errichtung hat das Priorat Abt Jacques de Saint-Nectaire zu verdanken, der um die Wende vom 15. zum 16. Jahrhundert hier gelebt und baumeisterlich gewirkt hat. Ihm wird auch die nachträgliche Einwölbung der Kirche mit Kreuzrippengewölben zugeschrieben. Die Kapelle ließ er zum Gedenken an seine Schwester Anne bauen. Die Südwand der Kapelle bildet den Abschluss der Nordgalerie des Kreuzgangs am östlichen Ende, der sich dort mit einem schönen Portal aus dem Flamboyant in die Kapelle öffnet.

##### Äußere Erscheinung
Man erkennt von außen ein Schiff mit einem rechteckigen Grundriss, an das sich in ganzer Breite eine dreiseitige polygonale Chorapsis anschließt. Diese Apsis ragt gänzlich über die Verlängerung der Außenwand der Ostgalerie des Kreuzgangs hinaus. Die Traufhöhe liegt noch ein beachtliches Stück höher als die Firsthöhe der zweigeschossigen Ostgalerie. Das Schiff wird mit einem knapp dreißig Grad geneigten Satteldach überdeckt, an das sich über der Apsis ein Dach in Form einer halben achtseitigen Pyramide anschließt. Die Traufen kragen mit Sparrenköpfen ein gutes Stück aus und tragen kupferne Regenrinnen, die das Regenwasser kontrolliert ableiten.
Die vier Ecken der Apsis, die westlichen Gebäudeecken und etwa die Mitte des Schiffs werden von kräftigen weit ausladenden Strebepfeilern markiert, die teilweise den Steilhang hinunterreichen. Ihre steil abgeschrägten Oberseiten reichen bis knapp unter die Traufen.
In den drei Apsiswänden sind zwischen den Strebepfeilern schlanke, spitzbogige Fenster ausgespart. Sie werden von weit aufgespreizten Gewänden umgeben, die mit hellgrauen Werksteinplatten bekleidet sind. Die Fensteröffnungen werden von gotischem Maßwerk im Flamboyantstil dekoriert.

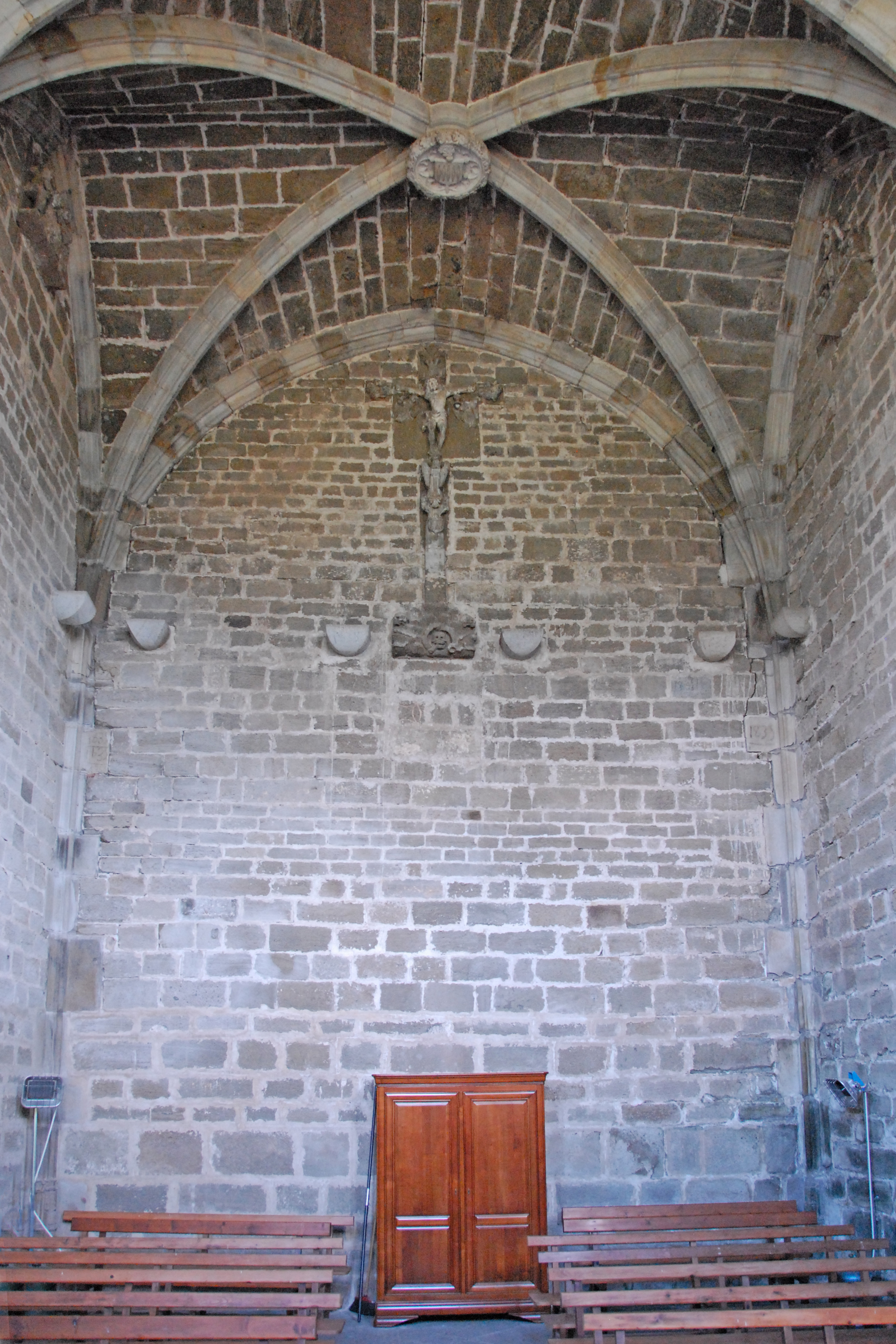
Chapelle Ste.-Anne, Westwand, Kreuzrippen- gewölbe Joch 1

##### Inneres
Der Grundriss besteht im Inneren aus einem Schiff in Form eines lang gestreckten Rechtecks, das am Ostende von einer polygonalen dreiseitigen Chorapsis abgeschlossen wird. Das Schiff gliedert sich in zwei Joche, das erste ist rechteckig, das zweite besteht aus einem nahezu gleich großen Rechteck, an das sich die zuvor beschriebene Apsis in gleicher Breite und ohne Zäsur anschließt.
Gewölbe, Wände und Fenster

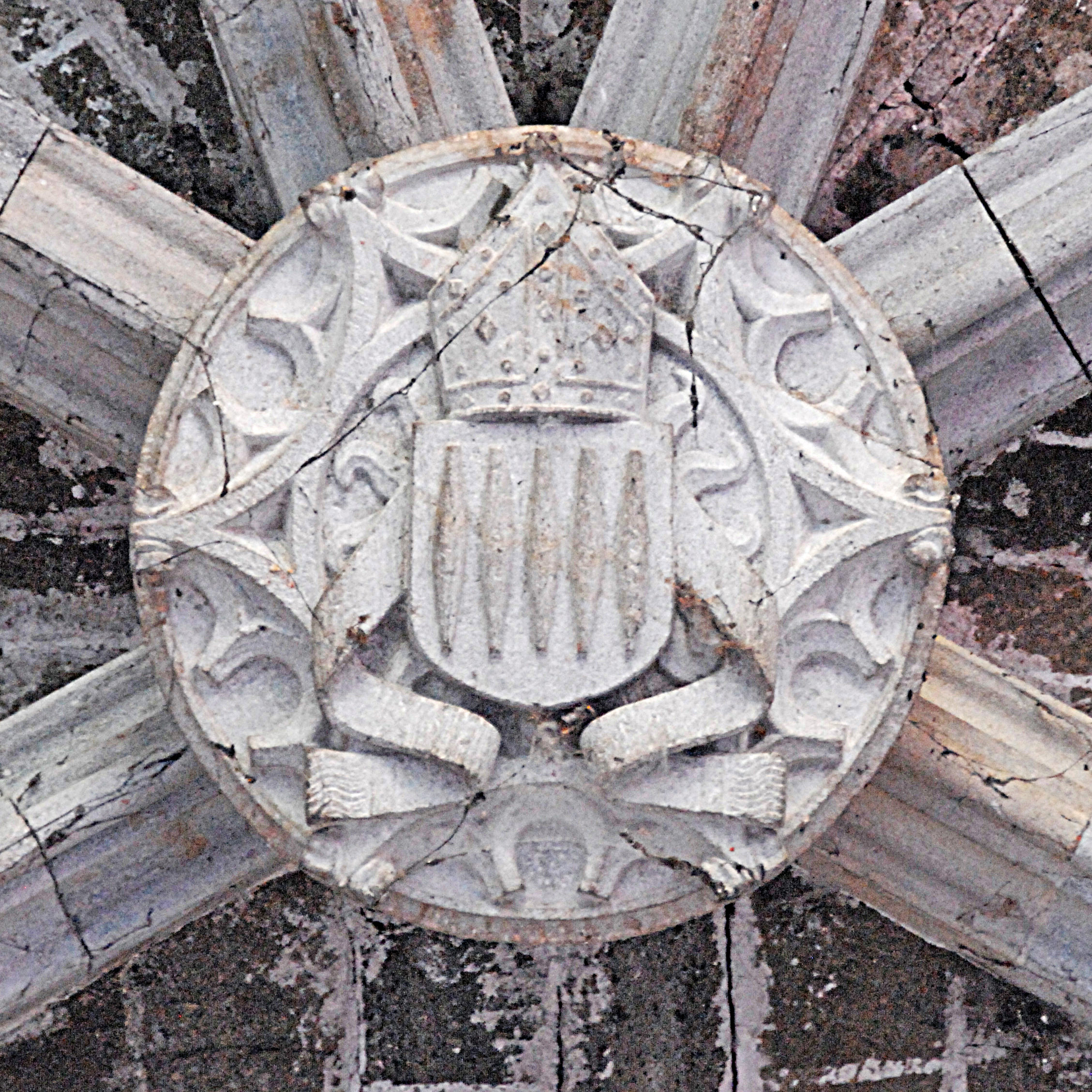
Chapelle Ste.-Anne, Schlussstein Joch 2

Die beiden Joche werden von je einem gotischen Kreuzrippengewölbe überdeckt, die von einem Untergurt in Form einer Rippe getrennt werden, die fast doppelt so breit, wie die übrigen Rippen, aber ähnlich profiliert ist. Der fast halbkreisförmige Bogen des Untergurts ist nur leicht angespitzt.
Das vierteilige Gewölbe des ersten Jochs wird von diagonal verlaufenden profilierten Rippen getragen, die sich in der Gewölbemitte in einem Schlussstein treffen, dessen Unterseite eine größere tellerartige Scheibe abdeckt. Im Innern der Scheibe befindet sich das Wappen des Abtes Jacques de Saint-Nectaire mit dem Rundstab (siehe etwas weiter oben), das von gotischem Maßwerk umgeben wird.

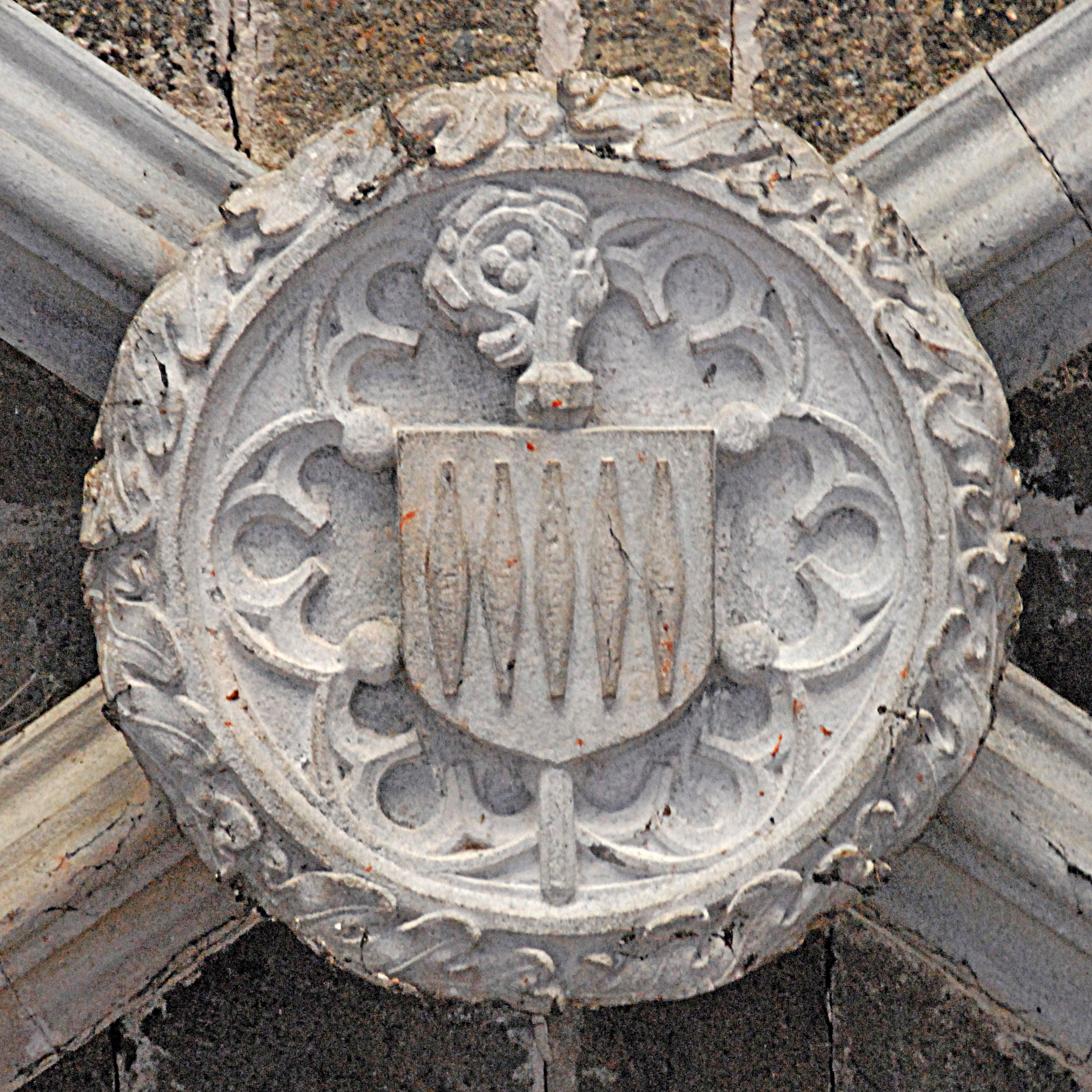
Chapelle Ste.-Anne, Schlussstein Joch 1

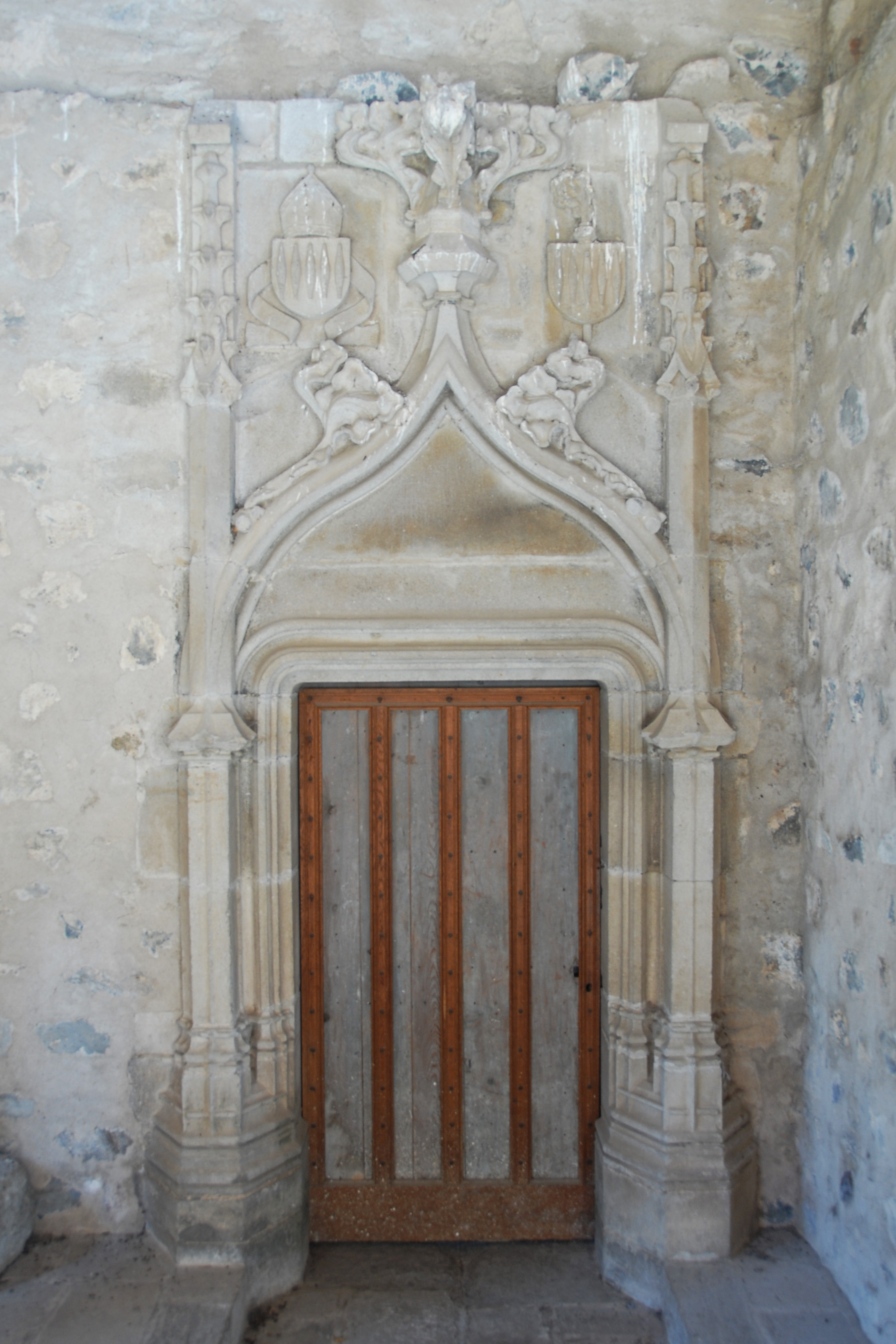
Chapelle Ste.-Anne, Südportal, Kreuzgangseite

Der rechteckige Teil des zweiten Jochs wird von den gleichen diagonalen Kreuzrippen getragen, mit einem ähnlichen Schlussstein. Das Wappenschild ziert aber die bekannte Mitra. Von dem gehen aber noch zwei zusätzliche Rippen ab zu den Knickpunkten der Apsiswände.
Die spitzen Schildbögen an den Seitenwänden, unter den Gewölbezwickeln, sind wie halbe Kreuzrippen profiliert, ebenso die Rippe an der Westwand, mit einer leicht angespitzten Rundung.
Alle Kreuzrippen gehen am unteren Ende ohne Zäsur in senkrechte rippenartige Profile über, die bis zum Boden reichen. An den Enden des Gurtbogens vereinigt sich dieser mit zwei Kreuzrippen.
Das Mauerwerk der Wände und Gewölbezwickel besteht aus sehr dunklen anthrazitfarbenen Werksteinen, die fast weiß verfugt sind.
Die drei spitzbogigen schlanken Fensteröffnungen in den Apsiswänden werden eingefasst von je zwei Viertelstäben und einer breiten Hohlkehle, die unmittelbar an die Gewölberippen anschließen. Die Öffnungen werden mit Maßwerk im Flamboyantstil ausgefüllt.
Portale

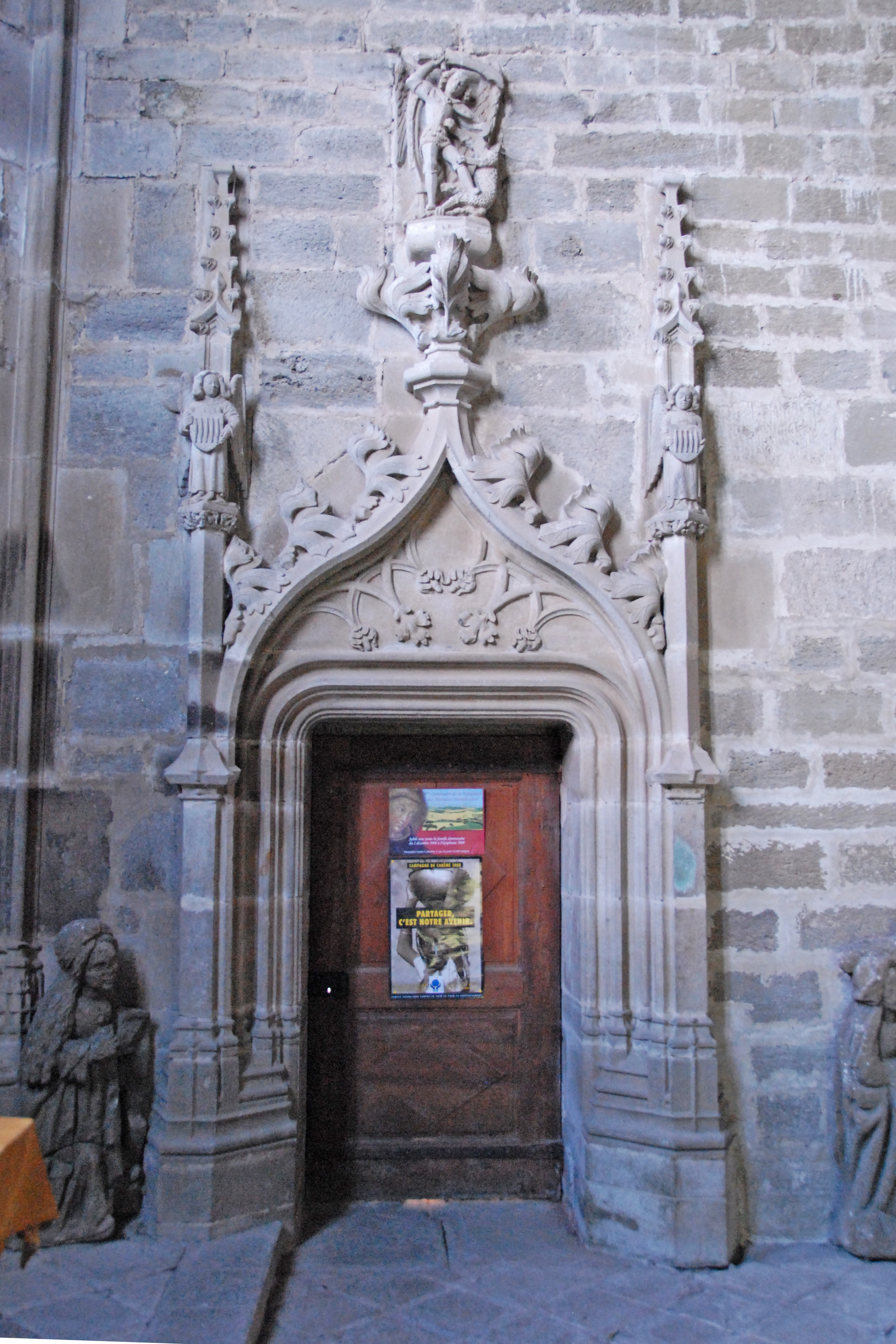
Chapelle Ste.-Anne, Südportal

Die Portale wurden in den Jahren 1836 und 1867 restauriert. Dabei hat man ihnen auf den Innenseiten oberhalb der Gestaltungselemente einige hier wiederverwendete Reliefs hinzugefügt, die vermutlich aus der Kirche des 12. Jahrhunderts stammen.
Das Südportal weist bereits auf der Kreuzgangseite eine üppige Dekoration auf. Die rechtwinklige Türöffnung, mit gerundeten Ecken, wird mit einem vielfach profilierten Gewände umschlossen, das beidseitig von schlanken Pfeilern mit quadratischem Querschnitt flankiert wird, die mehrfach abgestuften Basen der Pfeiler und der Gewände stehen gemeinsam auf kräftigen Konsolen. Knapp unter Oberkante der Türöffnung enden die Pfeiler und es beginnen die Fialen mit basisartigen Verdickungen, auf denen glatte Schäfte aufragen, die von spitz zulaufenden pyramidenförmigen Riesen (Helme von Fialen) bekrönt sind, die mit Krabben geschmückt sind. Über der Türöffnung befindet sich ein elegant geschwungener profilierter, flacher Kielbogen, deren untere Enden aus den Schäften der Fialen hervorgehen. Das Bogenfeld ist leer. Aus den Bogenhälften, die sich in der Mitte in einer aufragenden Spitze treffen, treten oberseitig zwei große Kriechblumen hervor. Die Kielbogenspitze wird gekrönt von einer sich weit ausbreitenden Kreuzblume. Die Kreuzblume wird flankiert von zwei Wappen der Familie des Abtes Jacques de Saint-Nectaire, beide aus je einem Wappenschild mit fünf senkrechten, lang gestreckten Rauten (frz. fusées = Raketen). Hinter dem einen ragt ein Krummstab auf, hinter dem anderen eine Mitra.
Das Südportal ist innenseitig ähnlich dekoriert wie auf der Kreuzgangseite. Die vielfach abgestuften Gewände werden wieder von zwei Pfeilern flankiert, auf denen ebenso Fialen mit spitzen Riesen aufragen. Im oberen Teil der Schäfte steht je ein Engel, der das Wappenschild des Jacques de Saint-Nectaire in Händen trägt. Der Kielbogen geht aus den äußeren Profilen der Türgewände hervor, dessen Oberseiten sechs Kriechblumen tragen. Das Bogenfeld ist mit elegant gewundenen Girlanden und sich öffnenden Blumen dekoriert. Auf der Kielbogenspitze thront wieder eine ausladende Kreuzblume.

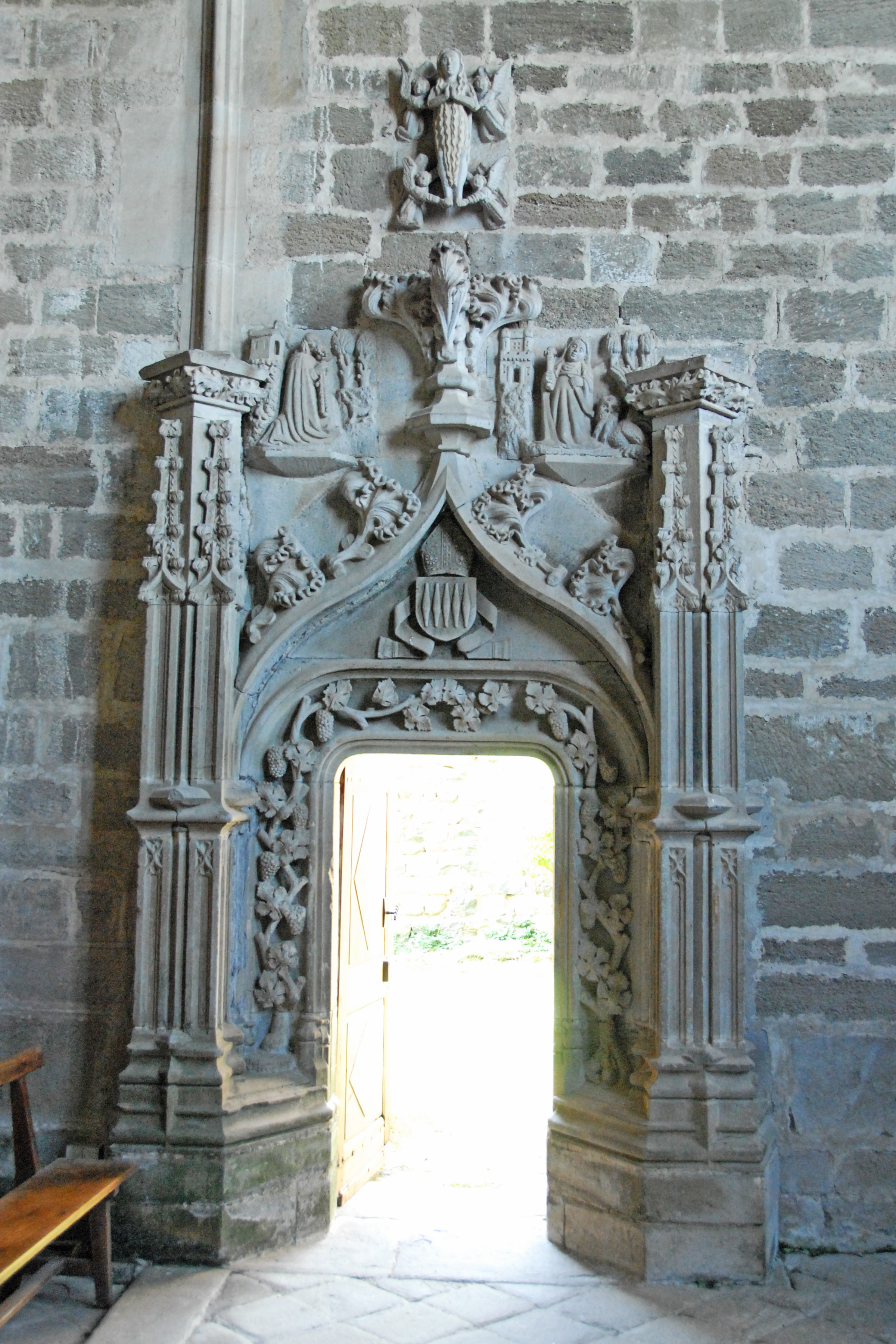
Chapelle Ste.-Anne, Nordportal

Unmittelbar darüber hat man im Zuge von Restaurierungsarbeiten im 19. Jahrhundert ein Relief eingefügt, das auf einer Konsole eine bewegte Szene zeigt: Der Kampf des Erzengels Michael gegen den Drachen. Der aufrecht stehende Engel in eiserner Rüstung holt mit einem Krummschwert in der Rechten zu einem heftigen Schlag aus. Den Drachen fixiert er dabei mit dem linken Fuß auf dem Boden und hält ihn mit der Linken fest. Der Kopf des Drachen ist zerstört.
Das Nordportal ist innenseitig wesentlich aufwändiger gestaltet als das Südportal. Die rechteckige Türöffnung mit gerundeten Ecken wird von einem breiten Band umschlossen, dessen Ränder mehrfach profiliert sind. In dem Band winden sich zwei Weinreben mit reifen Trauben aufwärts und treffen sich in der Türmitte. Beidseitig des Bandes ragen über die beiden breiten kniehohen Konsolen zwei kräftige, im Querschnitt quadratische Pfeiler auf, deren freie Kanten nach vorne und zur Seite weisen. Sie enden etwas über der Spitze des Kielbogens mit kapitellartigen Abdeckungen. Vor den beiden vorderen Seiten der Pfeiler sind im Querschnitt schlankere, dreieckige Pfeiler vorgeblendet, die ein Stück unter der Türoberkante in Schäfte und spitze Helme von Fialen übergehen. Die Seiten der Pfeiler und Schäfte weisen nischenartige Vertiefungen auf, deren Ränder fein profiliert sind. Die Riesen sind mit Krabben dekoriert. Über dem die Tür umschließenden Band windet sich elegant ein profilierter Kielbogen, auf dessen Oberseite vier Kriechblumen aufwärts streben. Die Mitte des Bogenfeldes füllt das Wappen des Abtes Jacques de Saint-Nectaire, aber das mit der Mitra. Auf der Spitze des Kielbogens thront eine kunstvoll gestaltete Kreuzblume mit einer achteckigen Fußplatte.
Beidseitig der Kreuzblume und darüber hat man nachträglich drei Reliefs eingefügt.

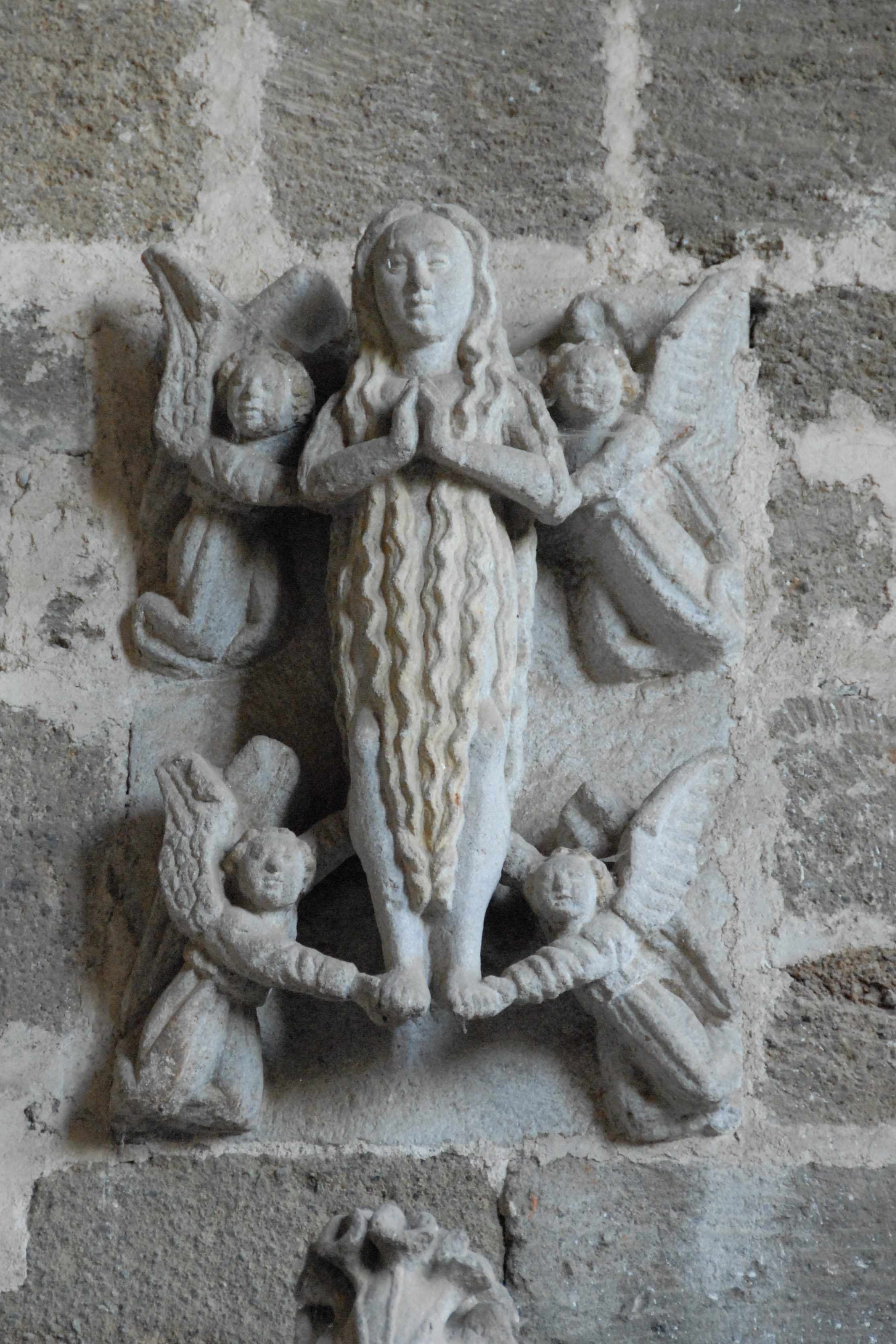
Nordportal, Levitation der Maria Magdalena

Das linke Relief stellt den Einsiedler Saint Gilles (heiliger Ägidius, * um 640; † 720) in kniender Haltung dar, der in den zum Gebet gefalteten Händen einen Rosenkranz trägt. Ihm gegenüber ruht eine Hirschkuh auf dem Boden, im Schatten von zwei Bäumen, die ihn nach der Legende mit ihrer Milch genährt haben soll. Im Hintergrund erkennt man eine kleine Kapelle, offensichtlich die Wohnstätte des Eremiten.

Wiederverwendete Reliefs in der Chapelle Sainte-Anne
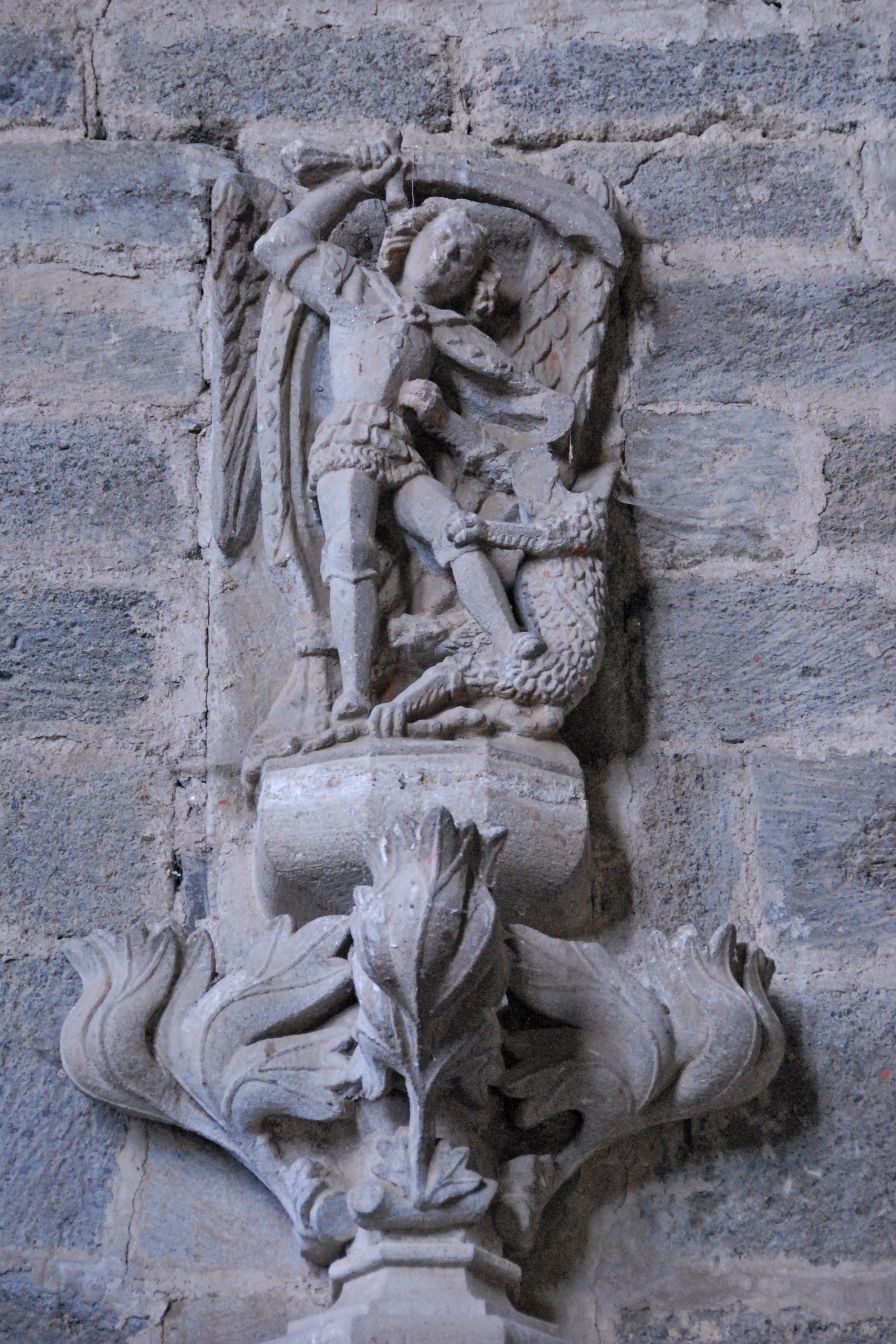
Südportal Erzengel Michael
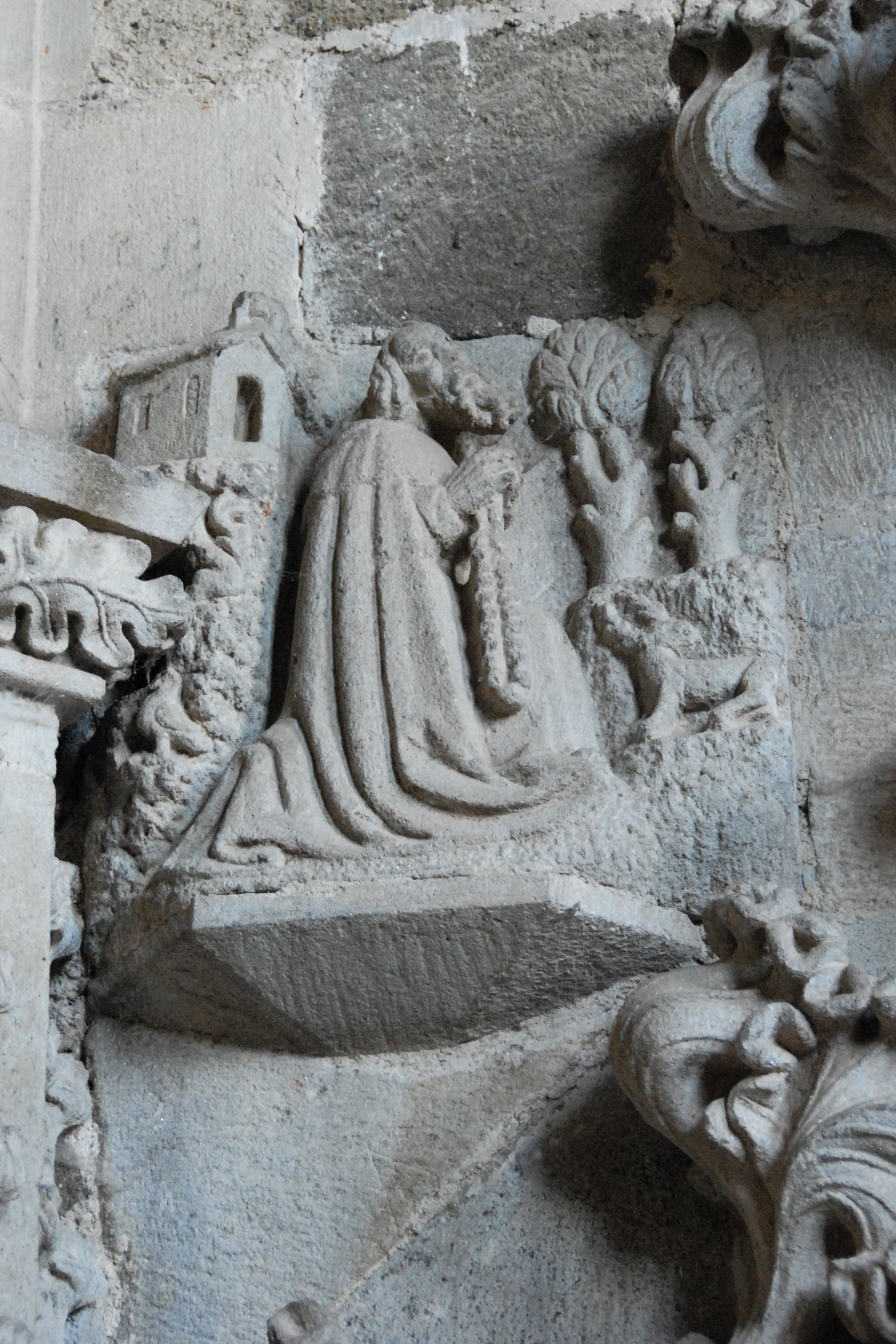
Nordportal St.-Gilles
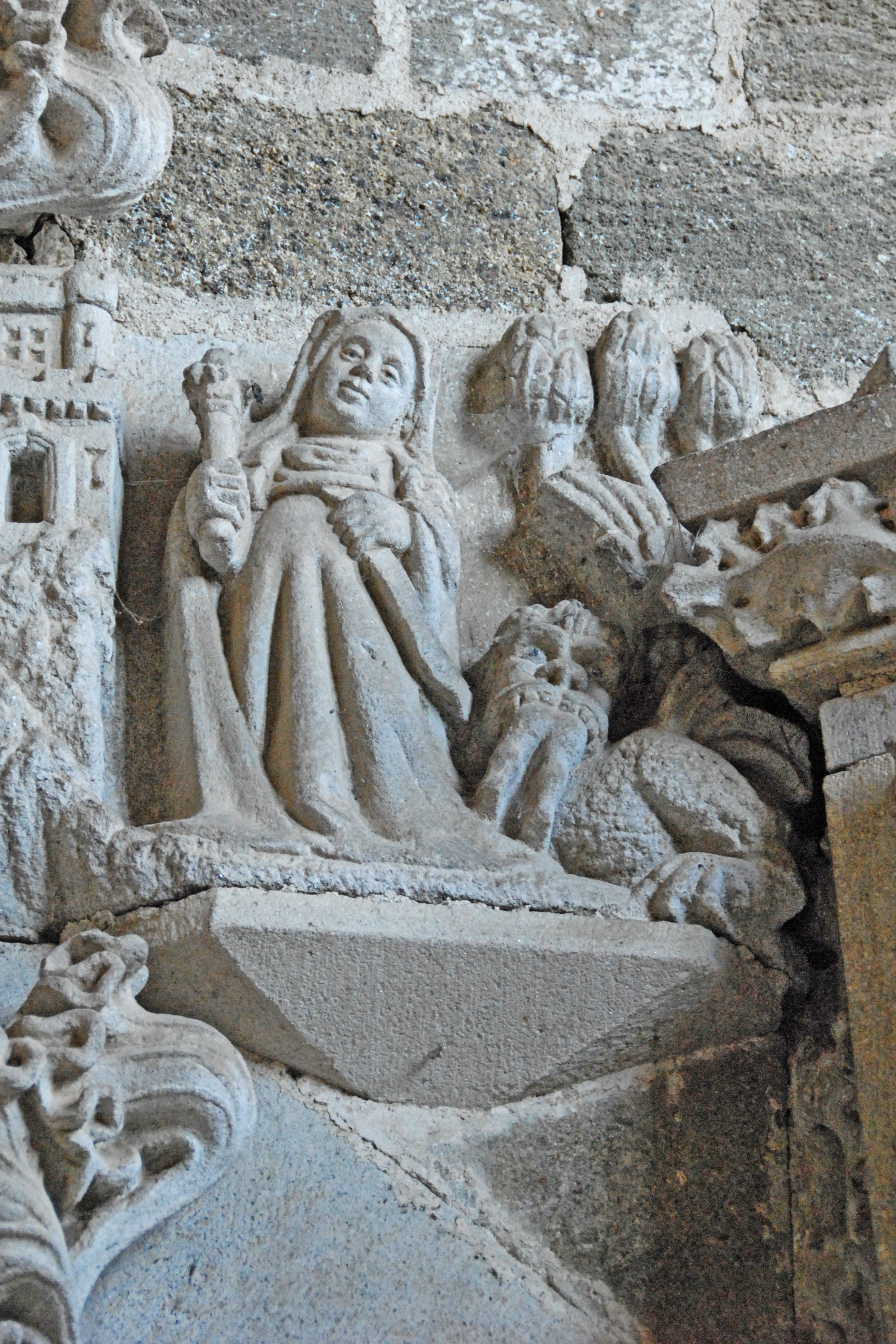
Nordportal, Die Hl. Martha mit der Tarasque

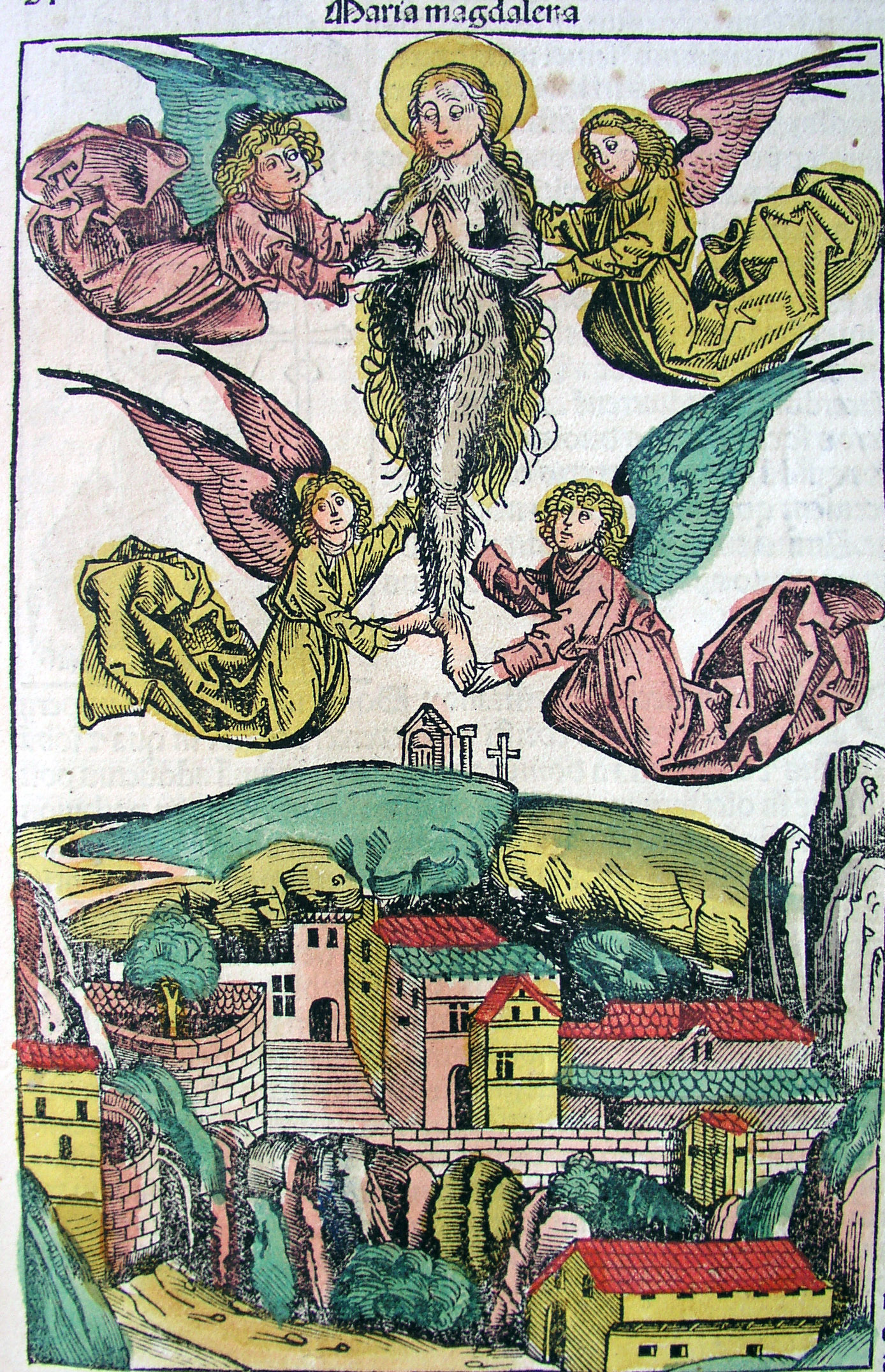
Ähnliche Darstellung Maria Magdalenas, in der Schedelschen Weltchronik, Stich vor 1493

Das rechte Relief zeigt die Legende von der heiligen Martha (frz. sainte-Marthe), in ihrer Rechten hält sie eine Art Zepter. Mit der Linken greift sie ein kräftiges Band, mit dem sie das Ungeheuer Tarasque gefesselt hat, welches von ihr gebannt (frz.exorcisant) zu Füßen liegt. Aus seinem Maul ragen noch die Beine des letzten menschlichen Opfers heraus. Im Hintergrund links erkennt man Teile einer wehrhaften Festung auf einer Felsklippe. Das könnte auf den Ort des Ereignisses hindeuten, nämlich auf die Stadt Tarascon am Ufer der Rhone. Im Hintergrund rechts sieht man drei große pflanzliche Strukturen, die den Blütenknospen von Artischocken ähneln.
Mit dem Relief über der Kreuzblume ist die sog. Levitation oder auch „Erhebung (frz. le ravissement) der heiligen Maria Magdalena (frz. sainte Madelaine) durch die Engel zu den 7 Gebetszeiten“ dargestellt. Dabei soll sie mit ihren leiblichen Ohren den Gesang der himmlischen Heerscharen aufgenommen haben.

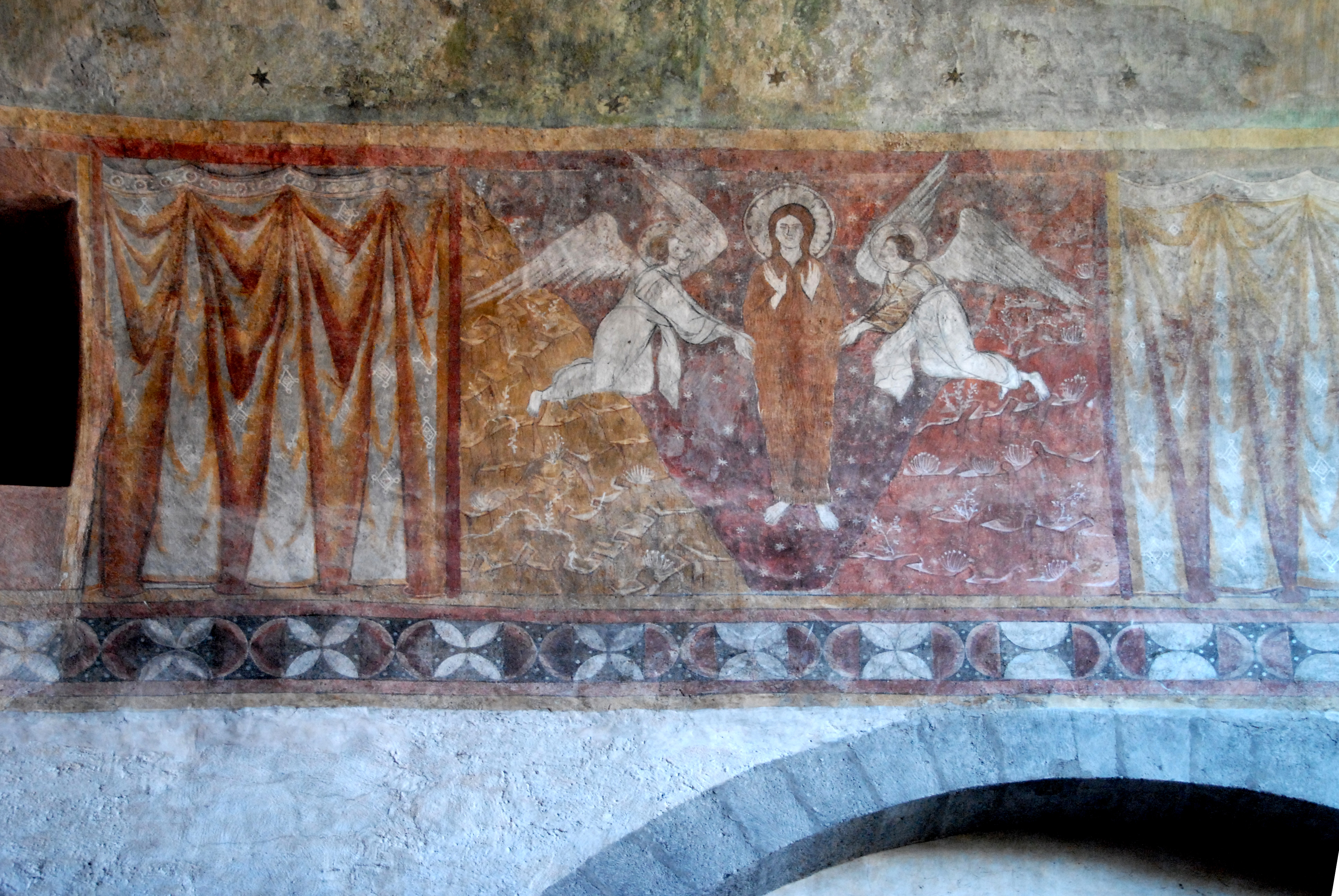
Abteikirche Lavaudieu, Fresko „Erhebung Maria Magdalenas durch 2 Engel“, 1315

Eine offensichtlich unbekleidete weibliche Person steht frontal zum Betrachter und faltet die Hände. Ihr Körper wird fast gänzlich bedeckt von ihrem wallenden offenen Haar, das ihr nahezu bis zu den Füßen hinab reicht. Sie wird empor getragen von vier kleinen Engeln, die mit ihren Händen die Füße und die Ellenbogen der Frau unterstützen. Ihr Antlitz zeigt einen „verklärten“ Blick mit zur Hälfte geschlossenen Lidern ihrer Augen. Die noch vorhandenen geringen Reste einer ehemals farblichen Fassung zeigen eine blonde bis leicht gelbliche Tönung ihrer Haare.
In der Kirche der kaum 25 Kilometer entfernten Abtei Saint-André in Lavaudieu gibt es auf der Südwand des Schiffs ein Freskenband, das auf 1315 datiert wird, mit einer Szene desselben Themas. Dort bedeckt das fußlange Haupthaar den ganzen Körper Marias, ähnlich einem Pelzmantel.
Entsprechend der katholischen Tradition, wird Maria Magdalena mit der Sünderin, die Jesus die Füße salbt, gleichgesetzt und immer wieder mit wallendem, offenen Haar (als Kennzeichen einer Prostituierten) dargestellt.
Einbauten in den Apsiswänden

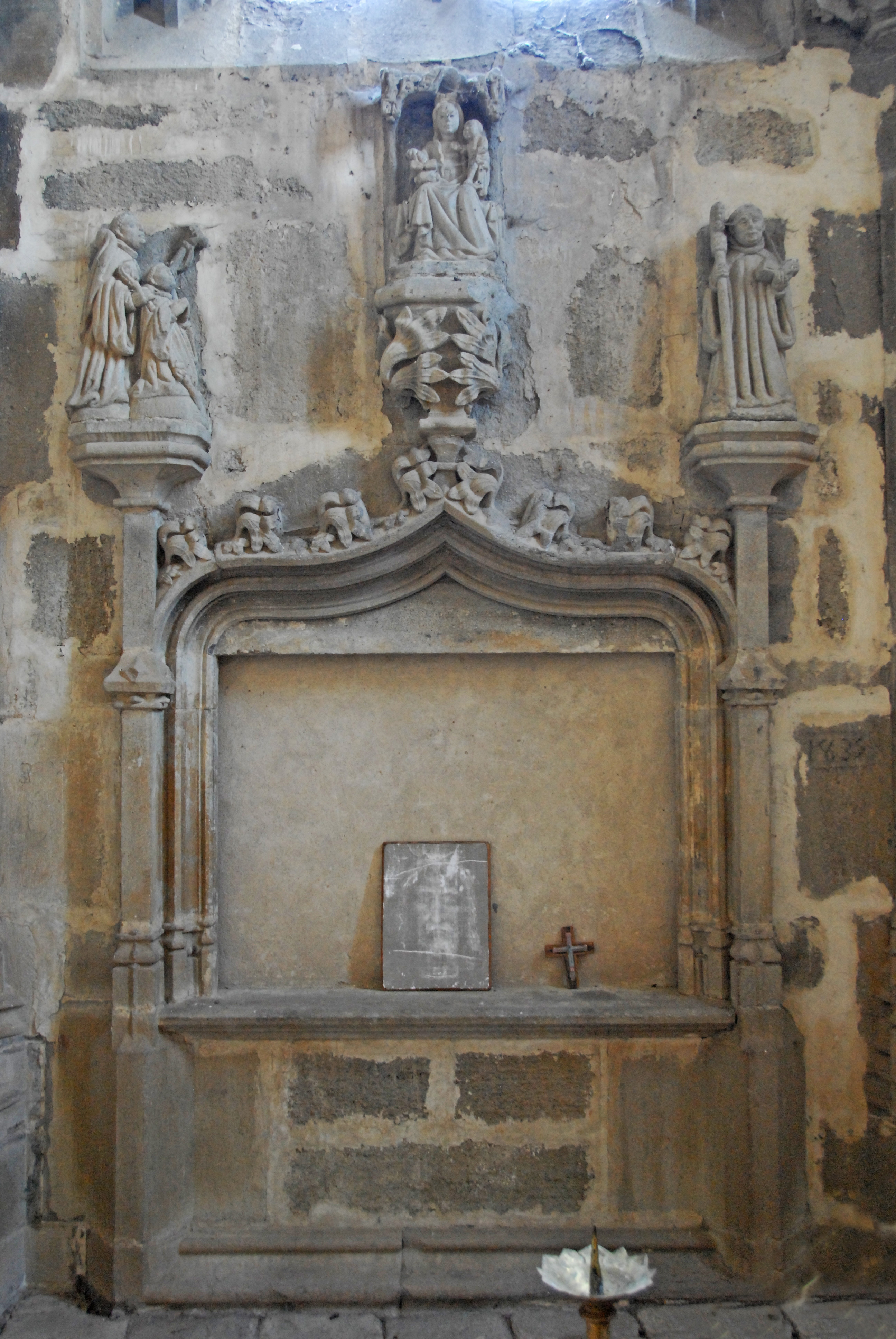
Chapelle Ste.-Anne, Bestattungsnische (unten)

Links der Mitte befindet sich in Bodennähe eine zugemauerte Bestattungsnische (frz. enfeu), wie sie häufig in den Wänden von Kirchen zu finden ist. Unmittelbar darüber ist eine flachgründige Nische, in Form eines liegenden Rechtecks, angeordnet, die vielleicht einmal mit einem Gemälde ausgefüllt war. Um diese Nische gruppieren sich gotische Dekorationselemente. Die seitlichen profilierten Gewände der Nische stehen auf einer auskragenden „Fensterbank“ und gehen am oberen Nischenrand in einen breiteren, extrem flachen Kielbogen über. Auf der Oberseite des Bogens sind insgesamt acht kaum geöffnete Kriechblumen angeordnet. Auf der Kielbogenspitze ragt ein Gebilde auf, das nur wenig an eine Kreuzblume erinnert. Es handelt sich eher um einen kapitellartigen Kern, um den sich Kriechblumen schlingen, auf denen oberseitig eine Kämpferplatte aufliegt.
Beidseitig der Nischengewände ragen oberhalb der Fensterbank im Querschnitt quadratische schlanke Pfeiler auf, die in zwei Abschnitte unterteilt sind. Der obere ist schlanker und kürzer als der untere Abschnitt. Vom Boden bis zu den Pfeilerbasen sind verbreiterte Konsolen eingefügt. Die Pfeiler reichen etwa in die Höhe der Kielbogenspitze und werden von weit ausladenden kapitellartigen Aufsätzen mit profilierten Kämpfern gekrönt.
Auf den drei Kämpferplatten sind figürliche Skulpturen installiert. In der Mitte thront frontal die heilige Anna mit ihrem Kind, der späteren Muttergottes, das auf ihrer linken Seite auf der Sitzfläche des Throns ihr zugewandt steht. Der Thron wird nischenartig eingefasst und seitlich von Säulen begrenzt. Eine aufwändig gestaltete Überdachung, in gotischen Stilelementen, schließt die Sitzgruppe nach oben ab. Anna trägt eine Kopfbedeckung, vielleicht eine Krone, und weist mit der Rechten in ein aufgeschlagenes Buch. Der Faltenwurf ihres fußlangen Gewandes erscheint schwungvoll elegant.

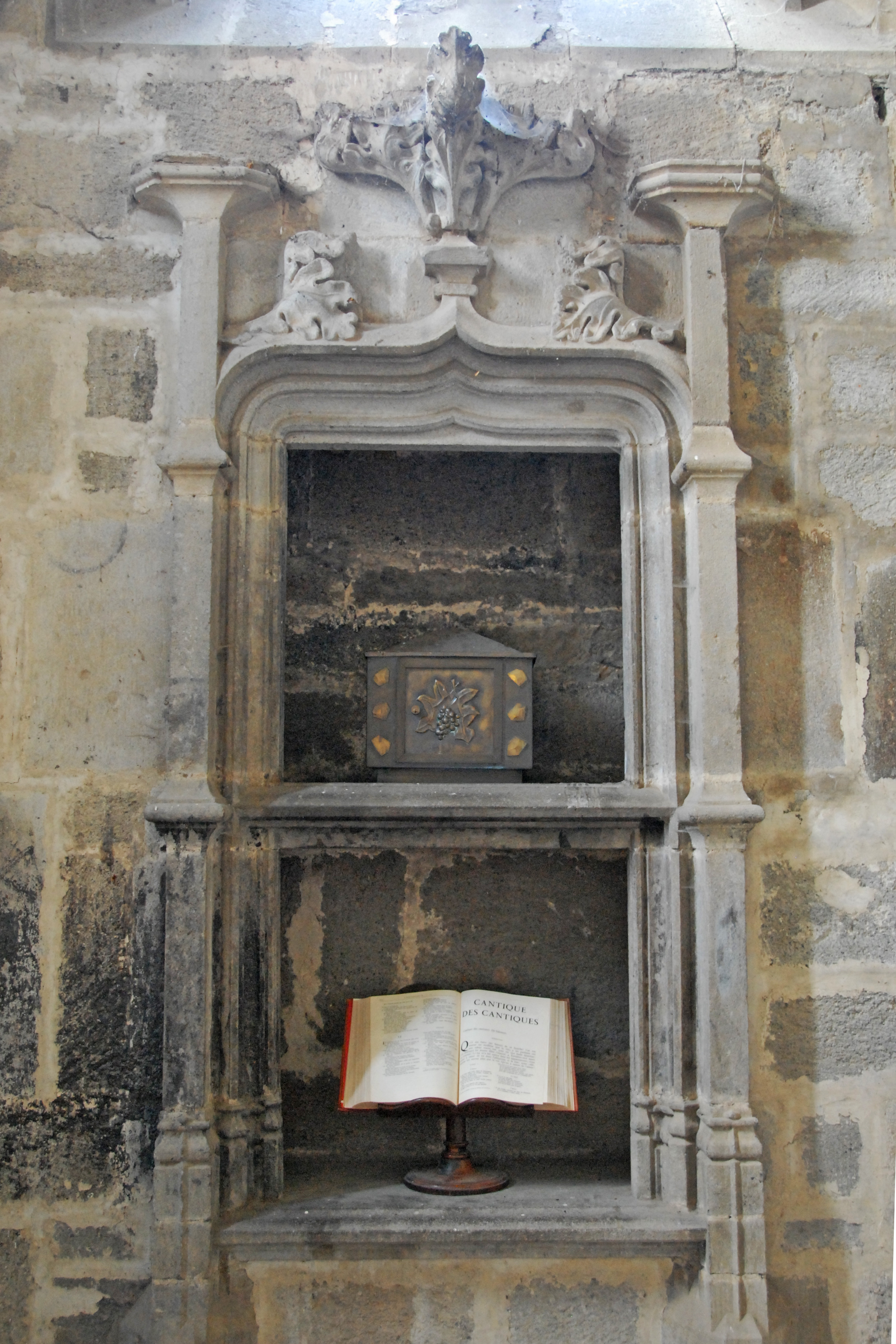
Chapelle Ste.-Anne, Ausstellungsnischen

Auf der linken Seite sieht man der heiligen Anne zugewandt zwei männliche Personen, an ihrer Kleidung und Haartracht als Mönche zu erkennen. Der vordere kleinere Mönch kniet nieder und faltet die Hände zum Gebet. Unmittelbar hinter ihm steht der größere und hält in der Rechten eine Art Zepter, vermutlich einen Weihwasserspender.
Auf der rechten Seite steht frontal zum Betrachter ein Mönch mit wallendem fußlangen Gewand und weiten Ärmeln. Mit der Rechten stützt er sich auf einen Krummstab, der ihn knapp überragt. In der anderen Hand hält er ein nach oben geöffnetes Buch, bereit daraus zu lesen. Es handelt sich offensichtlich um einen Abt, vermutlich um Abt Jacques de Saint-Nectaire.
Rechts der Mitte der Apsis befinden sich übereinander zwei tiefere fast quadratische Wandnischen, deren seitliche Gewände mit einer breiten Kehle und einem schlanken Viertelstab profiliert sind. Die Gewände stehen mit ihren Basen auf einer Art Fensterbank, knapp über dem Fußboden. Die Nischen werden untereinander von waagerechten Profilen geteilt, die denen der Gewände ähneln. Unmittelbar über dem Rand der oberen Nischen schwenken die Gewändeprofile um 90° in die Waagerechte ab, um sich in Nischenmitte, leicht nach oben geschwenkt, zu treffen. Beidseitig der Nischen ragen vom Boden ausgehend schlanke quadratische Pfeiler auf, deren untere beiden Abschnitte gleich lang sind, der obere ist etwas kürzer und schlanker. Die Pfeiler enden oben mit weit auskragenden kapitellartigen Gebilden und profilierten Kämpferplatten. Aus den oberen Abschnitten der Pfeiler wachsen innenseitig Profile heraus, die dem oberen Gewändeprofil als „Kielbogen“ folgen. Auf der Oberseite des Bogens sind zwei Kriechblumen angeordnet. Die Bogenspitze wird bekrönt von einer weit ausladenden Kreuzblume. Die Nischen dienten einmal zur Aufbewahrung und zur Schaustellung von Kultgegenständen.

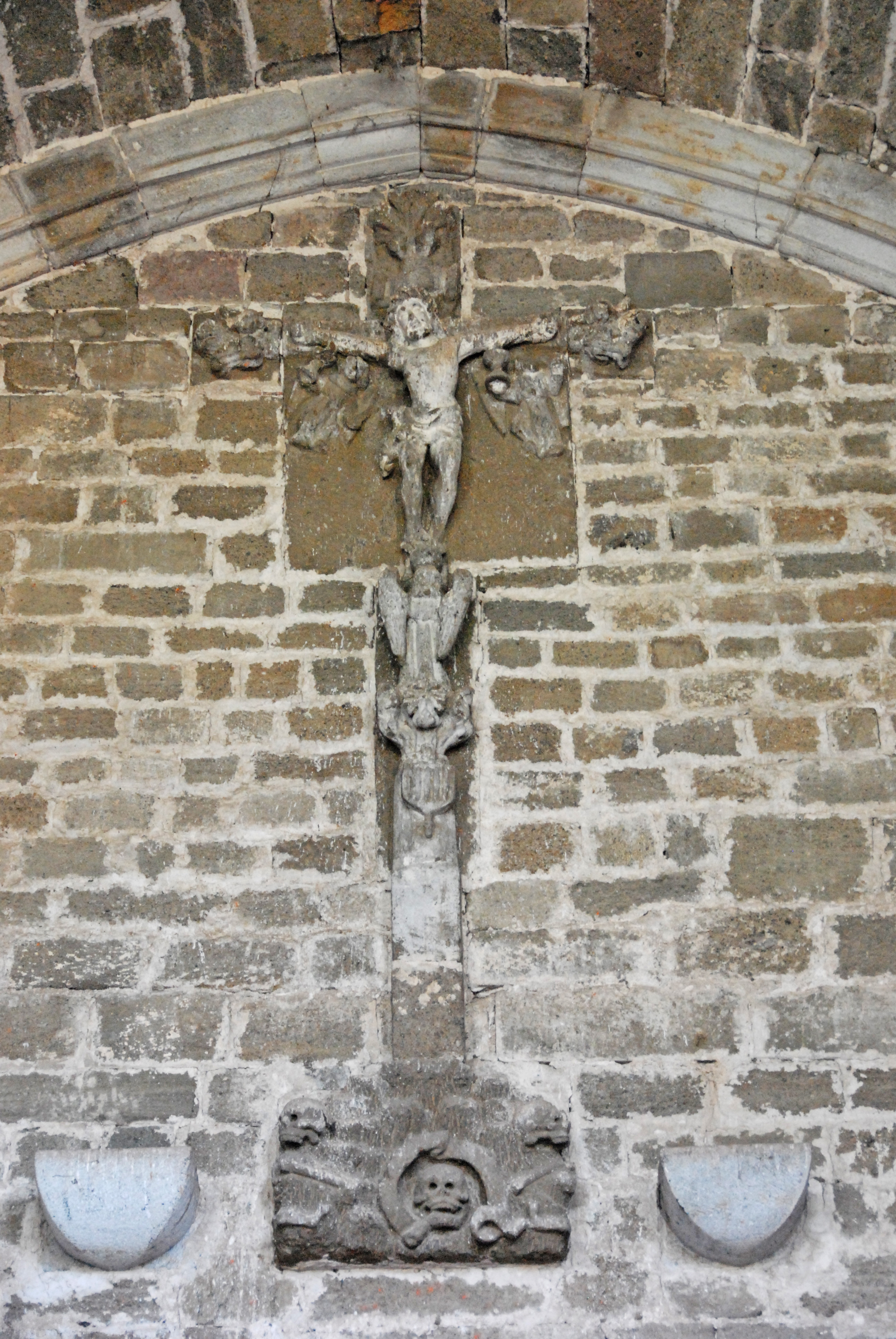
Chapelle Ste.-Anne, Triumphale Kreuzigung auf Golgota

Skulpturenensemble unter den Gewölben
Die hier wiederverwendeten Skulpturen unter den Scheiteln der Schildbögen und des Gurtbogens an der Westwand gehörten zu einem monumentalen Kreuzigungsensemble, das vermutlich im Vorgängerbau der heutigen Kirche präsentiert wurde.
Hoch oben und zentral in der Westwand ist eine „triumphierende Kreuzigung“ auf Golgota dargestellt, der sogenannten „Schädelstätte“ auf einem Hügel Jerusalems, auf dem Christus gekreuzigt worden ist. Mit weit ausgebreiteten Armen und der Dornenkrone auf dem Haupt wendet der Gekreuzigte seinen Blick himmelwärts. Sein Leib wird von Engeln an den Armen und von unten an den Füßen empor getragen. Das Kreuz ist von einer großen fast quadratischen Steinplatte hinterlegt. In Verlängerung der Kreuzbalken sind seitlich und oben Blattstrukturen angebracht. Der mittlere Engel steht auf einer Art Kreuzblume, unter der das Wappen des Abtes Jacques de Saint-Nectaire angebracht ist. Die Verlängerung des mittleren Kreuzbalkens reicht noch ein gutes Stück weiter abwärts, bis auf einen großen oberseitig gerundeten Steinblock, der die Schädelstätte Golgota symbolisiert. In seinem Zentrum blickt man in das „Gesicht“ eines strahlenden Schädels, der kreisförmig von einem breiten Textilband (vielleicht ein Schriftband) mit aufgerollten Enden umgeben ist. Seitlich von diesem Schädel befinden sich zwei weitere, die nach außen gewandt sind, und verstreut noch einige Knochen. Zwischen den Knochen und Schädeln sind flammenartige Strukturen zu erkennen.
Knapp unter den vier Schildbögen auf den Seitenwänden ist je ein Tiefrelief auf einer weit ausladenden Kragkonsole angebracht. Die große Höhenlage und der schlechte Blickwinkel erlauben es kaum, etwas von den Skulpturen zu erkennen. Es soll sich aber um Szenen der Geißelung, der Dornenkrönung, der Auferstehung und der Himmelfahrt Christi handeln.
Skulpturen auf dem Boden des Chors
Zu einem anderen Ensemble soll eine Folge von mehr als zwölf Statuen gehören, die rundum entlang den Chorwänden und neben den Portalen platziert sind. Davon sind acht durch Stürze von höheren Standorten stark verstümmelt worden. Ihre Anwesenheit in der Kirche ist noch für das Ende des 18. Jahrhunderts belegt, das heißt kurz nach der französischen Revolution (1789).
Es handelt sich bei den erhaltenen Statuen überwiegend um weibliche Personen, über deren Bedeutung die Quellen keine Auskünfte liefern.

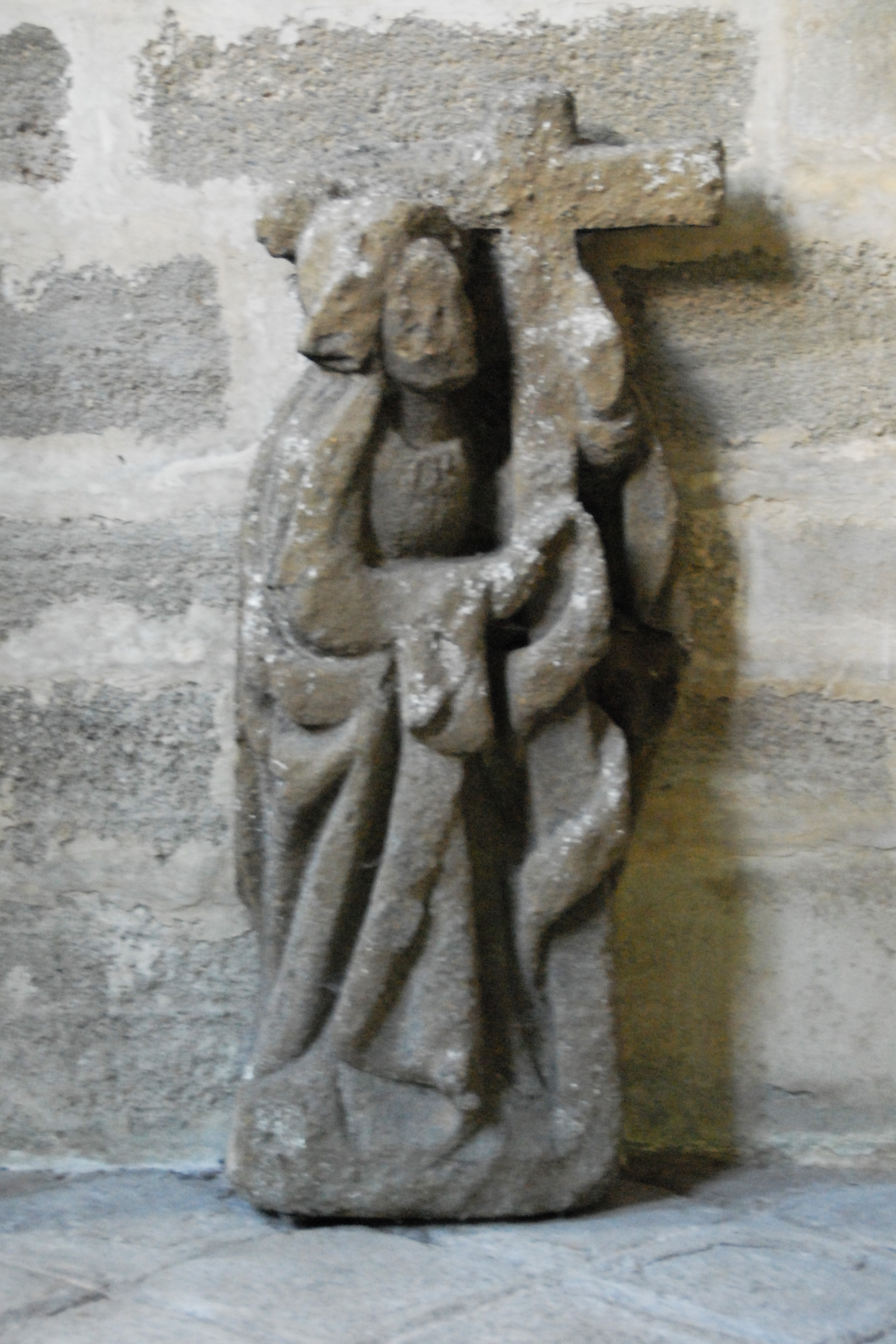
Frau stützt ein Kreuz, um den Stamm windet sich eine Schlange
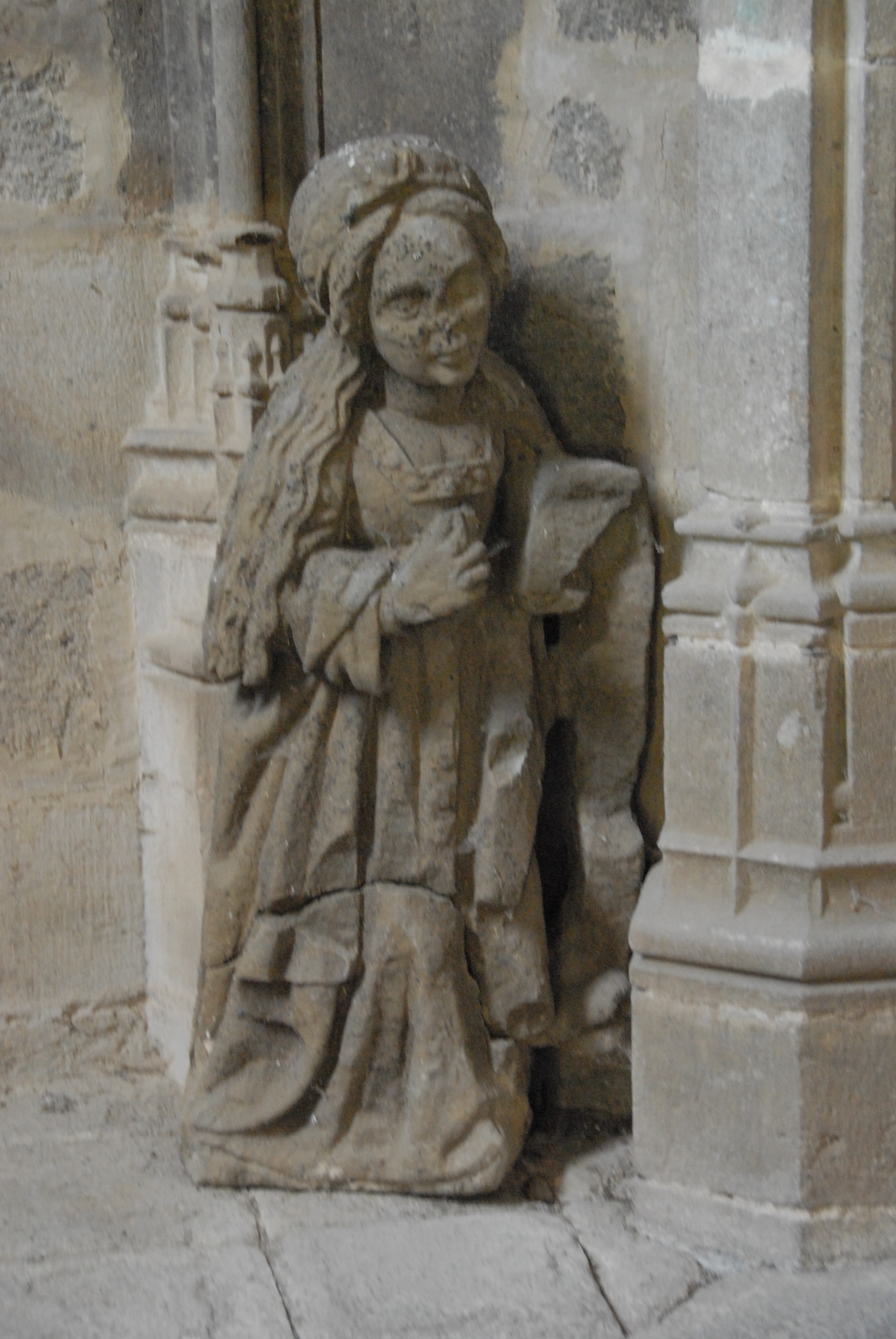
Elegant gekleidete Frau, mit Schriftband
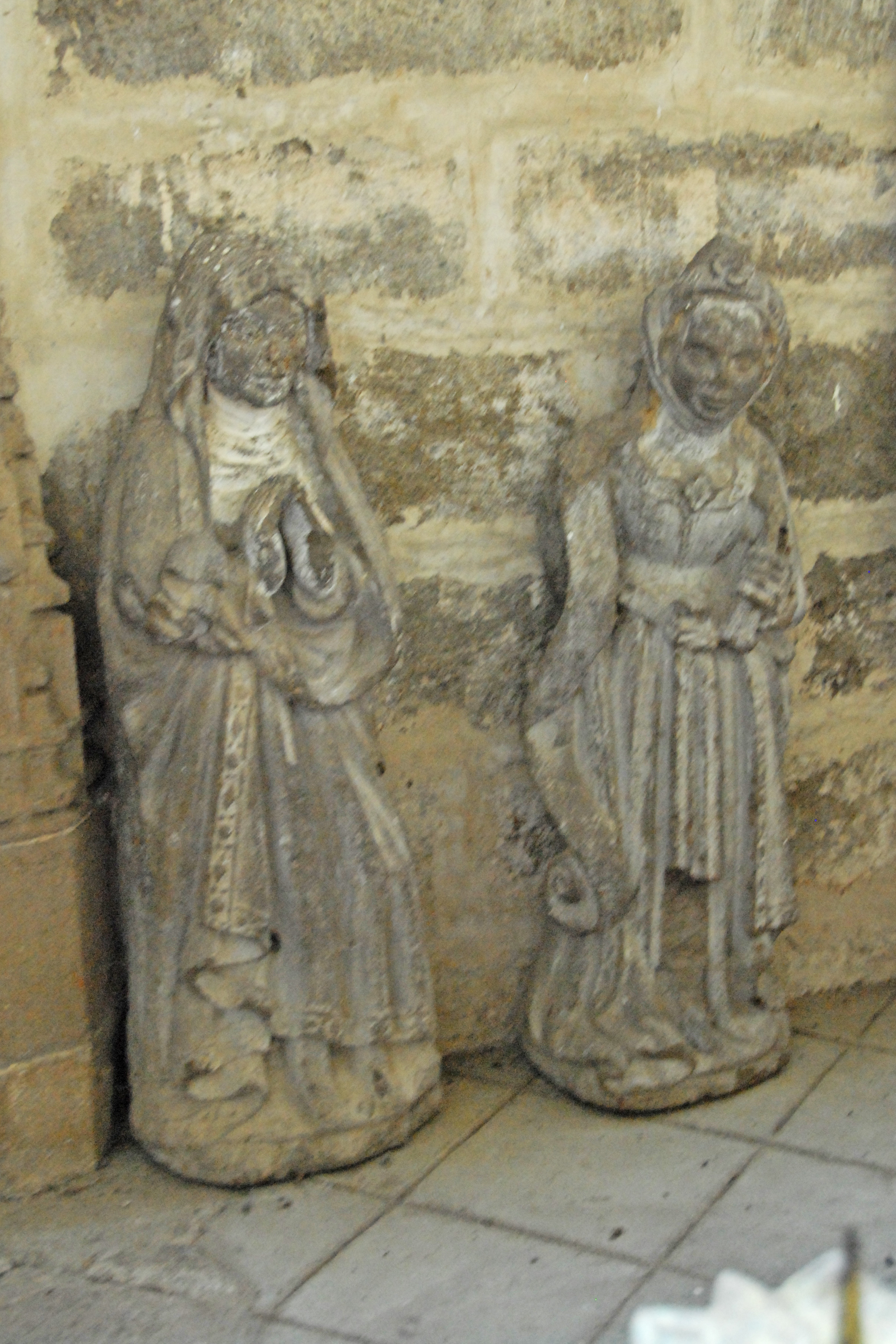
2 Frauen, eine betet, die andere hält Schriftband
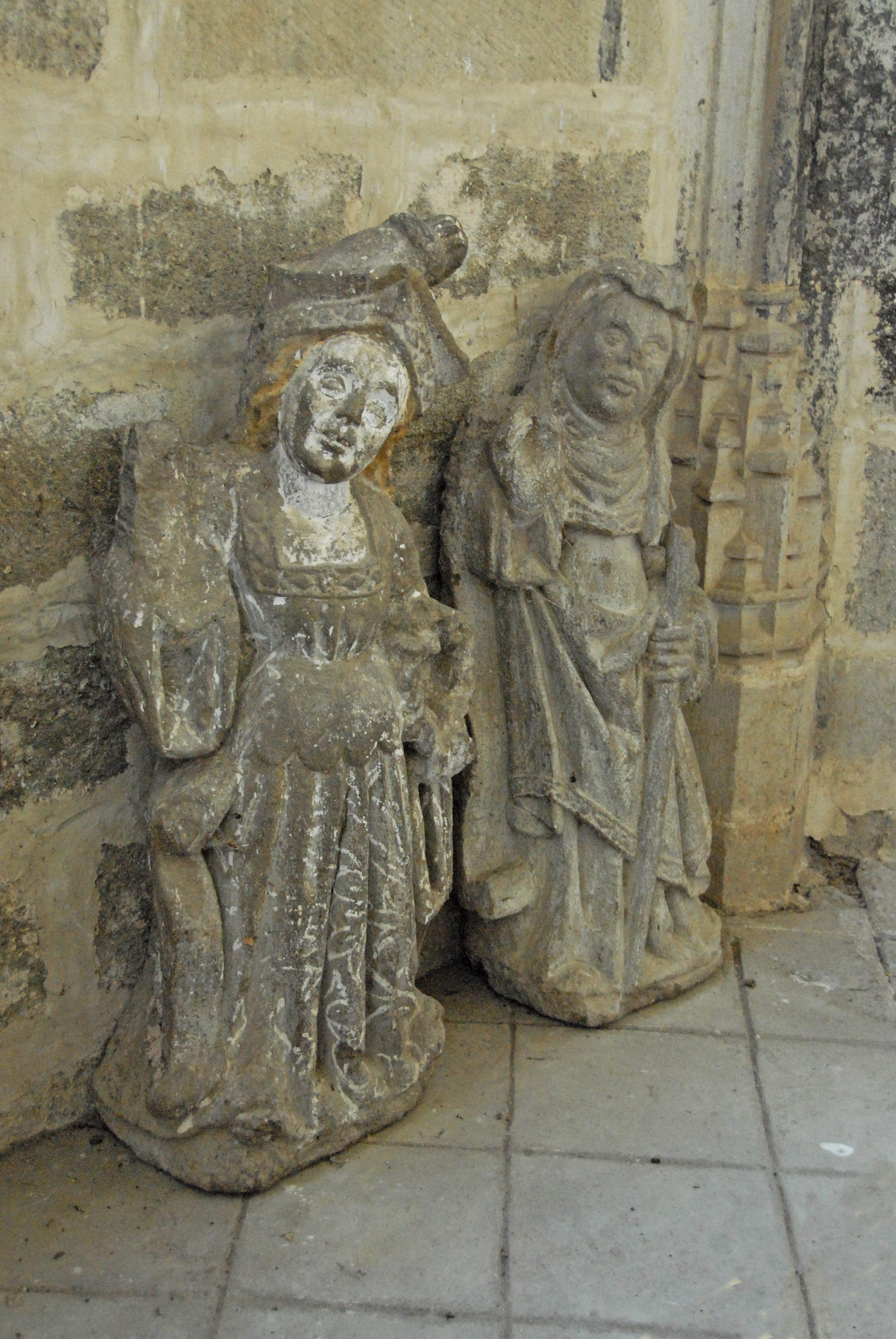
2 Frauen, die linke herrschaftl. gekleidet, die rechte mit Pilgerstab

### Weitere Gebäude

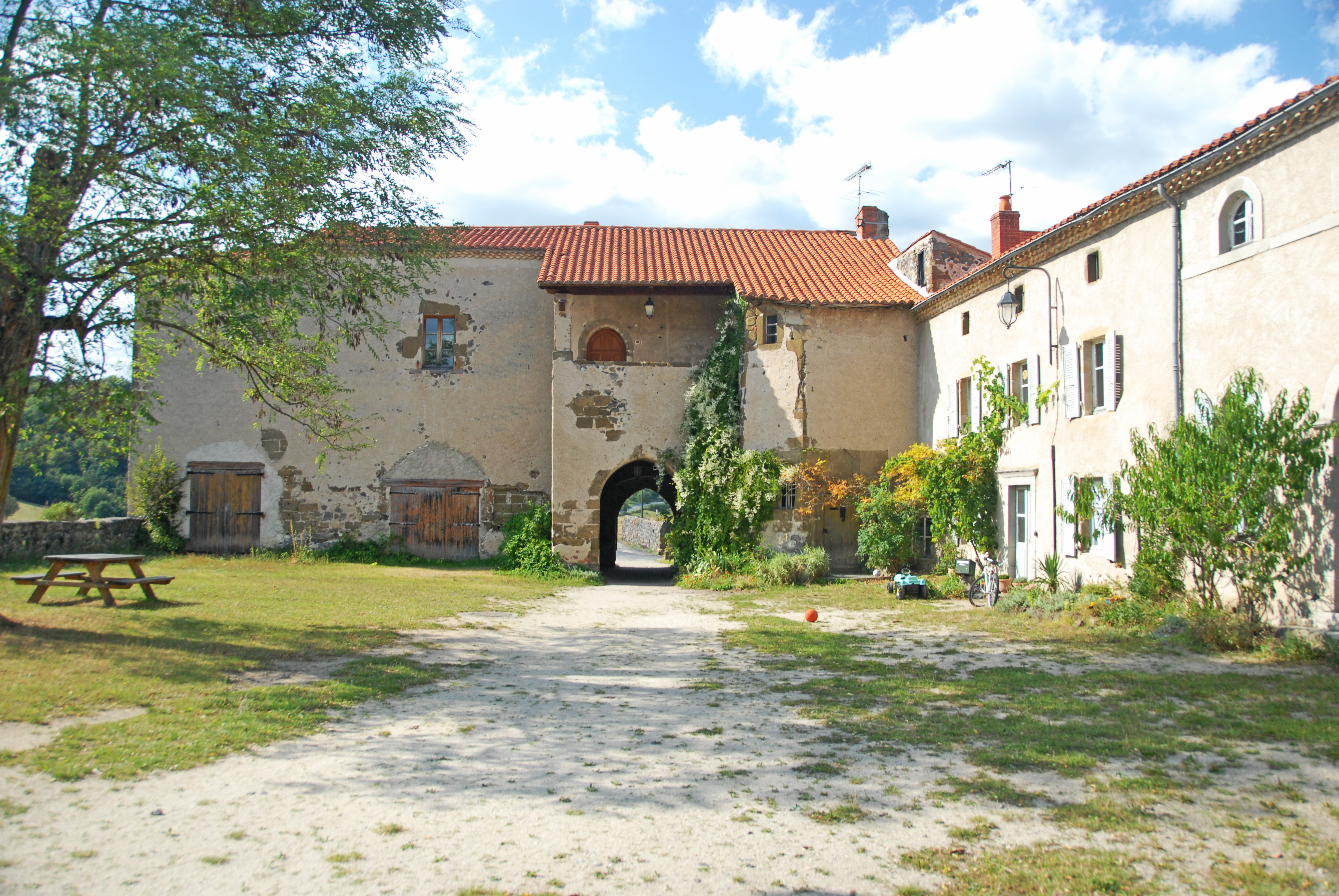
Eingangshof zum Priorat von S

Der östliche Teil des Basaltplateaus wird dominiert von einer geschlossenen Bebauung, die einen großen rechteckigen Hof auf der Ost- und Nordseite umschließt, der im Süden von den nördlichen Konventsgebäuden begrenzt wird. Auf der Westseite wird der Hof von der Brüstung der Wehrmauer abgeschlossen, die das Plateau in großen Teilen umschließt und abstützt.
Die Bebauung besteht überwiegend aus zweigeschossigen Häusern, teilweise mit einem durch Luken belüfteten Dachgeschoss. Hier wohnten einmal zivile Handwerker, Landarbeiter und andere Bedienstete des Klosters, mit ihren Familien. Es gab dort Räume für handwerkliche Tätigkeit und zur trockenen Aufbewahrung von Vorräten. Zweifellos sind die Gebäude später entsprechend den Anforderungen der nachfolgenden Nutzungen umgebaut worden. Heute werden sie privat genutzt. Der heutige Hof war Wirtschaftsfläche und sicher auch Nutzgarten.

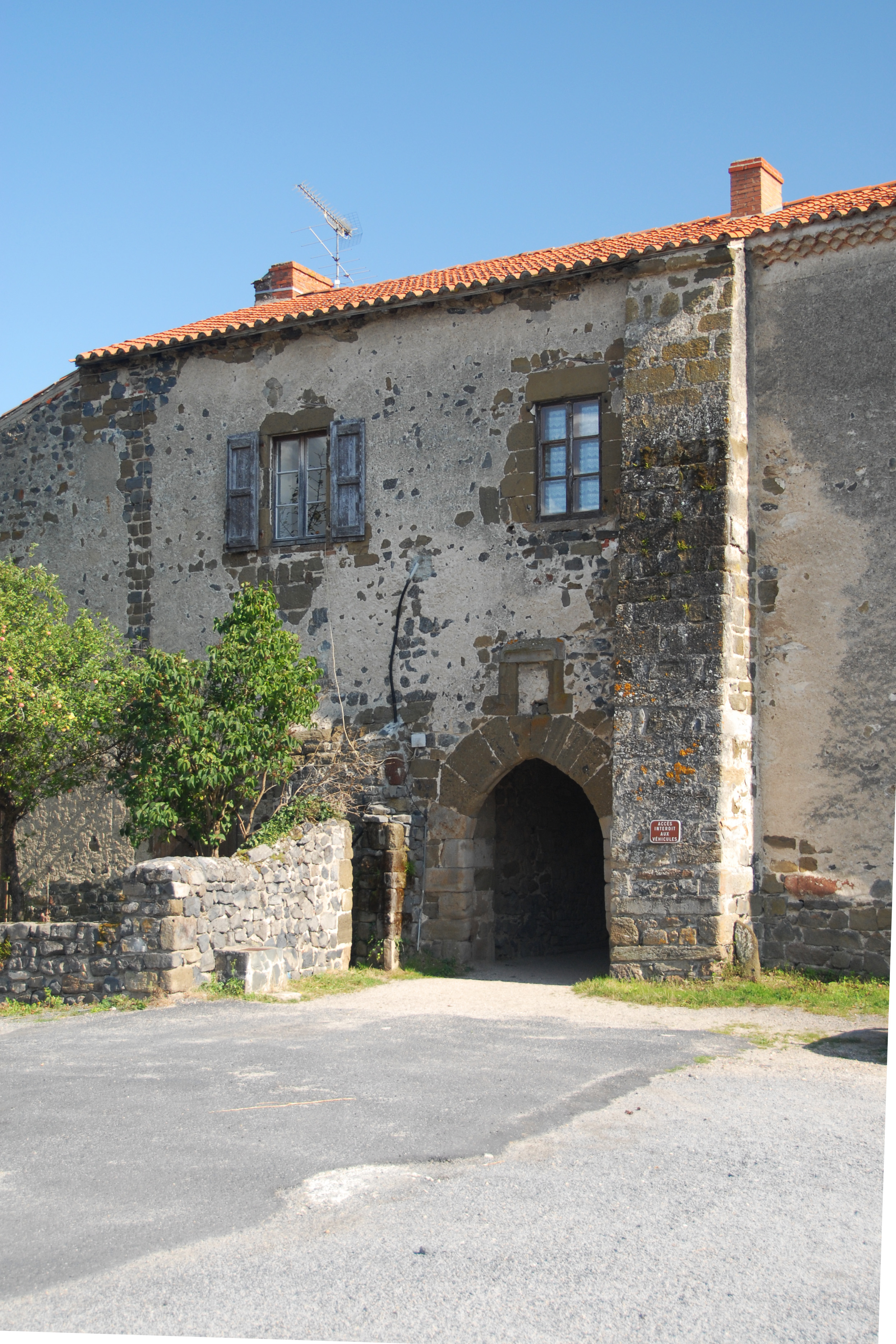
Hauptportal im Nordflügel

Allein der Nordflügel der Bebauung besaß keine natürliche Befestigung aus Steilhängen, die überwiegend von Stützmauern verstärkt waren. Dementsprechend waren diese Gebäude Bestandteil der Befestigungsanlage, versehen mit dem befestigten Hauptportal und dem einzigen ebenerdigen Zugang auf das Plateau. Heute existiert noch der leicht angespitzte Bogendurchlass, der auch für hoch beladene Fuhrwerke geeignet war. Kerben in den Wänden zeugen von der Möglichkeit, die Torflügel zu verriegeln. Über dem äußeren Portalbogen aus großformatigen Werksteinen sind Reste eines ehemaligen Wehrerkers zu erkennen. Diese Fassade ist bis auf wenige nachträglich geöffnete Fenster weitgehend geschlossen. Neben dem Portal wurde ein massiver Strebepfeiler angebaut, der sich von unten nach oben gleichmäßig verjüngt. Auch die Innenseite des Nordflügels ist kaum befenstert. In der westlichen Hälfte sind zwei rechteckige Portale eingebaut, die ursprünglich rundbogige Öffnungen besaßen. Über dem innenseitig rundbogigen Hauptportal ist eine überdachte Tribüne mit gemauerten Brüstungen installiert. Vor ihr öffnet sich eine rundbogige Türöffnung in das Innere. Rechts neben dem Portal zeugen zwei kleine Fenster von einer inneren Treppe.
Am westlichen Ende des Nordflügels ragte noch lange ein mächtiger quadratischer Festungsturm auf, bevor er im Jahr 1896 einstürzte. Ein altes Foto, das vorher entstanden sein muss, zeugt davon (siehe Foto). Von ihm aus konnte vor allem das Ende der auf der Westseite des Plateaus hoch führenden Straße, die Calades, kontrolliert werden. Der Turm war fast doppelt so hoch wie das heutige Gebäude, das seinem unteren Teil entspricht. Die Fenster in seiner Westwand sind jüngeren Datums.
Entgegen den steinsichtigen Wandoberflächen der Konventsgebäude und der Kirche sind die Wände dieser Gebäude bis auf kleinere Partien hell verputzt. Sämtliche Bauten werden von Satteldächern mit roten Hohlziegeln überdeckt. Ihre Traufen werden von Gesimsen aus in Mörtel versetzten Dachziegeln unterstützt.
Die lang gestreckte Basaltklippe ist auf der Westseite der Ostseite und in Teilabschnitten auf der Ostseite mit ungewöhnlich hohen Stützmauern aus Basaltprismen umgeben. Teilweise werden die leicht nach innen geneigten Mauern von gewaltigen Strebepfeilern verstärkt, deren Kanten mit großformatigen Werksteinen ausgebildet sind. Auf der Ostseite ragen im Bereich der Chorapsiden der Kirche, der Kapelle des Abtes und der Ostgalerie des Kreuzgangs die nackten Felswände hoch hinauf, überwiegend aus fast senkrecht stehenden Basaltprismen. Die Mauern erlaubten es, die ursprünglich sicher ausgerundete Kuppe des Felsens waagerecht aufzufüllen und damit die nutzbare Fläche des Plateaus zu vergrößern. Die Oberkanten der Stützmauern reichen ein gutes Stück über die Plateauoberfläche hinaus und bilden so eine Brüstung, die Verteidigungszwecken dienen konnte.

Wehrmauern der „Festung“
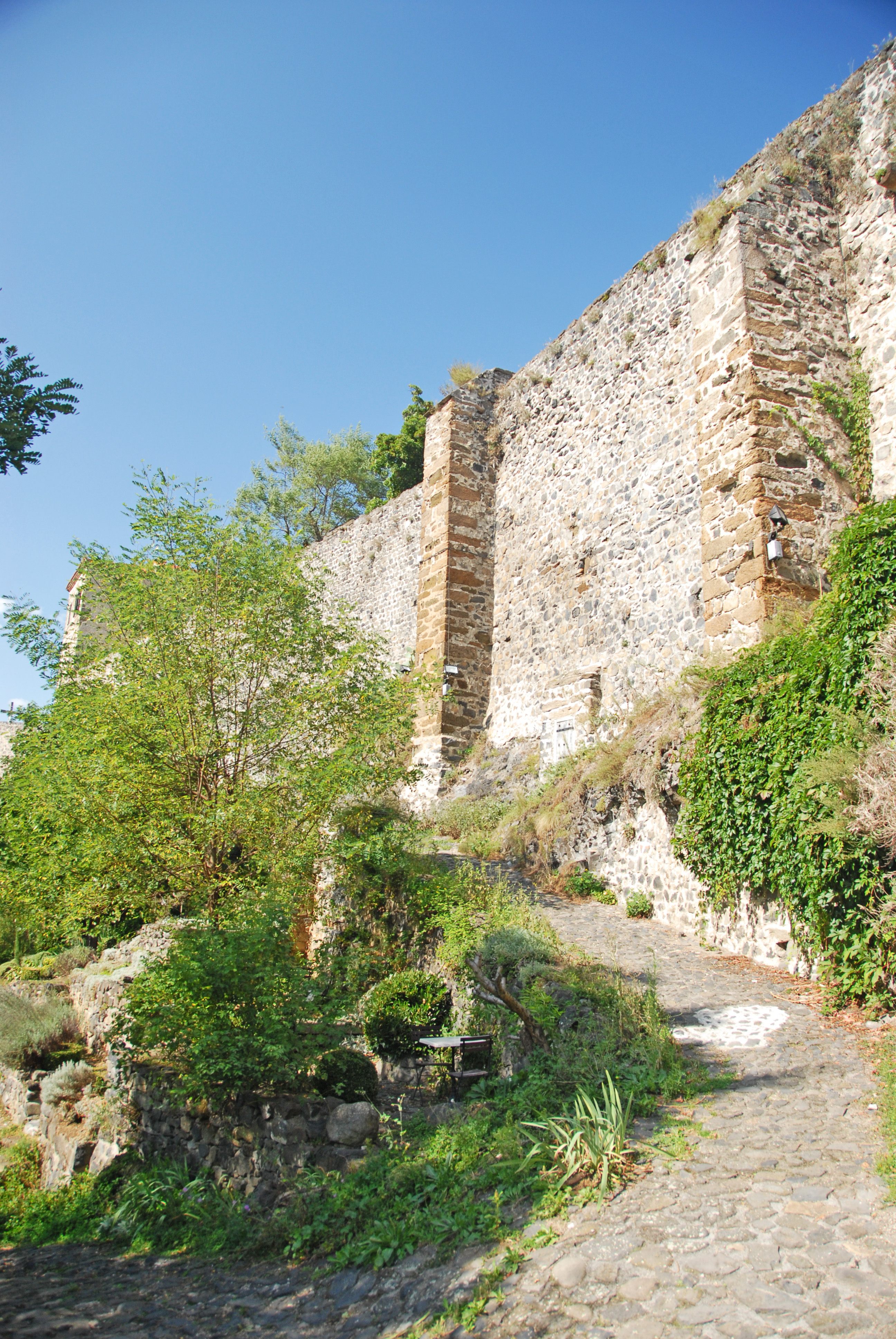
Westseite mit Calades (Auffahrt)
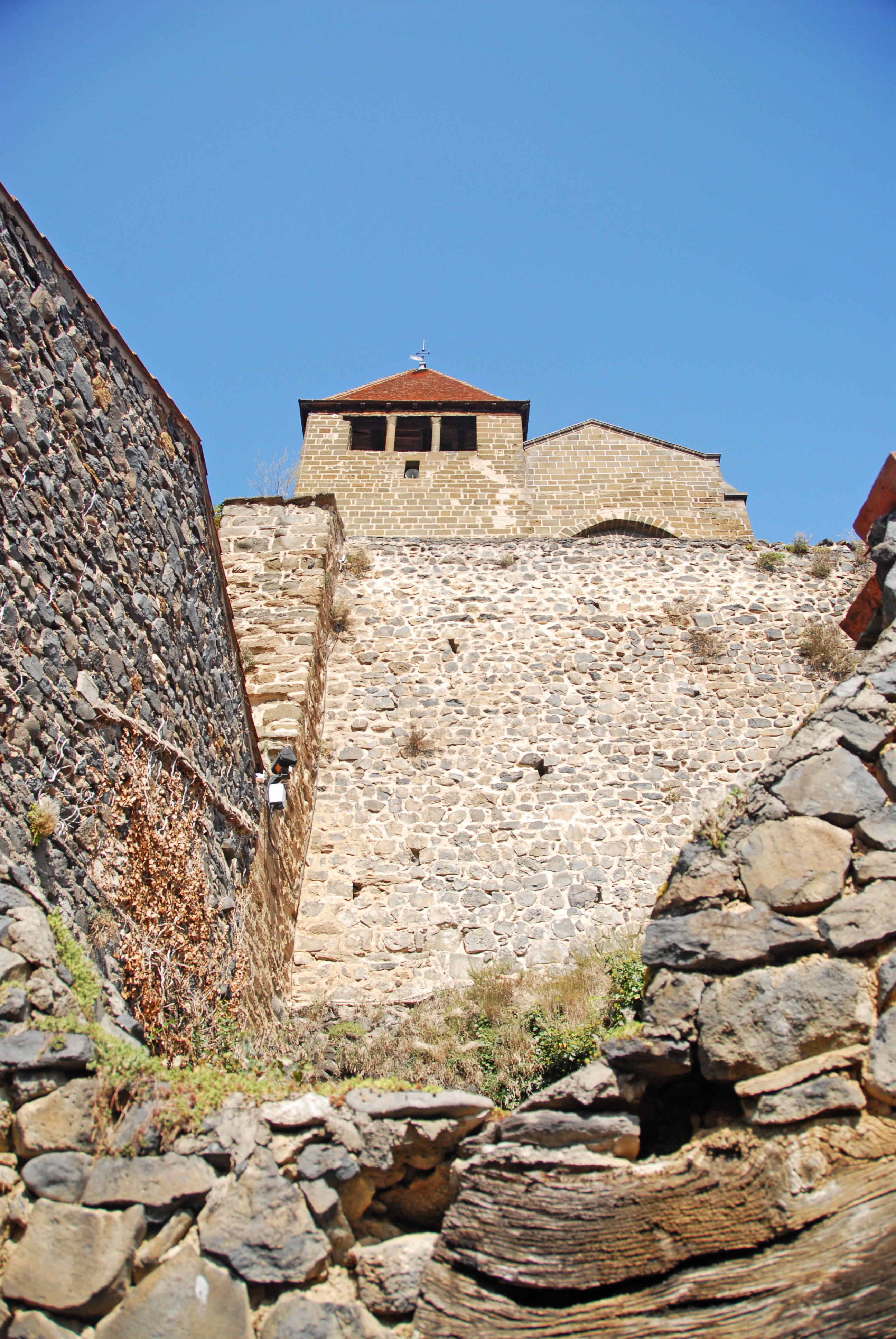
Westseite
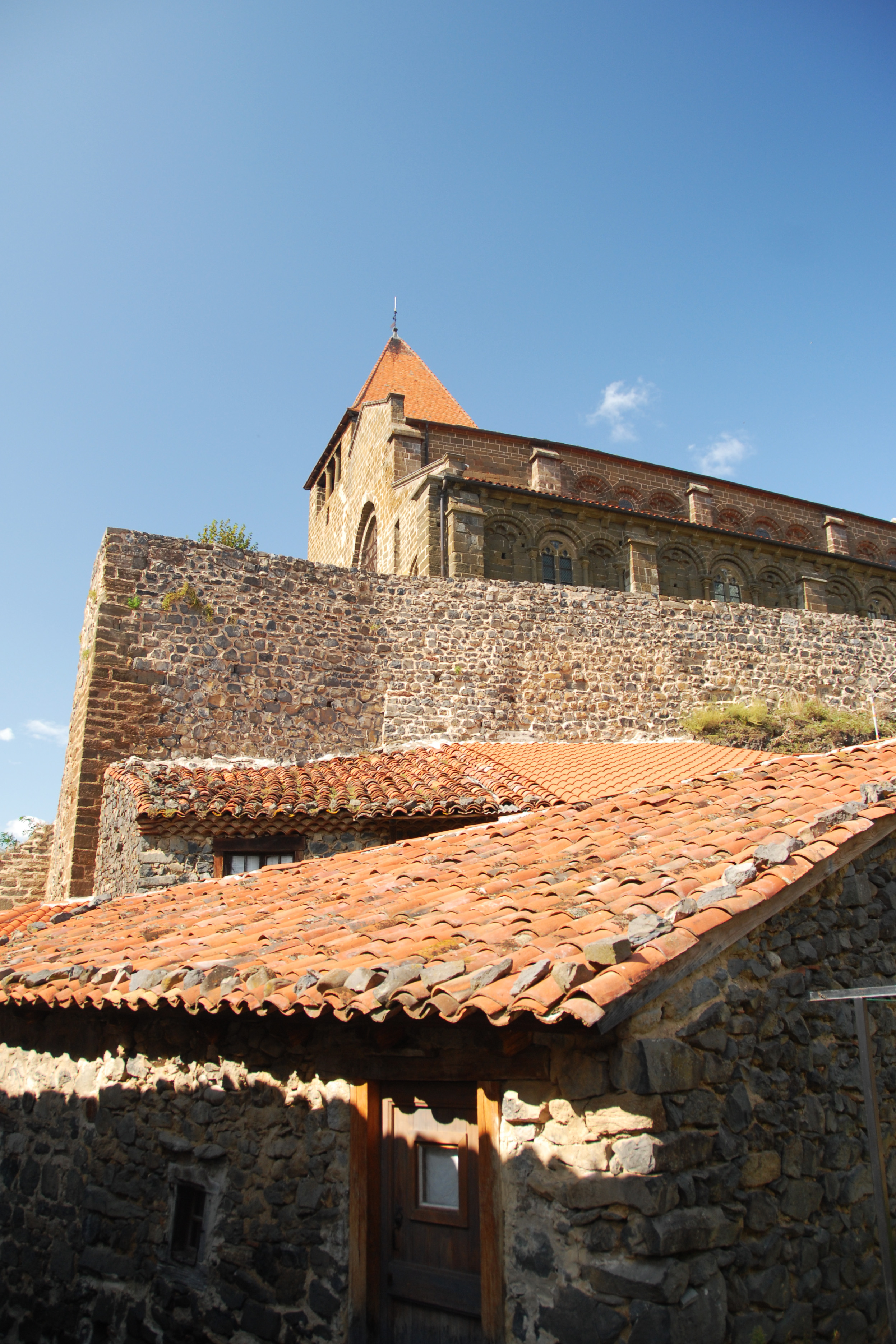
Von Südwesten
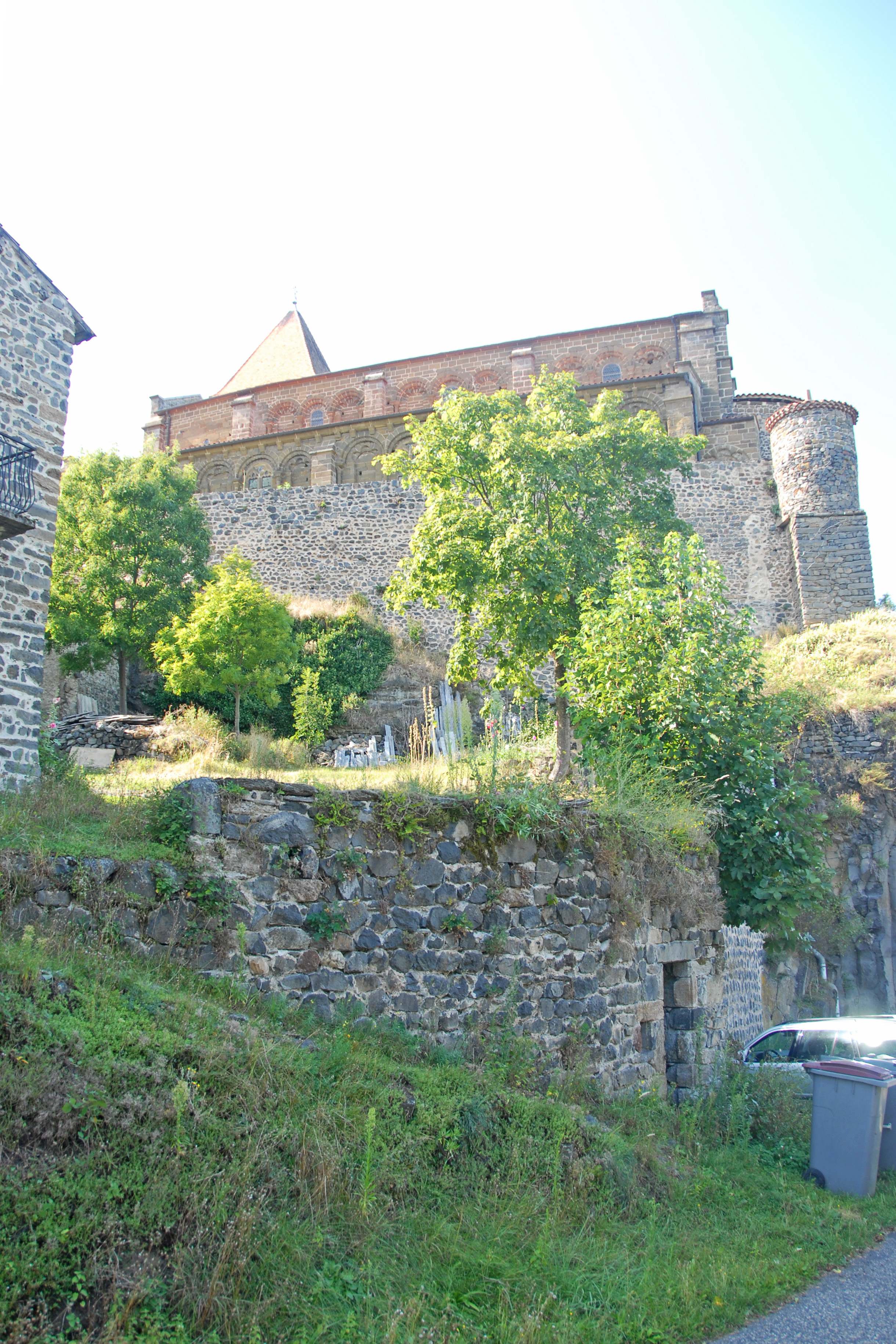
Von Süden